# À la croisée des mondes
Vous lisez un « article de qualité » labellisé en 2012.
À la croisée des mondes (en anglais : His Dark Materials) est une trilogie du genre fantasy écrite par le romancier britannique Philip Pullman de 1995 à 2000. Elle a été traduite en français par Jean Esch.
La trilogie originale, composée des livres Les Royaumes du Nord (1995), La Tour des anges (1997) et Le Miroir d'ambre (2000), suit le rite de passage de deux adolescents, Lyra Belacqua et Will Parry, qui traversent des univers parallèles en vivant une série d'aventures épiques. L'auteur écrit par la suite d'autres romans situés dans le même univers.
Pullman s'est fortement inspiré d'un poème anglais du XVIIe siècle, Le Paradis perdu de John Milton, et aborde des thèmes tels que le passage à l'âge adulte, la mort et la religion. Le récit prend la forme d'un roman d'aventures allégorique où Pullman propose sa propre interprétation de l'origine de l'Homme et de son but sur Terre par des questionnements métaphysiques et philosophiques.
Bien qu’initialement publiée pour les adolescents, l’œuvre propose plusieurs niveaux de lecture, ce qui la destine également aux adultes. Les livres originaux ont obtenu plusieurs récompenses, et sont devenus des succès littéraires. Ils sont aujourd’hui considérés comme des « classiques » de la littérature anglophone. Ils ont également été adaptés pour la radio en 2003, pour le théâtre entre 2003 et 2004, au cinéma en 2007 et pour la télévision, sous forme de série, à partir de 2019.
L’œuvre a également fait l'objet d'un certain nombre de critiques, notamment de la part d'organisations chrétiennes qui lui reprochaient son contenu antireligieux.

## Genèse et rédaction

### Choix des titres

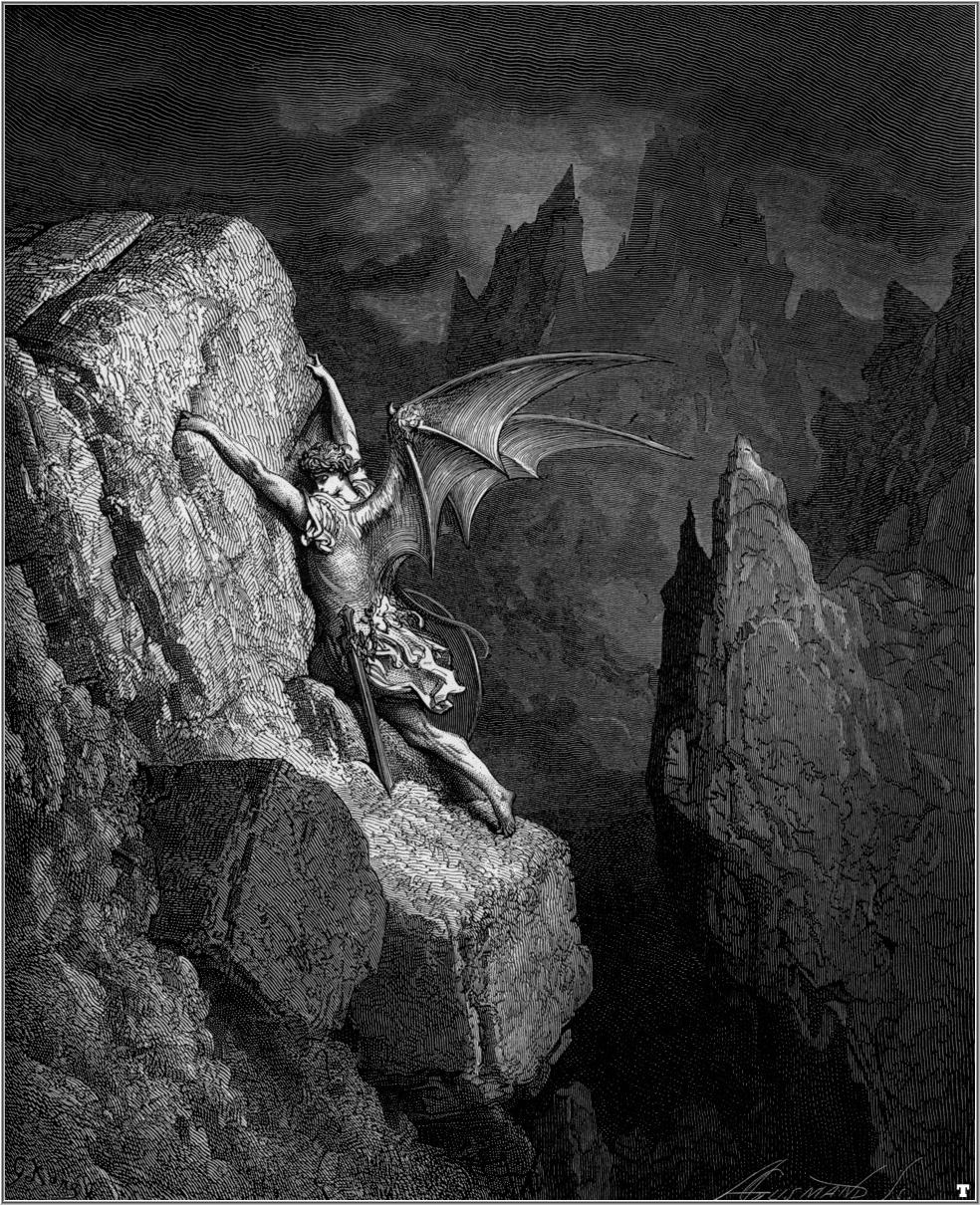
La Chute de Lucifer (1866), illustration du Paradis perdu par Gustave Doré.

Le titre de la série, en anglais His Dark Materials (littéralement « Ses noirs matériaux »), est tiré du poème anglais du XVIIe siècle de John Milton, Le Paradis perdu (Paradise Lost) :
« Into this wilde Abyss,
The Womb of nature and perhaps her Grave,
Of neither Sea, nor Shore, nor Air, nor Fire,
But all these in their pregnant causes mixt
Confus'dly, and which thus must ever fight,
Unless th' Almighty Maker them ordain
His dark materials to create more Worlds,
Into this wilde Abyss the warie fiend
Stood on the brink of Hell and look'd a while,
Pondering his Voyage; for no narrow frith
He had to cross. »
— John Milton, Paradise Lost (1667). Livre II, lignes 910 à 920

« Dans ce sauvage abîme, berceau de la nature, et peut-être son tombeau ; dans cet abîme qui n’est ni mer, ni terre, ni air, ni feu, mais tous ces éléments qui, confusément mêlés dans leurs causes fécondes, doivent ainsi se combattre toujours, à moins que le tout-puissant Créateur n’arrange ses noirs matériaux pour former de nouveaux mondes ;
Dans ce sauvage abîme, Satan, le prudent ennemi, arrêté sur le bord de l’Enfer, regarde quelque temps : il réfléchit sur son voyage, car ce n’est pas un petit détroit qu’il lui faudra traverser. »
— Traduction par François-René de Chateaubriand (1861), Paradise Lost (1667). Livre II, lignes 910 à 920
Le poème de Milton raconte la guerre que Satan lance contre Dieu en levant une armée d'anges rebelles. Leur tentative échoue et ils sont bannis du Paradis. Satan, cherchant à se venger, intervient pour convaincre Adam et Ève de goûter au fruit de l'arbre de la connaissance du bien et du mal, provoquant ainsi la Chute et leur bannissement du jardin d'Éden. Poème épique ayant pour « héros » l'ange déchu, Lucifer, il est souvent considéré comme l'une des plus grandes œuvres littéraires de langue anglaise avec celles de Shakespeare.

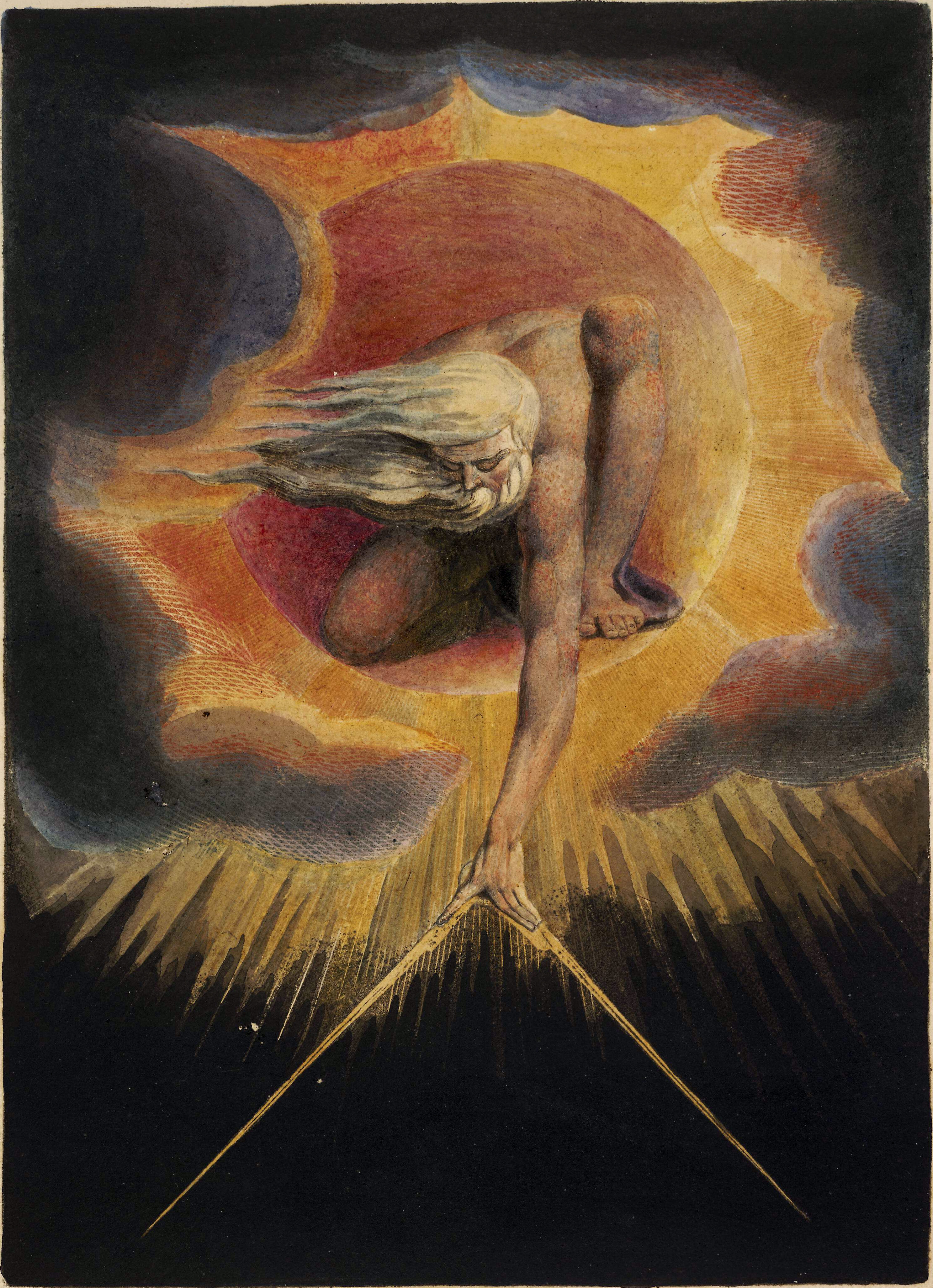
The Ancient of Days (1794) de William Blake.

Pullman a d'abord proposé de nommer la série The Golden Compasses (littéralement « Le compas d'or »), autre référence au Paradis perdu, où est évoqué le compas que Dieu utilise pour établir les limites de la Création.
« Then staid the fervid wheels, and in his hand
He took the golden compasses, prepared
In God's eternal store, to circumscribe
This universe, and all created things:
One foot he centered, and the other turned
Round through the vast profundity obscure
And said, thus farr extend, thus farr thy bounds,
This be thy just Circumference, O World. »
— John Milton, Paradise Lost (1667). Livre VII, lignes 224 à 232.

« Alors il arrête les roues ardentes, et prend dans sa main le compas d’or préparé dans l’éternel trésor de Dieu, pour tracer la circonférence de cet univers et de toutes les choses créées. Une pointe de ce compas il appuie au centre, et tourne l’autre dans la vaste et obscure profondeur, et il dit : « jusque-là étends-toi, jusque-là vont tes limites ; que ceci soit ton exacte circonférence, ô monde ! […] » »
— Traduction par François-René de Chateaubriand (1861), Paradise Lost (1667). Livre VII, lignes 224 à 232.
Finalement, l'auteur intitule les trois romans Northern Lights, The Subtle Knife et The Amber Spyglass et les publie sous ce nom entre 1995 et 2000 au Royaume-Uni.
Cependant, l'éditeur américain Knopf, exploitant le double sens de « compass » : « compas » et « boussole », a préféré nommer le premier livre The Golden Compass (au singulier), dans le sens « La Boussole d'Or », en référence à l'aléthiomètre de Lyra. Aussi, dans le deuxième roman, Pullman rationalise-t-il le titre américain en faisant utiliser le mot « boussole » par le personnage de Mary Malone pour parler de l'aléthiomètre. Ce titre alternatif est pour certains critiques meilleur que le Northern Lights puisqu'il évoque le troisième objet alimenté par la Poussière, l'aléthiomètre. Ainsi, avec le poignard subtil et le miroir d'ambre, ils formeraient une série de trois « objets-titres » : The Golden Compass, The Subtle Knife et The Amber Spyglass,.
La traduction française a décidé de ne pas reprendre littéralement les titres choisis par l'auteur — et ainsi de supprimer les références à Milton. La série, His Dark Materials, est devenue À la croisée des mondes, alors que les trois tomes, Northern Lights (« Les Lumières du Nord/Les Aurores boréales »), The Subtle Knife (« Le Poignard subtil »), et The Amber Spyglass (« La Longue-vue d'ambre ») sont respectivement traduits par Les Royaumes du Nord, La Tour des anges et Le Miroir d'ambre.

### Influences
Les trois influences littéraires majeures qu'a reconnues Philip Pullman sont l'essai Du Théâtre de Marionnettes (Über das Marionettentheater, 1810) de Heinrich von Kleist, les travaux de William Blake et surtout Le Paradis perdu (1667) de John Milton, dont il signe en 2005 une introduction à la lecture de cette œuvre pour la maison d'édition Oxford University Press, source du titre et de nombreuses idées. Admirateur des deux derniers, Pullman adapte pour plaisanter la célèbre phrase de Blake à propos du poète puritain et se l'applique à lui-même : « je suis du côté du Diable et je ne le sais que trop bien »,. D'ailleurs, il est reconnu comme l'un des héritiers de Milton (voir la section « Pullman et Milton : l'héritage »), à l'instar de nombreux écrivains britanniques, Alexander Pope, William Blake, Percy Bysshe Shelley, Mary Shelley, John Keats ou Lord Byron.
D'autre part, Pullman retient la série épique de Richard Wagner L'Anneau du Nibelung (Der Ring des Nibelungen, 1849-76) parmi les œuvres ayant conduit à la construction de la mythologie des différents mondes, qu'il compare au Seigneur des anneaux (The Lord of the Rings, 1954-55) de J. R. R. Tolkien : « L'Anneau de Wagner est une œuvre républicaine, alors que celle de Tolkien ne l'est pas. Les dieux et héros de Wagner sont exactement comme des humains, à une plus grande échelle : chaque vertu et chaque tentation humaine est représentée. Tolkien en laisse une bonne partie de côté : par exemple, personne en Terre du Milieu n'a jamais de relation sexuelle. Comment naissent les enfants doit leur rester totalement mystérieux » (Pullman reste cependant admirateur de Tolkien). D'autres références littéraires parsèment les livres : la Divine Comédie (Divina Commedia, 1307-1321) de Dante ou Faust (1808-32) de Goethe.
Tout au long de la trilogie, les textes bibliques, en particulier le Livre de la Genèse et les mythes liés à la Chute, servent de support à la construction des personnages et la démonstration idéologique. Ainsi, Pullman relie le péché originel à la naissance de la conscience : à un moment donné de l'évolution (Ève croque la Pomme, Prométhée vole le feu, etc.), l'Homme, s'affranchissant de la nature et du divin, s'engage dans la voie de l'individualisation consciente,. S'y retrouvent également les mythes et légendes gréco-romains, nordiques et celtiques.
Outre Milton et Blake et surtout dans le dernier livre, Pullman cite d'autres auteurs, en majorité poètes, ayant marqué la littérature européenne et américaine : John Ashberry, George G. Byron, Samuel Taylor Coleridge, Emily Dickinson, John Donne, Robert Grant, George Herbert, John Keats, Andrew Marvell, Rainer Maria Rilke, Christina Rossetti, John Ruskin, Edmund Spenser et John Webster. Il évoque également le poète grec antique Pindare ainsi que des personnages et des textes bibliques : Ézéchiel, Jean, L’Exode et Le Livre de Job.
A contrario, Le Monde de Narnia (The Chronicles of Narnia), la série de romans de C. S. Lewis publiée de 1950 à 1956, semble avoir eu une influence négative sur lui. Il la qualifie d'« ouvertement raciste », de « monumentalement désobligeant envers les femmes », d'« immoral » et de « diabolique »,, (voir la section « Pullman et Lewis : l'antithèse »).

### Écriture et place dans l’œuvre de l'auteur

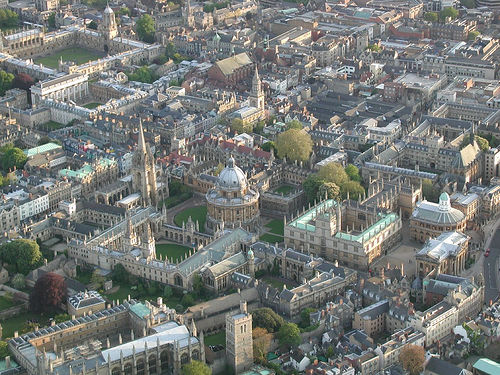
Vue aérienne d'Oxford.

Pullman a mis sept ans à écrire la trilogie : deux ans pour chacun des deux premiers livres et trois pour le dernier. Il explique que « l'histoire [lui] trottait dans la tête depuis longtemps, l'idée d'une très grande histoire qui serait libérée des contraintes du réalisme superficiel,. »

« Il existe de nombreuses façons de raconter la même histoire. Inévitablement, les préoccupations du conteur deviennent visibles dans la force et la manière dont il dépeint tel ou tel aspect du conte. »

— Philip Pullman dans l'introduction au Paradis perdu de John Milton, réédité en 2005.
Philip Pullman, né en 1946, a été professeur dans différents collèges (Middle Schools) à Oxford avant de rejoindre en 1986 la Westminster School de Londres, l'une des plus prestigieuses Public Schools anglaises, où il exerce pendant huit années. Il commence à écrire dès 1972, à vingt-cinq ans, avec The Haunted Storm, qui remporte le prix New English Library's Young Writer. Il se dirige ensuite vers la littérature pour enfants : il écrit des pièces de théâtre pour ses élèves et s'emploie à leur lire ses histoires préférées, dont Le Paradis perdu, les œuvres de Blake ou les mythes grecs. En 1985, il débute la série de romans Sally Lockhart, qui se déroule dans l'Angleterre victorienne. À la croisée des mondes est considéré comme son œuvre principale et est mondialement renommée. Par la suite, il remporte nombre de distinctions, dont le titre de Commandeur de l'ordre de l'Empire britannique (CBE) en 2004, ainsi que diverses récompenses décernées par des associations littéraires anglo-saxonnes. Il poursuit son exploration de l'univers de la trilogie depuis 2003, avec la publication de nouveaux romans, écrit occasionnellement des tribunes pour le The Guardian et reste engagé dans l'interprétation de la culture religieuse avec Jésus le Bon et Christ le Vaurien (The Good Man Jesus and the Scoundrel Christ) publié en 2010.
Pullman désire inverser la proposition de Milton d'une guerre entre le Ciel et l'Enfer, arguant que Satan, le personnage principal du Paradis perdu, ne saurait être le héros de son histoire : Milton se trouve donc mis à la portée d'un public adolescent,, car sont mis en scène deux enfants, Will et Lyra, qui partent sauver le monde libre contre la dictature de la religion, mission couronnée de succès puisque l'ordre établi est renversé. Fasciné qu'il est depuis son adolescence par le poème, Pullman explique qu'il « a commencé avec l'idée d'une jeune fille cachée à un endroit où elle n'aurait pas dû se trouver, témoin de quelque chose qu'elle n'aurait pas dû entendre. Je ne savais pas alors qui elle était, où elle se cachait, ni ce qu'elle avait entendu. J'ai juste commencé à écrire. Rapidement, je me suis rendu compte que j'étais en train d'écrire une histoire susceptible d'explorer tout ce à quoi je pensais depuis des années. Lyra est apparue dans ma vie au bon moment, ».
Le début de l'histoire rappelle fortement Le Monde de Narnia de C. S. Lewis, notamment son volet intitulé Le Lion, la Sorcière blanche et l'Armoire magique (The Lion, the Witch and the Wardrobe, 1950). En découle une transformation générant le reste de l'aventure : Lucy passe en effet par l'armoire pour atteindre Narnia et Lyra, cachée dans une penderie, y découvre l'existence de la Poussière,.
Enfin, chaque chapitre de la trilogie est illustré par un encadré dont Pullman est lui-même l'auteur,,.

## Résumés

Logo original avec l'aléthiomètre.

### Les Royaumes du Nord
Dans un monde ressemblant au nôtre, Lyra Belacqua est une jeune fille de onze ans ayant grandi dans le cercle fermé de Jordan College à Oxford. Entourée d'érudits, des hommes pour la plupart, elle apprend par hasard l'existence de la Poussière (Dust en anglais), étrange particule élémentaire semblant dotée d'une conscience, qu'a redécouverte son oncle Lord Asriel dans le Nord. Le Magisterium, le puissant organe de répression de l'Église, établit que la Poussière est liée au Péché originel. Ses propriétés propres font l'objet d'expériences visant à déterminer pourquoi elle semble moins attirée par les enfants que par les adultes. Ces travaux, dirigés par Madame Coulter et des théologiens chercheurs, scientifiques mandatés par le Magisterium, conduisent à la décision d'enlever des enfants pour les conduire secrètement au Nord où, par un procédé douloureux appelé intercision, est pratiquée la résection de leurs dæmons (partie d'eux-mêmes incarnée sous la forme d'un animal). Lyra a pour meilleur ami Roger Parslow, lui aussi enlevé, et elle jure de le retrouver.
Le Maître de Jordan College, une sorte de doyen d'université de par ses fonctions, a reçu des parents de Lyra la responsabilité de son éducation ; sous la pression du Magisterium, il accepte que Mme Coulter fasse de Lyra son assistante, mais avant qu'elle ne parte, il la met en garde et lui offre un aléthiomètre (alethiometer ou « lecteur de vérité »), instrument permettant, une fois son fonctionnement bien compris, de répondre à n'importe quelle question. D'abord enthousiaste à l'idée de quitter Jordan College et de suivre Mme Coulter dans ses recherches, Lyra finit par découvrir que cette hypnotique et élégante dame préside le Conseil d'Oblation (Oblation Board), organisme chargé par le Magisterium des enlèvements et plus connu sous le nom d'« Enfourneurs » (Gobblers).
Lyra prend alors la fuite et est recueillie par des Gitans, qui lui apprennent qu'en réalité, Mme Coulter est sa mère et que Lord Asriel n'est pas son oncle, mais son père. Les Gitans décident d'organiser une expédition, à laquelle Lyra réussit à se joindre, pour secourir les enfants, en majorité appartenant à leur communauté, qui ont été enlevés et sont retenus au Nord. Aidés par un ours en armure (panserbjørne) nommé Iorek Byrnison et de sorcières, les Gitans sauvent les enfants après avoir découvert l'objet des expériences pratiquées à Bolvangar. Lyra, Roger et Iorek s'envolent vers Svalbard, le Royaume des ours en armure, à bord du ballon de l'aéronaute Lee Scoresby. Lyra aide Iorek, un prince exilé, à retrouver son trône, puis poursuit son chemin à la recherche de son père, lui aussi exilé à Svalbard sur ordre de Mme Coulter. À tort, Lyra est persuadée qu'Asriel désire s'emparer de son aléthiomètre pour réaliser son projet de construction d'un « pont » reliant le ciel à un autre monde. En fait, c'est une énorme quantité d'énergie que requiert son entreprise, énergie que la séparation de Roger et de son dæmon (l'intercision), procédé également utilisé par les Enfourneurs pour leurs expériences, finit par libérer. Lyra arrive trop tard pour sauver Roger mais, apercevant son père traverser le pont, elle décide de le suivre dans le nouveau monde.

### La Tour des anges
Après sa traversée du ciel par le pont de Lord Asriel, Lyra atterrit à Cittàgazze, ville côtière dont certains habitants ont découvert un moyen indolore pour traverser les mondes bien avant Lord Asriel et son pont : un poignard permettant de découper leur « enveloppe » et d'ouvrir une « fenêtre » de l'un à l'autre. Cependant, l'usage immodéré et imprudent de cette technologie a libéré les Spectres (Specters) mangeurs d'âmes, contre qui les enfants sont immunisés, mais qui terrorisent les adultes. Lyra y rencontre Will Parry, garçon de douze ans venant de notre monde ; recherché par la police pour le meurtre d'un homme qui menaçait sa mère malade, il a par hasard découvert une fenêtre donnant sur Cittàgazze et s'y est réfugié.
Will devient le porteur du Poignard subtil (Subtle Knife), outil forgé il y a trois cents ans. L'un de ses côtés permet de scinder les plus infimes particules subatomiques, ce qui génère dans l'espace de subtiles divisions spirituelles ouvrant des fenêtres entre les mondes ; l'autre a le pouvoir de découper n'importe quelle matière. Après avoir rencontré les sorcières, les deux adolescents partent à la recherche du père de Will, réfugié contre son gré dans le monde de Lyra sous un autre nom. En effet, ayant découvert une fenêtre, il y est entré mais n'a jamais retrouvé son chemin pour en revenir. Malheureusement, John Parry est presque aussitôt assassiné par une sorcière autrefois amoureuse de lui et qu'il avait repoussée.
Peu après, Lyra est enlevée.

### Le Miroir d'ambre
Lord Asriel tente de construire la République des Cieux (Republic of Heaven) pour lutter contre le Royaume des Cieux (Kingdom of Heaven), où siège l'Autorité (The Authority). Deux anges rebelles, Balthamos et Baruch, abordent Will et l'informent qu'il doit voyager avec eux pour offrir la puissance du Poignard subtil à Lord Asriel afin que celui-ci puisse tuer l'Autorité. Will, décidé à secourir Lyra d'abord, est aidé par une jeune fille nommée Ama, le roi des ours Iorek Byrnison et les espions gallivespiens d'Asriel, le Chevalier Tialys et Lady Salmakia. Il sauve Lyra de la caverne où sa mère, Mme Coulter, la retient captive afin de la protéger du Magisterium, qui a découvert dans une prophétie des sorcières que Lyra était la « Nouvelle Ève » et est décidé à la tuer avant qu'elle ne cède encore à la Tentation. Après leur fuite, Lyra, Will, Tialys et Salmakia traversent le monde des Morts.
Pendant ce temps, Mary Malone, scientifique originaire du monde de Will qu'intéresse la Poussière (ou « Ombres »), découvre un passage ouvrant sur un monde où vivent des créatures appelées Mulefas. Elle y découvre la vraie nature des Ombres, des particules de conscience, à la fois créées et nourries par la vie consciente, dont la fuite dans le néant va conduire à la destruction du libre arbitre et du plaisir. La désormais excommuniée Mme Coulter s'associe à Lord Asriel pour détruire le Régent de l'Autorité, Métatron, mais ils sont tous deux annihilés par l'abîme dans lequel ils ont poussé Métatron. L'Autorité, elle-même disparaît lorsque Will et Lyra la libèrent de la prison de cristal dans laquelle son Régent l'avait enfermée.
Will et Lyra, quant à eux, libèrent les fantômes du monde des Morts, retrouvent leur dæmons, dont ils ont dû se séparer à l'entrée, et, découvrant leur amour mutuel, succombent à la Tentation évoquée par la prophétie, ce qui a pour effet de stopper la fuite de la Poussière. Cependant, ils se rendent vite compte qu'il ne leur est pas donné de vivre ensemble dans le même monde, chaque fenêtre devant être refermée et les dæmons ne pouvant vivre toute une vie hors de leur monde d'origine.

## Univers

### Personnages principaux
Liste des personnages principaux:
- Lyra Belacqua est une jeune fille de douze ans, ayant grandi à Jordan College (Oxford) où son père Lord Asriel l'a abandonnée. Elle est décrite comme une fillette maigrelette aux cheveux blond foncé en bataille et aux yeux bleus. Elle s’enorgueillit de sa capacité à tromper les gens et excelle dans l'art du mensonge, au point que son ami et protecteur Iorek Byrnison l'a surnommée « Lyra Parle d'Or ». Elle manie l'aléthiomètre de façon presque innée, alors que son utilisation requiert d'habitude des décennies d'expérience. D'un caractère sauvage et intuitif, elle est loyale envers ses amis et porte en elle la culpabilité de la mort de son jeune ami Roger Parslow. Une prophétie prédit qu'elle est « destinée à mettre fin au Destin », sans jamais en avoir conscience et en commettant une grande trahison. Les sorcières la nomment « la nouvelle Ève[N 9] », parce qu'elle serait soumise à la tentation du serpent, représenté par Mary Malone.
  - Pantalaimon est le dæmon de Lyra. Comme tous les dæmons des enfants n'ayant pas atteint la puberté, il change de forme, passant d'une créature à l'autre, avant de devenir, à la fin de la trilogie, une martre des pins rousse, svelte et gracieuse. Lyra est unie à lui pour toujours, mais elle est contrainte de l'abandonner pour pénétrer dans le monde des morts, réalisant de ce fait la trahison évoquée par la prophétie. Elle n'est cependant pas séparée de lui comme l'étaient les victimes de la centrale de Bolvangar.
- Will Parry, issu de notre monde, est un garçon de douze ans, sensible, mature et délibérément moral. Devenu le détenteur du Poignard subtil, il se trouve en butte aux forces qui le convoitent. Will est indépendant et responsable pour son âge, ne serait-ce que parce qu'il a dû s'occuper de sa mère, mentalement instable. D'autre part, il a acquis la capacité de passer inaperçu.
  - Kirjava est le dæmon de Will. Auparavant invisible, il apparaît après le voyage de Will dans le monde des morts. Ce dernier ne le rencontrera cependant que bien plus tard, après la bataille finale. Il prend la forme d'un chat à la fin de la trilogie.
- Marisa Coulter est la mère de Lyra, belle, froide et extrêmement manipulatrice. Elle sert le Magisterium en enlevant des enfants pour effectuer des recherches sur la nature de la Poussière. Initialement hostile à Lyra, elle prend finalement conscience du profond amour qu'elle lui porte et, dorénavant, n'a de cesse de la protéger des agents du Magisterium qui cherchent à attenter à sa vie.
  - Le singe doré est le dæmon de Mme Coulter. Ses tendances à la cruauté et la violence sont à l'image du véritable caractère de son humain. Tout comme elle, il est décrit comme splendide.
- Iorek Byrnison est un ours en armure exilé que le dépit a rendu alcoolique. Son armure, l'équivalent des dæmons, ayant été volée par les humains, Lyra l'aide à la récupérer et, par là, à lui rendre sa dignité et le trône de Svalbard. À la fois guerrier puissant et forgeron, c'est Iorek qui répare le Poignard subtil lorsqu'il se brise.
- Lee Scoresby est un aéronaute texan. Il pilote un ballon pour emmener Lyra et les Gitans dans le Nord. C'est aussi un ami de longue date de Iorek Byrnison et du clan des sorcières de Serafina Pekkala.
  - Hester, une hase est le dæmon de Lee.
- Mary Malone est une physicienne venue du monde de Will. Elle rencontre Lyra qui lui donne un aperçu de la vraie nature de la Poussière (qu'elle connaît sous le nom d'« Ombres »). Elle apprend alors à communiquer avec les particules, qui lui conseillent de s'enfuir, car elle est poursuivie par des agents de l'Église et elle trouve refuge dans le monde des Mulefas. Elle y construit un miroir d'ambre qui lui permet de visualiser la Poussière (symbole de la Connaissance) et tente de comprendre pourquoi celle-ci, essentielle à la survie des Mulefas, s'écoule hors de l'univers.
  - Le crave à bec rouge est le dæmon invisible de Mary. C'est la sorcière Sérafina Pekkala qui lui enseignera une technique pour pouvoir le visualiser.
- Le Chevalier Tialys et Lady Salmakia sont deux espions Gallivespiens, sous les ordres de Lord Roke. Ils avaient pour mission de mener Lyra à son père, Lord Asriel. Mais puisque Lyra voulait se rendre dans le royaume des morts, ils sont forcés de la suivre et de veiller sur elle et sur Will.
- Lord Asriel, soi-disant oncle de Lyra, est en réalité son père. Explorateur et chercheur émérite, il ouvre une brèche entre les mondes et part à la poursuite de la Poussière. Son obsession de détruire l'Autorité, de renverser les forces de l'Église et de constituer la République des Cieux. À cette fin, il rassemble une immense armée rebelle constituée de multiples puissances. Il fut l'amant de Marisa Coulter (mère de Lyra) et de Ruta Skadi, la reine des sorcières de Lettonie.
  - Stelmaria est le dæmon d'Asriel, un puissant et magnifique léopard des neiges.

### Évolution des personnages

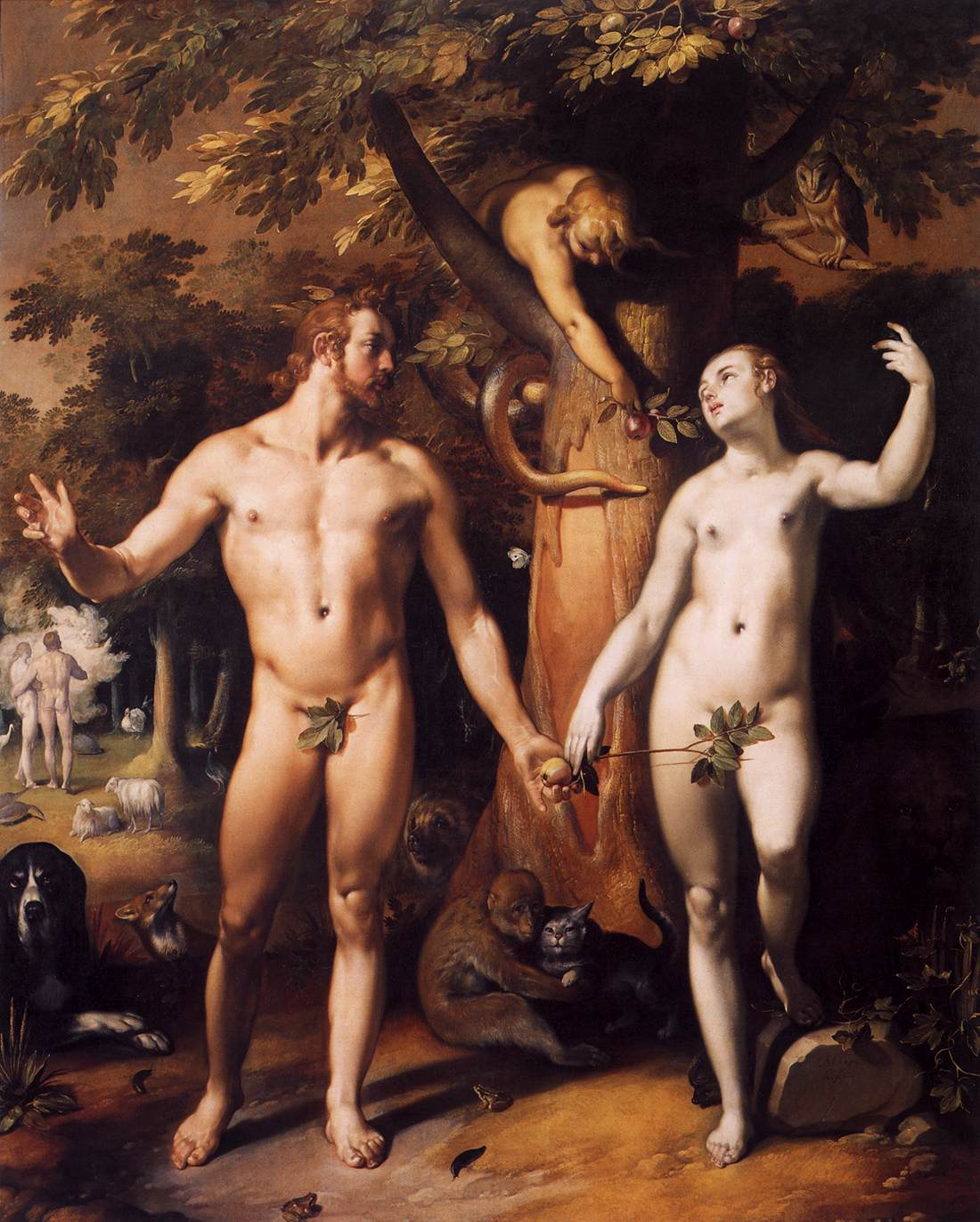
La Chute de l'Homme (1592), Cornelis van Haarlem.

#### Lyra
Le personnage de Lyra peut être rapproché d'un poème de Blake, intitulé The Little Girl Lost (littéralement « La Petite Fille perdue »), dont l'héroïne se nomme Lyca. Outre la similitude de leurs noms, les deux fillettes partagent certains traits de caractère, notamment leur côté sauvage et impulsif. « Lyra » vient du grec λύρα (« lyre ») et « Belacqua » de l'italien bella et acqua, soit « belle eau » ; il renvoie aussi au personnage de Belacqua dans la Divine Comédie de Dante, une âme de l'antépurgatoire (chant IV, 98-135) représentant ceux qui attendent la dernière opportunité pour se tourner vers Dieu. Son dæmon, Pantalaimon, peut être rapproché du héros grec Télamon et de Saint Pantaléon, nom lui-même issu du grec πάν / pán (« tout ») et ελεἶμον / éléïmon (« miséricordieux »), pouvant signifier « qui pardonne toujours ». Elle est qualifiée de « nouvelle Ève » par les sorcières et ses actions vont déterminer l'avenir de l'univers : elle joue le rôle d'un prophète, désigné pour sauver l'humanité.
Remarquée par plusieurs auteurs et universitaires féministes, Lyra est le symbole de la lutte que mène Pullman contre les structures et traditions patriarcales tant religieuses que sociales : elle défie les conventions, conquiert son autonomie, affirme son libre arbitre et contribue à l'amélioration du monde. Physiquement et mentalement forte, franche, vive et perspicace, elle s'affirme comme à l'opposé des personnages féminins de la littérature de jeunesse, ces princesses enfermées dans un donjon, que le destin condamne à attendre le prince charmant ou à servir leurs homologues masculins,.
De plus, la nouvelle de la mort accidentelle de ses parents alors qu'elle était enfant l'a rendue indépendante, pleine de ressources et prompte à s'adapter à toutes les situations. L'auteur explique que, dans la littérature pour enfants, « se débarrasser des parents » est à la fois un problème, mais aussi une nécessité : les héros se doivent d'être libres et seuls pour vivre leurs aventures. Pourtant, la protection parentale est souvent évoquée dans la trilogie : Lyra, abandonnée par les siens, retrouve des parents de substitution dans une succession de personnages adultes jalonnant son parcours, le Maître de Jordan College, Ma Costa, Lord Faa, Iorek Byrnison, Lee Scoresby, Serafina Pekkala ou Mary Malone. Et paradoxalement, lorsqu'elle découvre l'identité de ses parents biologiques, elle fait tout pour les repousser et entretient avec eux des rapports conflictuels, sans jamais parvenir à les considérer comme ses modèles.

#### Will
William Parry est un vrai héros masculin, dont la personnalité est on ne peut plus différente de celle de Lyra : posé et responsable là où elle est impulsive, sauvage et indépendante, il ne bénéficie jamais de la protection de ses parents, puisque son père a disparu alors qu'il n'avait qu'un an, et que sa mère est atteinte de ce qui ressemble à la schizophrénie ; c'est d'ailleurs lui qui lui sert de parent et il lui incombe de faire face à des problèmes très ancrés dans la réalité, s'occuper de sa mère, trouver à manger, ne pas se faire remarquer, alors que Lyra vit une série d'aventures fantastiques impliquant des dæmons, des ours qui parlent et des sorcières. Sa gravité, sa fierté et sa bravoure, inhabituelles pour son âge, en font un personnage ambigu qui effraye même les sorcières, alors qu'il n'est qu'un garçon à la recherche de son père.
Will est le porteur du poignard subtil et a été parfois contraint de faire preuve de violence. Cependant, il refuse d'endosser le rôle de conquérant et de guerrier. Ainsi, dans Le Miroir d'ambre, lorsqu'enfin s'offre à lui la possibilité de parler à son père, il insiste pour décider lui-même de son avenir, sans rien devoir à la société ou au destin : « tu as dit que j'étais un guerrier. Tu as dit que c'était ma nature, et que je ne pouvais pas m'y opposer. Père, tu avais tort. Je me suis battu parce que j'y étais obligé. Je ne peux pas choisir ma nature, mais je peux choisir mes actes. Et désormais, je choisirai, car je suis libre. ». Will, plus proche de l'âge adulte que Lyra, représente le triomphe du libre arbitre. D'ailleurs, son prénom suffit à symboliser son caractère, will signifiant « volonté ».

#### Madame Coulter

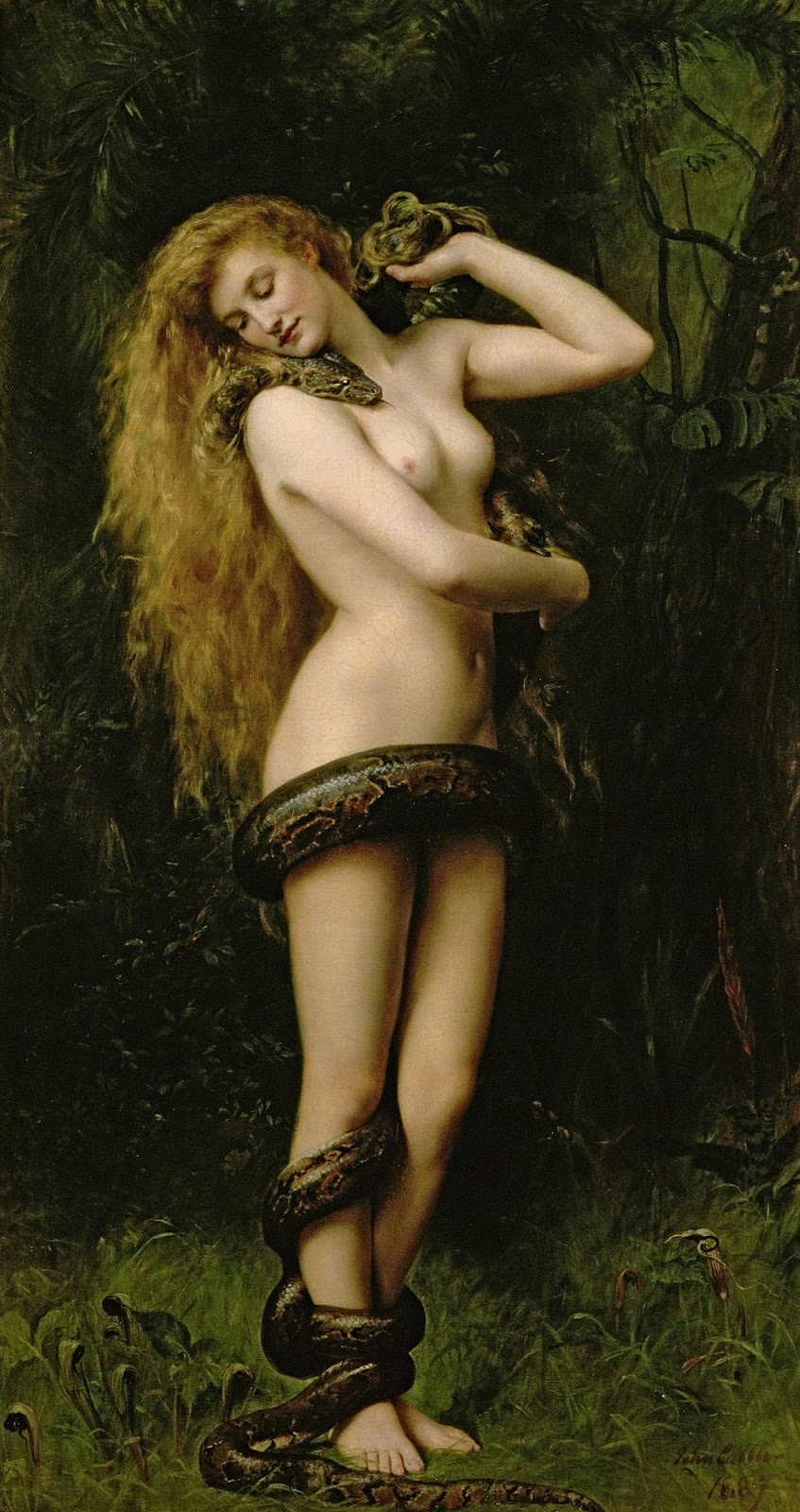
Lilith (1887), John Collier.

Marisa Coulter, la mère de Lyra, est un mélange d'Ève et de Lilith, personnage apocryphe de l'Éden et première compagne d'Adam, symbole de la révolte féminine. Lilith est le prototype de la femme fatale, à la sexualité insatiable, pleine d'assurance et indépendante, ce qui correspond parfaitement à la personnalité de Madame Coulter, qui allie science et beauté. Ce personnage vil, trompeur et vicieux, semblable au Serpent de la Genèse, est doté d'un magnétisme hypnotisant, pour les hommes principalement, et Pullman souligne en elle le pouvoir féminin de celle qui sait utiliser tous les atouts à sa portée pour réussir dans le monde masculin qu'il dépeint. En agriculture, le nom commun « coulter » (le « coutre ») est la lame précédant le soc de la charrue : il y a là une analogie avec ce qu'elle est, le caractère cinglant de ses propos et le fait qu'elle soit très impliquée dans les pratiques d'intercision.
La complexité du personnage (mélange d'égoïsme et d'ingéniosité, de femme fatale et de bourreau impitoyable) rend son analyse difficile : elle alterne actes barbares, abandon de sa fille, enlèvement d'enfants, torture, meurtre et bonnes actions, sauvant Lyra de la guillotine, en prenant soin dans la caverne de l'Himalaya et sacrifiant pour elle jusqu'à sa vie. Elle se sert de sa beauté physique comme d'une arme pour cacher un caractère pétri de mensonge et de tromperie. Lorsque l'ange Métatron la rencontre dans Le Miroir d'ambre, il voit en elle « la corruption, la jalousie et la soif de pouvoir. La cruauté et la froideur. Une curiosité perverse et inquisitrice. Une méchanceté pure, venimeuse et toxique. » Il ajoute à son adresse : « Jamais depuis votre plus jeune âge vous n'avez fait preuve d'une once de compassion, de sympathie ou de gentillesse sans calculer ce que cela pourrait vous rapporter en retour. Vous avez torturé et tué sans remords ni hésitation ; vous avez trahi et intrigué, et vous avez tiré fierté de votre duplicité. Vous êtes un cloaque d'obscénité morale », mais ce faisant il ne peut découvrir ses véritables intentions – sauver Lyra – parce qu'enfin elle fait preuve d'un geste entièrement désintéressé.
Cette ambivalence la situe à des lieues de l'archétype de la bonne mère/mauvaise mère que l'on trouve habituellement dans la littérature de jeunesse. Antagoniste de l'histoire jusqu'au troisième roman, elle devient, à la suite d'un revirement de tout son être et de la prise de conscience de l'amour qu'elle porte à sa fille, le deus ex machina final.

#### Mary Malone
Mary Malone, dont le prénom rappelle celui de la mère de Jésus, est également inspirée d'Ève, avec qui elle partage le rôle de tentatrice, du Serpent de la Chute : elle aussi procure la connaissance, mais d'une manière sensuelle, moins directe que celle de Madame Coulter. À Lyra, elle apprend une vérité sur la vie que ne recèlent pas les livres, en une sorte d'Annonciation inversée, Marie tenant le rôle de l'archange Gabriel.
Chez Pullman, le Serpent joue un rôle positif indispensable, contrairement à celui de la tradition biblique, expulsé du jardin d'Éden et condamné à ramper et, chaque jour de sa vie, manger de la poussière. Mary est l'un des personnages les plus actifs, puisqu'elle parvient seule, après avoir connu les Mulefas et été adoptée par leur communauté, à créer un objet-titre, le miroir d'ambre, et à s'en servir. Son aptitude à s'intégrer dans un monde de créatures inconnues, ainsi que l'analyse qu'elle fait des événements ayant conduit à l'évolution des Mulefas, la rapprochent de Charles Darwin ou de Richard Dawkins,. L'auteur explique qu'elle incarne aussi Satan, le tentateur du Paradis perdu.

#### Lord Asriel

L'Ange de la Mort (1881), Evelyn De Morgan.

Autre symbole masculin, Lord Asriel, le père de Lyra, est un homme secret dont on sait peu de choses. Il est qualifié de « héros byronien », d'après le type de héros romantique créé par Lord Byron au XIXe siècle ; c'est en effet « un homme fier, maussade, cynique, avec un air de défi sur le visage et de la tristesse dans son cœur, à la revanche implacable, mais capable d'affection profonde et forte,, ». Il se présente lui-même comme un « libérateur » et est parfois rapproché de Satan, l'ange rebelle et le héros de Milton menant une guerre contre Dieu. Dans Le Miroir d'ambre, Lord Asriel construit son propre « Royaume », qu'il appellera la « République des Cieux », alors que Satan règne sur l'Enfer, acte de défi envers Dieu (Le Paradis perdu, livres I et II), et comme Satan dans les livres V et VI, il lève une armée rebelle pour vaincre les forces du Ciel. La différence entre les deux personnages est qu'Asriel va réussir, quoiqu'en y laissant sa vie, alors que Satan échoue.
« Asriel » est phonétiquement proche d'Azraël, de l'arabe عزرائيل / Azra'il, l'ange de la mort des traditions hébraïques : il serait donc l'allégorie de la Mort, « celui qui veut tuer Dieu ». De plus, dans les mythologies juive et musulmane, Azraël sépare l'âme du corps au moment de la mort, ce qu'Asriel accomplit à la fin des Royaumes du Nord en séparant le dæmon (l'âme) du corps de Roger, l'ami de Lyra, et entraînant sa mort. En cela, il tient du Surhomme, l’Übermensch allemand, concept développé par Nietzsche et ainsi défini : « un dieu épicurien ramené sur la terre [qui] ne doit pas se soucier des hommes, ni les gouverner : sa seule tâche est la transfiguration de l'existence ». Asriel ne se soucie pas de l'individu, se rapprochant en cela du stoïcisme, pas même lorsqu'il s'agit d'un enfant, mais il poursuit son objectif d'un monde meilleur – et donc sans Dieu pour Pullman – au-delà du Bien et du Mal. Asriel est également l'anagramme d'« Israël » (Jacob) dont le nom hébreu (יִשְׂרָאֵל) signifie « celui qui a lutté avec Dieu ».
Certaines analyses le comparent à Voldemort, l'antagoniste de la série Harry Potter. Asriel et Tom Jedusor, Voldemort dans sa jeunesse, se ressemblent par leur physique avantageux, leur charisme et leur morale ambiguë. De plus, ils ont en commun l'objectif de vaincre la Mort : Voldemort veut devenir immortel pour son bénéfice personnel (« Je suis allé plus loin que quiconque sur le chemin qui mène à l'immortalité. Tu connais mon objectif : conquérir la mort ») alors qu'Asriel entend la détruire dans l'intérêt de toute l'humanité (« Quelque part se trouve l'origine de toute la Poussière, de la mort, du péché, de la misère, du goût de la destruction qui règne sur Terre. Dès qu'ils voient une chose, les êtres humains ne peuvent s'empêcher de la détruire, Lyra. Voilà le vrai péché originel. Et je vais le détruire à mon tour. Je vais tuer la mort »),.

### Les dæmons
Dans le monde de Lyra, l'âme de chaque être humain est visible à l'extérieur de son corps sous la forme d'un animal, reflétant à l'âge adulte la personnalité de son humain. Appelé « dæmon » (prononcer « démon »), il forme avec son humain un seul et même être bien qu'ils soient deux entités distinctes. Ils sont étroitement liés et s'ils sont physiquement séparés par une trop grande distance, l'un et l'autre ressentent un profond mal-être qui les oblige à rester à proximité. De plus, chacun partage les sentiments et sensations de l'autre, que ce soit joie ou douleur. Certaines personnes, notamment les sorcières et les chamans, ont réussi à briser ce lien de proximité en forçant la séparation. Chacun d'eux peut alors aller où bon lui semble sans aucun malaise, mais ils continuent cependant de partager leurs sentiments. Le dæmon est créé ex nihilo à la naissance de l'humain et s'évapore à sa mort : la mort de l'un entraîne toujours celle de l'autre. Hors du monde de Lyra, les êtres humains ont également des dæmons, mais ceux-ci ne sont pas visibles et restent cachés à l'intérieur du corps.
Le dæmon se manifeste sous une forme animale et semble être composé de Poussière. Avant la maturité, il peut se métamorphoser à volonté et prend ensuite sa forme définitive, forme qui correspond à sa personnalité et à celle de son humain. Il est doué d'une conscience propre et peut avoir un caractère légèrement différent de celui de son humain. Il est le plus souvent du sexe opposé.
Il existe un grand tabou, universel, implicite et intériorisé par tous qui stipule qu'aucun humain ne doit toucher de quelque manière que ce soit un dæmon qui n'est pas le sien. Même pendant les combats, les humains attaquent les humains, les dæmons attaquent les dæmons. Ce tabou a conduit un certain nombre de critiques à supposer que les dæmons étaient des représentations du sexe (les pulsions sexuelles ainsi que les organes génitaux). Quand il décrit les relations entre les dæmons de Madame Coulter et de Lord Asriel ou Lord Boreal, Pullman ne fait que traduire les jeux de la séduction entre les personnages adultes (en particulier le pouvoir sexuel qu'exerce Mme Coulter sur les hommes qu'elle approche), alors que le tabou qui interdit à un humain de toucher le dæmon d'un autre concerne la partie du corps que l'on ne peut approcher sans permission, soit le sexe : lorsque les hommes de Bolvangar saisissent Pantalaimon, Lyra se fige devant l'horreur de la situation, assimilable à un viol.

La Dame à l'hermine (1488-90), Léonard de Vinci.

Pullman a eu l'idée du concept des dæmons en voyant La Dame à l'hermine de Léonard de Vinci, ainsi que certains portraits de Giambattista Tiepolo et de Hans Holbein le Jeune.
Étymologiquement et sémantiquement, le terme « dæmon » peut être rapproché du δαίμων / daímôn (« démon ») de la mythologie grecque (par exemple, le daímôn de Socrate). Milton utilise dans Le Paradis perdu ce radical pour créer le néologisme « Pandémonium », la capitale de l'Enfer où règne Satan, associé avec πᾶν / pân (« tout »), déjà utilisé dans l'étymologie de Pantalaimon.
Appelé « familier », « démon familier » ou « bon génie » en français ou familiar spirit dans la pratique de la sorcellerie moderne anglaise, le dæmon est une entité (animal ou esprit) imaginaire et invisible, à laquelle les hommes s'adressent pour demander des conseils ou obtenir des services, parfois rapprochée de l'ange gardien,. En tant que manifestation physique de l'âme d'un humain, le dæmon est décrit de manière presque identique par l'auteur américain de science-fiction Catherine Lucille Moore dans sa nouvelle Dæmon (1946) : c'est pour Moore une créature ayant une forme humaine de différentes couleurs, qui suit son maître où qu'il aille et qui est invisible par les autres. Les dæmons existent également dans d'autres cultures, comme le Fylgja de la mythologie nordique, le Nahual et le Tonal de la mythologie aztèque, l'aku-aku de l'île de Pâques, etc.. On peut aussi faire un parallèle entre les dæmons et l'anima et l'animus que développe Carl Jung dans la psychologie analytique. Enfin, William Blake a évoqué dans Songs of Experience la relation qui unit l'âme et le corps.
Blake et John Milton ont largement abordé la dualité de la nature humaine : la raison et le désir. Pour les deux auteurs les rapports entre ces deux dimensions de l'être humain sont harmonieux, mais c'est la raison qui prime chez Milton alors que, chez Blake, c'est le désir. Les dæmons de Pullman expriment cette dualité bien plus efficacement que ne l'ont fait Blake ou Milton. Lyra et Pan en sont l'incarnation : chacun équilibre l'autre et aucun ne peut vivre sans l'autre. Lyra incarne le désir et Pan la raison, par exemple lorsque, dans le premier chapitre des Royaumes du Nord, Lyra explore le Salon réservé aux érudits masculins, tandis que Pan, très nerveux, supplie Lyra de sortir.
Dans Le Miroir d'ambre, Mary Malone évoque la capacité qu'a tout un chacun, avec un peu d'entraînement, de visualiser certaines manifestations non-physiques des dæmons. Elle laisse entendre que chacun possède le sien, mais n'a appris ni à le reconnaître ni à lui parler.

### Cadre spatio-temporel
La trilogie se déroule à travers un multivers composé d'une infinité de mondes peuplés d'humains et de créatures surnaturelles. La Poussière, métaphore de la Connaissance, dont la condensation consciente a créé les Anges, en est un élément essentiel. Les protagonistes ont la faculté de se déplacer d'un monde à l'autre sans entraves.

#### Les lieux et les époques
D'après la théorie des univers parallèles que Pullman exploite librement, une multitude de mondes parallèles se créent en permanence, par scission de mondes déjà existants : chaque fois qu'un évènement se produit dans l'un de ces mondes, toutes ses issues possibles se réalisent simultanément, donnant chacune naissance à un nouveau monde. La trilogie en explore sept, celui de Lyra, celui de Will (le nôtre), celui des Mulefas, celui de Cittàgazze (prononcer « à l'italienne » : /tʃit.ta.'ɡa.tse/), le monde des Morts, le monde des Gallivespiens et la République des Cieux. S'y ajoutent divers mondes mineurs qu'aperçoivent ou évoquent les personnages.
Chaque monde possède sa géographie propre, mais certains mondes ont une géographie très similaire, voire identique, tels le monde de Will et celui de Lyra, qui se ressemblent beaucoup sur ce point,. D'après Lord Boréal, l'un des personnages, toutes les ouvertures entre les mondes passent par le monde de Cittàgazze, ce qui en fait une sorte de carrefour entre les mondes, mais après le déchirement créé par Lord Asriel, les fenêtres se retrouvent déplacées et peuvent relier entre eux n'importe quels mondes sans avoir à passer par celui de Cittàgazze. La ville côtière de Cittàgazze présente l'apparence d'une ville méditerranéenne par son climat et son architecture, de plus, le nom de la ville elle-même, ainsi que ceux de ses habitants, suggèrent une ville italienne ; elle semble pourtant se trouver à proximité de l'Oxford de Will et à seulement quelques jours de marche du pôle Nord du monde de Lyra, alors que la géographie de ces deux mondes semble par ailleurs coïncider,. La géographie du monde de Lyra est très similaire à celle du monde de Will, cependant, certains lieux ou pays portent des noms archaïques ou calqués sur des appellations étrangères, ce qui permet de mettre en évidence des divergences dans l'histoire, notamment sociale et géopolitique, de ces deux mondes : Eirelande (Irlande) ; Grand Océan du Nord (Océan Arctique) ; Catai (Chine du Nord) ; Moscovie (Russie) ; Lac Enara (Lac Inari), etc. De surcroît, certains États du monde de Lyra n'existent plus dans le monde de Will, ou existent sous une forme différente. Ainsi, l'Amérique du Nord de Lyra est constituée de la Nouvelle-France, du Nouveau-Danemark (en) et d'un Texas apparemment indépendant, ce qui implique que les États-Unis n'existent vraisemblablement pas. De même, la Laponie est un royaume dans le monde de Lyra alors que dans celui de Will, c'est un territoire partagé entre quatre pays : la Norvège, la Suède, la Finlande et la Russie. Enfin, le Svalbard de Lyra n'est pas un archipel norvégien mais le royaume des Ours en armure.
Le premier tome, Les Royaumes du Nord, se déroule entièrement dans un univers très semblable au nôtre, quoique disposant d'une technologie moins avancée : style vestimentaire de l'époque victorienne, automobiles en petit nombre et peu rapides, avions inexistants, les voyages aériens se faisant en zeppelins. C'est le monde de la fin du XIXe siècle, à l'époque industrielle, et du début de la Première Guerre mondiale, encore que le savoir, dans certains domaines, surpasse celui de l'époque, avec, par exemple, l'étude de la physique des particules. Le monde de Lyra est rapproché du sous-genre SF « steampunk ».
La Tour des anges visite plusieurs mondes, celui de Lyra, le nôtre et le monde de Cittàgazze, et dans Le Miroir d'ambre, les mondes traversés sont encore plus nombreux.
L'époque étant différente selon les mondes, il est difficile d'en dégager une analyse précise. Le nôtre semble contemporain de l'écriture des livres, c'est-à-dire la fin des années 1990 et le début des années 2000 en Europe de l'Ouest, et plus précisément en Angleterre. D'autre part, sont évoqués certaines périodes et lieux spécifiques, comme la grotte dans l'Himalaya ou la ferme hollandaise victime d'une guerre civile dans le dernier roman.

#### Les races et créatures
En plus des humains, une multitude de créatures peuplent ces mondes. Certaines reprennent des créatures légendaires connues :
- les Anges : des esprits de lumière ailés résultant de la condensation de la Poussière dont le rang définit l'apparence (plus ou moins perceptible par l'œil humain). Bien que plus grands que les hommes malgré leur consistance éthérée, ils convoitent presque tous leur solidité corporelle. Ils sont appelés bene elim, signifiant « fils de Dieu » en hébreu[31].
- les Sorcières : des femmes liées à la Nature volant dans le Nord polaire sur des branches de sapin, et vivant en société selon un système de clans que dirigent des reines. Leur longévité étant de plusieurs centaines d'années, elles gardent l'apparence de la jeunesse et de la beauté, ce dont elles usent pour procréer. Guerrières féroces, expertes à l'arc, elles sont doués de certains pouvoirs surnaturels comme la faculté de ne pas ressentir le froid de l'Arctique sur leur peau nue, l'aptitude à se faire oublier au point de devenir « invisibles » ou la possibilité pour leur dæmon de voyager à des centaines de kilomètres d'elles-mêmes. Le destin de leurs enfants est déterminé par leur sexe ; une fille sera sorcière tandis qu'un fils sera humain. L'amour d'une sorcière ne se refuse pas, et si tel est le cas, cet amour devient haine et la sorcière tuera son bien-aimé s'ils viennent à se recroiser.
- les Fantômes : des répliques sans substance des êtres conscients décédés, regroupées et enfermées dans le monde des Morts. Depuis la venue de Will et Lyra dans leur monde, ils peuvent s'en échapper par une fenêtre entre les mondes, et se dissolvent en milliards de molécules pour reprendre une place dans le cycle de la vie.
- les Morts : les personnifications de la Mort servant de guide aux individus de certains mondes pour les accompagner tout au long de leur vie. Elles ont une apparence humaine, mais sont ternes et sans aucune particularité de sorte qu'on oublie rapidement leur présence.

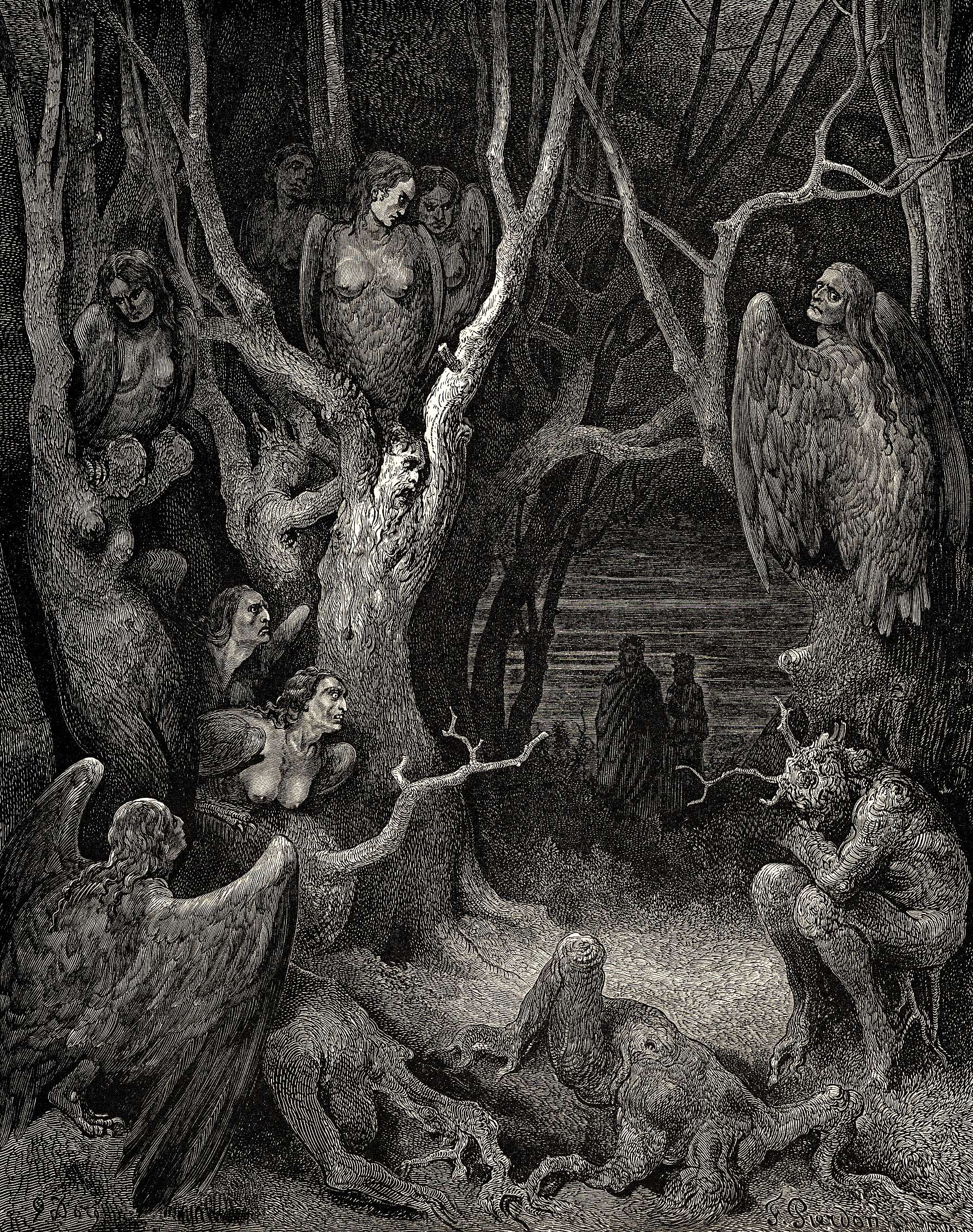
Les Harpies, illustration de la Divine Comédie par Gustave Doré.

- les Harpies : des créatures ailées mi-femmes mi-oiseaux, gardiennes du monde des Morts. Capables de détecter les péchés commis par les fantômes, elles en profitent pour les persécuter sans fin. Avides d'histoires et de renseignements sur le monde des vivants, elles se nourrissent de vérité comme elles se repaissent de sentiments honteux. Autrefois la hantise des fantômes, elles sont, depuis la venues de Will et Lyra dans le monde des Morts, leurs guides vers la fenêtre du monde des vivants. Elles accomplissent cette tâche en échange d'une ou plusieurs histoires sur la vie passée des fantômes, cela constituant pour elles une forme de nourriture. Elles font cependant une exception pour les tout jeunes enfants qui n'ont rien à raconter. Les harpies sont mentionnées dans la Divine Comédie où elles tourmentent les damnés du septième cercle de l'Enfer devant Dante et Virgile.

Outre ces êtres de légende, Pullman a inventé d'autres espèces, certaines dotées de conscience et parole, d'autres simplement mues par un objectif :
- les Panserbjørnes (« ours en armure » en danois) : des ours polaires sachant parler, qui vivent en société regroupée autour de leur roi à Svalbard. Leur personnalité est extrêmement différente de celle des humains, car bien qu'ils éprouvent des sentiments, ils sont habituellement impossible à berner. Leurs pouces opposables leur confèrent puissance et dextérité. Incomparables forgerons, ils utilisent l'acier des météorites pour se fabriquer une armure représentant leur âme, l'homologue des dæmons du monde de Lyra ;
- les Gallivespiens[N 15] : des créatures humanoïdes de la taille d'une main chevauchant des libellules et dotées de dards empoisonnés aux talons ; individus fiers ne supportant ni fraude ni mensonge, ils servent habituellement d'espions. Leur taille et leur nom rappellent les petits hommes des Voyages de Gulliver (Swift, 1721), les lilliputiens ;
- les Mulefas : ressemblant à des animaux de bétail mais dotés d'une conscience, ils ont évolué dans leur monde et vivent en symbiose avec leur environnement ; leur civilisation s'apparente à celle de l'âge de pierre. Nantis d'une trompe et de quatre pattes disposées en losange, ils ont appris à utiliser les cosses tombées des arbres pour sillonner comme avec des motos sur les routes de pierres naturelles qui serpentent à travers leur monde ;
- les Spectres : des esprits maléfiques, nés du vide créé par les ouvertures entre les mondes, leur constitution reste fantomatique. Ils vampirisent l'âme des adultes, dépossédant leurs victimes de toute conscience, ce qui les rend indifférentes à leur propre existence comme à celle des autres, tels les zombies que deviennent, dans le monde de Lyra, les personnes séparées de leurs dæmons. Ils ne peuvent pas être tués, mais le Poignard subtil les maintient à distance.

D'une manière générale, Pullman prend le contre-pied des représentations traditionnelles. Les pouces opposables sont, dans la théorie de l'Évolution, un caractère principalement humain (ou du moins hominidé) : ainsi, les ours en armures partagent avec les hommes à la fois l'intelligence et la préhension. De plus, les sorcières symbolisent habituellement les ténèbres et le mal, alors qu'elles sont ici transformées en symboles quasi religieux de liberté et de pouvoir.
Pullman fait aussi des héros des Gitans, peuple traditionnellement nomade et areligieux vivant à la périphérie de la société : souvent maltraités, premières victimes des Enfourneurs, ce sont eux qui décident de s'unir pour sauver tous les enfants prisonniers dans le Nord, même les sédentaires issus des terres, dont les habitants les martyrisent depuis des siècles. Enfin, certains anges se révèlent diaboliques, à commencer par l'Autorité et Métatron, alors que les harpies, derrière leur aspect repoussant, s'avèrent capables de bonté.

### Spécificités de l'univers

#### La terminologie
L'histoire et la géographie du monde de Lyra différant des nôtres, Pullman a créé un certain nombre de néologismes ou de noms alternatifs, historiquement ou étymologiquement dérivés, pour désigner des objets, des personnes ou des lieux qui nous sont familiers. Par exemple, le terme « ambarique » remplace « électrique » : le premier vient de l'arabe عنبر / anbar et le second du grec ήλεκτρον / élektron ; tous les deux désignant l'ambre, connue pour ses propriétés électrostatiques. L'auteur a également créé un langage parlé par les Mulefas dont il propose quelques mots dans Le Miroir d'ambre.

#### La Poussière
Le terme « Poussière » (« Dust » en anglais) est tiré du Paradis perdu où Adam dit à Ève « nous sommes [poussière], et nous retournerons [poussière] », livre XI), lui-même tiré de la Genèse :

« C’est à la sueur de ton visage que tu mangeras du pain, jusqu’à ce que tu retournes dans la terre, d’où tu as été pris ; car tu es poussière, et tu retourneras dans la poussière. »

— La Chute, La Genèse (3:19).
Traduction de Louis Segond, 1910.
William Blake utilise aussi le terme « poussière » en 1794 dans Europe a Prophecy : « [...] le monde si vivant, où chaque particule de poussière exhale sa joie. » Le poète illustre d'ailleurs son recueil par le frontispice The Ancient of Days (voir l'illustration du Compas d'or ci-dessus) qui a servi d'inspiration à Pullman pour le choix des titres.
Particule de conscience, la Poussière est apparue il y a 33 000 ans, née de la prise de conscience d'elle-même par la matière. La tradition biblique attribue son apparition à la Chute : se nourrissant elle-même, elle est à l'origine de la vie intelligente, soit lors de la perte de l'innocence par Adam et Ève au moment où ils mangent le fruit de l'arbre de la connaissance (voir la section « Une nouvelle Genèse »). Beaucoup plus présente chez les adultes, sa carence chez les enfants témoigne de leur inconscience de la place qu'ils occupent dans le monde. La Poussière se « dépose » sur les créatures conscientes et les objets ayant reçu de l'homme une volonté d'amélioration : ainsi, un simple morceau d'ivoire ne l'attire pas tandis qu'une pièce d'échecs taillée dans le même ivoire provoque sa réaction. La Poussière est une métaphore de la connaissance,. Au début du premier livre, le lecteur apprend l'existence de la Poussière en même temps que Lyra, à qui il est expliqué qu'elle serait « mauvaise », l'autorité religieuse de son monde étant de plus en plus inquiète de sa propagation : « la Poussière est une mauvaise chose, maléfique et malveillante » lui est-il dit. Ce n'est que plus tard, en même temps que Lyra, qu'il comprend que la Poussière est « bonne », cumulant « la totalité de la sagesse et de l'expérience humaine », écrit Pullman.
En tant que matière consciente, elle est capable de communiquer, via des objets, l'aléthiomètre de Lyra ou la « Caverne » de Mary ou encore les baguettes I Ching de Mary autorisant la méditation. Invisible à l’œil nu, elle est pourtant perceptible par certaines créatures comme les Mulefas qui la décrivent comme « un immense nuage de créatures minuscules flottant au vent, [semblant] dériver au hasard, comme les particules de poussière dans les rayons du soleil, ou des molécules dans un verre d'eau ».
Elle est aussi appelée « particules ombres » ou « Ombres », « matière sombre » (par Mary Mallone), « particules de Rusakov » (dans le monde de Lyra) ou « sraf » (par les Mulefas).

#### L'aléthiomètre
L'un des principaux objets de la trilogie, avec le poignard subtil et le miroir d'ambre, est l'aléthiomètre de Lyra. Transmis par le Maître de Jordan College, c'est un « lecteur de vérité » – du grec αλήθεια / alêtheia, « vérité », et μέτρον / métron, « mesure » – qu'alimente la Poussière et dont le fonctionnement se fonde sur les associations d'idées. Cet instrument a la forme d'une grosse boussole dont le cadran est composé de 36 symboles peints, au centre desquels évoluent quatre aiguilles. Ainsi que le lui explique le Gitan Farder Coram, Lyra doit, pour le faire fonctionner, placer trois des aiguilles sur les différents symboles représentant une idée plus ou moins explicite afin de formuler une question ; la quatrième aiguille se chargeant de donner la réponse. La formulation de la question et la lecture de la réponse requièrent un état d'esprit proche de la méditation. À ce propos, Pullman cite le poète Keats : « capable d'être dans l'incertitude, le mystère et le doute, en oubliant l'exaspérante quête de la vérité et de la raison ».
Chaque symbole a une signification primaire et une infinité de significations secondaires. Par exemple, le « Soleil » renvoie d'abord au jour ; puis il se charge de références symboliques souvent issues de la mythologie : par sa puissance, il représente l'autorité ; par sa lumière éclairant les ténèbres, il est la vérité. S'ajoutent à ces attributs la royauté ou l'autorité politique : d'Apollon il possède la rationalité et l'intelligence, le pouvoir de guérison, l'art de l'archerie, la faculté de sanctionner à distance, par exemple par la peste ; tel l'Apollon des neuf muses, il symbolise les arts créatifs et, rappelant la passion du dieu pour Daphné, il devient l'amour, puis l'honneur, la célébrité, la victoire, sans compter la divination ou la prophétie comme l'Oracle de Delphes ; Apollon aimant Hyacinthe, il représente aussi l'amour homosexuel et, en outre, l'agriculture, l'or, la Grèce, etc.

#### Le Poignard subtil
Le Poignard subtil, qui choisit son porteur et doit être détruit, est une arme forgée il y a 300 ans par les Érudits de la Guilde de la Tour des anges à Cittàgazze. Sa lame peut couper n'importe quelle particule et créer des portails entre les mondes. Il semble doté d'une volonté propre et rappelle en cela l'Anneau unique du Seigneur des anneaux poursuivant un but spécifique et souvent maléfique derrière ses apparences bénéfiques. En effet, en plus de savoir tout découper et ouvrir des passages entre les mondes, le Poignard est à l'origine des Spectres.
Le Poignard est décrit comme étant très beau, et très élégant. Son manche est en bois de rose et la lame est d'un côté argenté et de l'autre parcourue par des volutes irisées. Le fil de la lame est si fin qu'il est invisible à l'œil nu. Après avoir appris à l'utiliser, Will tente de s'en servir avec précaution ; en effet, bien que son utilité principale soit de découper l'espace afin d'ouvrir un portail d'un monde à l'autre, le poignard est à l'origine de l'apparition des Spectres. Il est surnommé Æsahættr (« Destructeur de Dieu ») en raison de sa capacité à couper toute matière, y compris l'enveloppe éthérée des anges.
Will le brise accidentellement une première fois alors qu'il tente de libérer Lyra de Madame Coulter. Il pense à sa mère et brandit le poignard en même temps, ce qui fait que le couteau se retrouve à tenter de couper quelque chose qu'il ne peut pas couper : l'amour que Will porte à sa mère. La lame se brise alors en sept morceaux. C'est Iorek Byrnison qui le réparera avec l'aide de Lyra et Will. À la suite de cette opération, le poignard est décrit comme n'ayant « plus le même aspect. Il était plus court et beaucoup moins élégant : une pellicule argentée, mate, recouvrait les points de soudure. Bref il était laid ; il avait l'air de ce qu'il était : un objet blessé. » Le Poignard est brisé pour la seconde et dernière fois à la fin de la trilogie. N'en ayant plus besoin et sachant à quel point il est dangereux, Will décide de le détruire. Pour cela il pense à l'amour qu'il éprouve pour Lyra et le couteau se retrouve dans la même situation que la première fois où il s'est brisé.

## Genre littéraire

### Une série de fantasy
Philip Pullman nie que ses romans appartiennent à la fantasy,, mais la trilogie contient des éléments et utilise des codes qui l'identifient au genre, :
- un héros (un « Élu du Bien »), initialement plutôt naïf et immature, qui va être projeté hors de son quotidien par un élément déclencheur (et passer, lorsque c'est un enfant au début de l'histoire, de l'enfance à l'âge adulte) ;
- un univers différent du nôtre (ou une infinité de mondes parallèles) et la construction d'une mythologie propre à l’œuvre (chaque monde possédant sa géographie et son histoire) ;
- un voyage périlleux au cours duquel le héros va développer des capacités dont il ne soupçonnait pas l'existence ;
- un guide adulte (un mentor), plus sage, qui l'aide à prendre de bonnes décisions ;
- des créatures surnaturelles dotées de conscience (comme les ours polaires qui parlent, les anges, les Mulefas, les Gallivespiens, etc.), chaque individu rencontré possédant des traits de caractère spécifiques à sa race, mais ayant aussi une identité propre ;
- des phénomènes « magiques » qui, dans la trilogie, sont le fait de la Poussière ;
- un retour à la fin vers le monde originel avec des aptitudes nouvelles qui permettent de répondre aux questions que le héros se posait au départ.

C'est bien de la fantasy pour enfants qu'il s'agit puisque le protagoniste principal est un enfant qui, en déjouant les multiples menaces qui vont peser sur son avenir ou même sa vie, va grandir et mûrir, vivre une série d'aventures épiques, l'Amour et la Haine. Pullman renouvelle cependant la tradition du genre en introduisant dans son récit des interrogations de type métaphysique : « D'où venons-nous ? Où allons-nous ? Quel est notre but en tant qu'être humain et comment devons-nous vivre nos vies ? » Il explique que l'homme a besoin de mythes dans son existence, de quelque chose de plus grand que lui, et que pendant des siècles, en Occident, c'est l’Église chrétienne qui a joué ce rôle.
Il y a, au sein de la fantasy, de nombreuses façons de comparer les sous-genres. Les deux principaux sont la high fantasy et la low fantasy, respectivement « fantaisie élevée » et « fantaisie faible ». Elles diffèrent par leur approche de l'« univers » créé par l'auteur : la première se déroule exclusivement dans un monde imaginaire (la Terre du Milieu dans Le Seigneur des anneaux) alors que la seconde a pour cadre un monde imaginaire qui communique avec le monde « normal » (le « monde caché » des sorciers dans Harry Potter). À la croisée des mondes appartient donc à la high fantasy, car bien que notre monde fasse l'objet d'une dizaine de chapitres, il n'est qu'un univers secondaire, la majeure partie de l'intrigue se situant dans d'autres mondes.
À la croisée des mondes appartient également au sous-genre de la science fantasy en raison des données scientifiques introduites dans les récits qui le rendent parfois proche de la science-fiction, notamment avec la traversée d'univers distincts grâce à des techniques qui libèrent suffisamment d'énergie pour « déchirer » l'enveloppe qui les sépare. Par sa description du monde de Lyra, associant la science-fiction à l'époque victorienne, la trilogie a pu aussi être rapprochée du steampunk, un mouvement dérivé du cyberpunk à l'atmosphère rétrofuturiste. D'abord sous-genre littéraire, le steampunk (« punk à vapeur ») s'est rapidement étendu à d'autres arts ou moyens d'expression que la littérature : le cinéma, la télévision, le graphisme, l'architecture, la bande dessinée, la musique ou les jeux vidéo.
Pour Pullman, « l'histoire est l'aspect le plus important [d'un livre], le genre littéraire est secondaire ». Certains critiques ont repris à leur compte la phrase de Keats sur la « capacité négative » citée dans les romans (« capable d'être dans l'incertitude, le mystère et le doute, en oubliant l'exaspérante quête de la vérité et de la raison ») pour décrire l'état d'esprit dans lequel le lecteur doit se trouver pour adhérer à la littérature de fantasy en général et au multivers de la trilogie en particulier.

### Une trilogie épique
L'épopée est ce genre littéraire caractérisé par de très longs poèmes dont les plus célèbres sont l’Iliade et l’Odyssée, écrits au VIIIe siècle av. J.-C. par Homère. Le registre épique de ces poèmes en appelle à la capacité du lecteur à admirer les exploits du héros en usant de procédés d'amplification (vocabulaire hyperbolique, figures de style superlatives, syntaxe élaborée, style rapide des actions qui s'enchaînent, etc.). En dehors des scènes d'action, la narration utilise régulièrement le suspense et sa forme moderne que l'anglais appelle « cliffhanger », rendue célèbre par les séries télévisées, et où le dénouement n'intervient pas à la fin du chapitre ou du livre.
Pullman s'est également inspiré de Milton et de sa manière d'écrire, héritière des épopées antiques et de leurs procédés, en particulier la personnification qui consiste à représenter des qualités abstraites sous les traits d'individus afin de faciliter le processus d'identification des héros.

## Thèmes
1. La religion
2. Une nouvelle Genèse
3. Le rite de passage
4. Le Bien, le Mal et la Mort
5. Le mensonge
6. La science(-fiction)

### La religion
Les romans s'inspirent fortement du courant gnostique pour la description de la mythologie des univers (voir la section « Thèses théologiques »). La religion est omniprésente dans l'œuvre de Pullman, mais elle est en contradiction avec les préceptes moraux et les principes théologiques chrétiens enracinés dans les cultures européennes (les autres religions monothéistes ou polythéistes ne sont que peu ou pas abordées, à l'exception de certaines coutumes africaines ou musulmanes).
Dans le monde de Lyra, l'Église, proche d'une obédience radicale du calvinisme, est symbolisée par son organe exécutif, le Magisterium, la séparation entre l'Église et l'État paraissant presque inexistante. Celui-ci siège à Genève (siège de la réforme menée par Jean Calvin) plutôt qu'à Rome et exerce ou aspire à exercer un contrôle total sur le peuple européen. L'histoire se déroulant au Royaume-Uni, il est à supposer que la situation d'autoritarisme est la même dans les autres États de l'Europe de l'Ouest, voire au-delà, puisque la Moscovie est évoquée, Union soviétique ou Russie selon les époques, ainsi que l'Amérique, plus précisément le Texas.
Dans Le Miroir d'ambre, le lecteur apprend que c'est un ange appelé l'Autorité qui représente l'Être suprême. Cet ange est présenté comme un usurpateur puisqu'il tient sa légitimité du fait qu'il est le premier à avoir été formé et qu'il a affirmé à ceux qui l'ont suivi qu'il les avait créés. Par ailleurs, Pullman n'apporte pas de réponse à la question de savoir quelle intelligence ou quel événement serait à l'origine du monde. En raison de son âge avancé, l'Autorité a transmis tous ses pouvoirs à son régent, Métatron, archange mentionné dans le livre d'Hénoch, qui règne en maître des mondes depuis le Royaume des Cieux et souhaite consolider le système totalitaire mis en place par son prédécesseur. L'existence même de Dieu est remise en cause, de même que Son immortalité, puisque, à la fin de la trilogie, l'Autorité et Métatron sont supprimés. L'idée que Dieu est en fait un ange comme les autres est tirée du Paradis perdu, dans une conversation entre Satan et un ange fervent, au cours de laquelle il lui demande s'il se rappelle avoir été créé. L'idée de Pullman est que la Poussière se serait un jour « condensée » pour former les anges qui ne seraient alors que des formes de connaissance créées à partir d'un événement attribué à la destinée. Ce faisant, il place son Dieu dans une position d'imposture, puisque, premier être à avoir été créé, il n'a aucune légitimité à occuper le trône céleste.
Le Magisterium, qui cherche à éradiquer le Péché, est impitoyable et cruel. La sorcière Ruta Skadi, personnage secondaire appelant à la guerre contre l'Autorité et le Magisterium, explique que « depuis qu'elle existe, l'Église a toujours cherché à supprimer et à contrôler toutes les pulsions naturelles. Et quand elle ne peut pas les contrôler, elle les détruit ». Voilà qui renvoie à l'intercision, procédé par lequel un humain est séparé de son dæmon, intervention libératrice d'une grande quantité d'énergie mais générant un traumatisme physique et mental pouvant entraîner la mort ou changer le sujet en un « zombie » privé de conscience. Le terme qu'a forgé Pullman a le même radical qu'« excision » : en effet, si le dæmon représente le sexe, à la fois organe et pulsion, l'opération aboutit au même résultat, l'éradication de la pulsion et du désir par amputation,. L'excision étant pratiquée, marginalement ou non, en Afrique centrale et orientale ou en Asie par certaines communautés religieuses, chrétiennes, musulmanes ou animistes, la sorcière et avec elle l'auteur, étendent la critique à toutes les religions organisées,. La castration est également évoquée par Lord Asriel, qui la relie uniquement à l'Église,,, bien que plusieurs civilisations orientales la pratiquaient pour former des eunuques.
Par ces mutilations, le Magisterium souhaite « protéger » les enfants de la Poussière qui « infecte » déjà les adultes : Madame Coulter explique à Lyra que « c'est trop tard pour [les adultes]. Mais grâce à une petite opération, les enfants peuvent être protégés. […] Ton dæmon est un merveilleux ami et compagnon quand tu es jeune, mais à la puberté, les dæmons sont la cause de pensées et de sentiments gênants », où les « sentiments gênants » sont le désir sexuel. Ainsi, le but du Magisterium est de maintenir les enfants dans l'ignorance.
Le Magisterium n'hésite pas, en dernier ressort, à tuer ; pour autant, à titre préventif, il a inventé une forme d'absolution permettant d'effectuer une pénitence anticipée pour un péché non encore commis, ce qui, d'après certains critiques, relève d'un extrémisme religieux prêt à tout pour atteindre son but.

### Une nouvelle Genèse

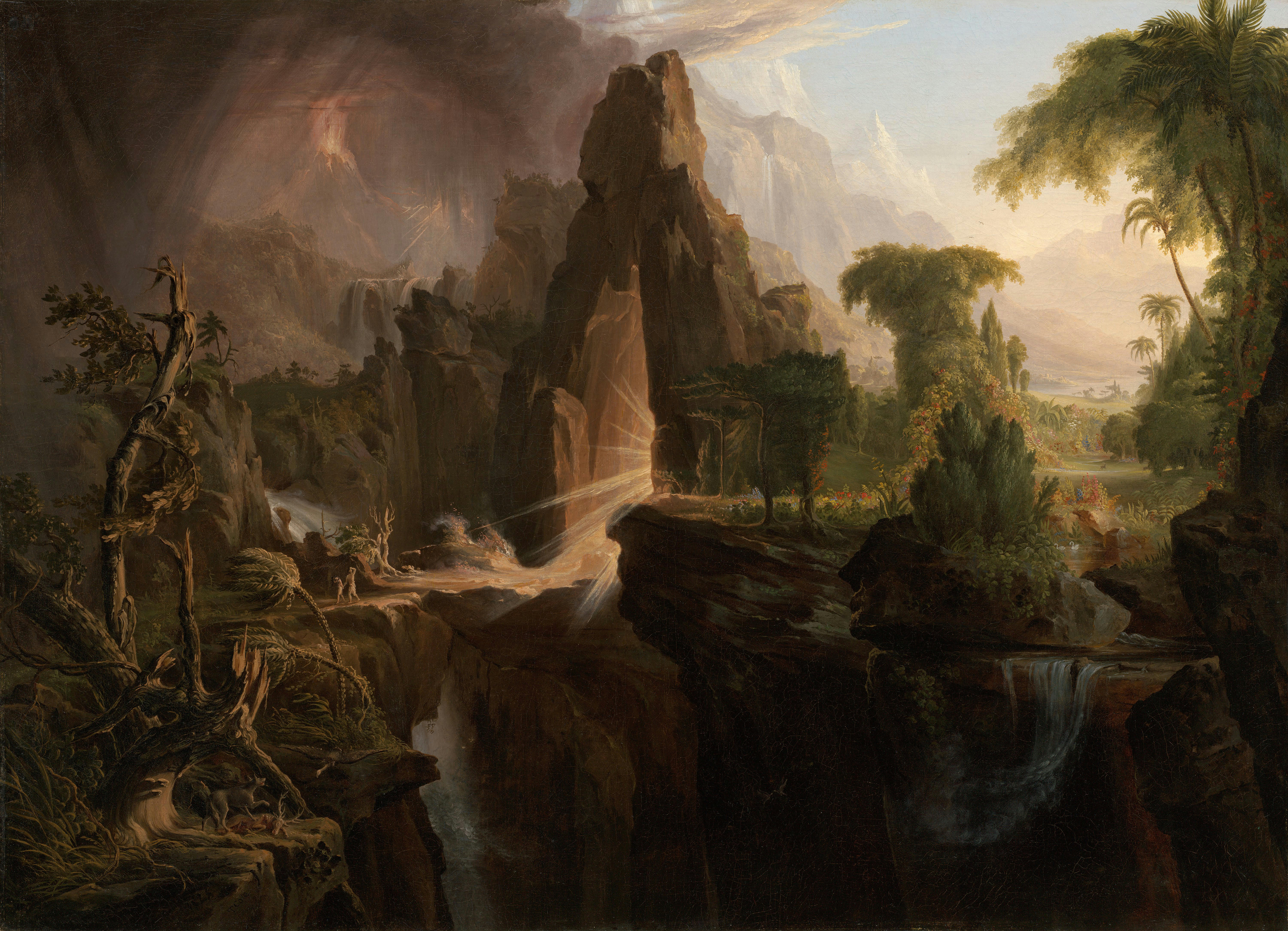
Expulsion du jardin d’Éden (1828), Thomas Cole.

L'œuvre évoque largement la Chute décrite dans le Livre de la Genèse et fait ainsi référence, sous la forme d'une métaphore, au choix que fait la femme de croquer le fruit de l'Arbre de la connaissance du bien et du mal, acte fondateur ayant, d'après Pullman, rendu service à l'humanité.
Ainsi, la Poussière, symbole de la connaissance et donc de la conscience de soi, plus présente chez les adultes que les enfants (dont la conscience et l'expérience sont moins développées), est la manifestation physique du péché originel, (voir la section « Spécificités de l'univers - La Poussière »). Dans la Genèse, après qu'Adam et Ève ont croqué le fruit défendu et, ce faisant, désobéi à Dieu, ils sont expulsés d’Éden, deviennent mortels et retournent à la poussière (Genèse, 3:19). Pullman explique que « le péché, ou ce que les Églises ont appelé péché, est en fait une étape très importante du développement humain, ». Dans ses romans, la Poussière s'avère être le commencement de tout, à la fois origine et nourriture.

« La Poussière est simplement le nom de ce qui arrive lorsque la matière devient consciente d'elle-même. »

— Philip Pullman, The Southbank Show (2003).
Certains personnages tentent d'empêcher qu'un nouveau « péché originel » ne soit commis. Pour l'auteur, cependant, cet événement, quelles que soient les forces engagées pour s'y opposer, est plus qu'inévitable, non pas une Chute, mais une évolution nécessaire, métaphore du passage de l'enfance à l'âge adulte. Aussi, Will et Lyra deviennent-ils les nouveaux Adam et Ève, et, comme ceux qu'encouragea le Serpent de l'Ancien Testament, ils succombent à l'amour après avoir été tentés par Mary Malone. Alors que la Poussière se déverse dans l'abîme du néant et que la connaissance et la conscience s'en trouvent annihilées, le processus prend fin une fois leur attachement réciproque reconnu par les deux jeunes gens. Cela représente une inversion du mythe : parce qu'elle est née au moment du péché originel chrétien, la Poussière recouvre son intégrité grâce à sa récidive.
Sans le péché, en effet, l'Homme ne serait pas retourné à la poussière et la Poussière n'aurait pas existé. Comme elle est issue de la désintégration des fantômes du monde des Morts, la mort elle-même apparaît désormais comme une simple étape du processus de transformation. Elle permet le passage d'un monde oppressant et sans espoir vers un autre plus accueillant, ce qui inverse la proposition édénique qui, de négative, devient éminemment positive.
Aussi, à l'encontre de l'interprétation biblique qualifiant de « Péché » et de « Chute » la transgression d'Adam et Ève, la connaissance est-elle un gage de liberté. Ce renversement critique implicitement l’Église pourvoyeuse, elle, d'ignorance. Adam et Ève sont en effet passés de l'état d'ignorance au statut d'adultes libres, certes soumis à la souffrance et la peine, mais pensant par eux-mêmes. Sur ce point, l'œuvre présente une dichotomie : pour le Magisterium, la Chute a ruiné l'humanité ; pour les Sorcières, les Mulefas ou Lord Asriel, elle a été le commencement du Bien. Ainsi, la guerre d'Asriel contre l'Autorité ne vise qu'à assurer pour chacun la conquête de sa propre liberté. La « Chute » est donc devenue une métaphore du passage de l'enfance à la maturité.
De plus, est soulignée l'importance de la sexualité dans la maturité des adultes. Dans la Genèse, lorsque Adam et Ève mangent le fruit de l’Arbre de la connaissance du Bien et Mal, ils se rendent compte qu’ils sont nus et en tirent honte. Cet épisode est généralement assimilé à la découverte de la sexualité, associant donc intimement connaissance et sexualité. C'est pourquoi le Magisterium tente par tous les moyens d'empêcher l'accession à cette connaissance, d'où le rapt des enfants, leur séparation du dæmon, symbole du sexe et du plaisir (voir « Les dæmons »). Aussi, la « Chute » de Lyra, découvrant son amour pour Will, est-elle une relation en quelque sorte « proto-sexuelle »,. Lyra rompt donc avec l'innocence enfantine, choisit de grandir et, rappel de l'invitation faite à Adam de croquer le fruit défendu, les deux enfants échangent un baiser à l'ombre des arbres après s'être offert de goûter des fruits rouges.
Pullman aborde aussi la question de la destinée, en opposant les serviteurs du Magisterium qui veulent qu'elle existe, et ses détracteurs qui veulent l'anéantir. Non seulement leur conflit concerne la possibilité de vivre libre et conscient, mais il a pour but de permettre aux hommes d'exister sans destin et d'être maîtres de chaque moment de leur vie.
Pullman associe également la Chute à l'existence des dæmons : dans le premier roman, Lord Asriel explique à Lyra le début de l'existence des dæmons en citant une version adaptée de la Genèse auquel il ajoute que le « péché, la honte et la mort » ont conduit les dæmons à ne plus changer de forme et donc à devenir matures ; d'autre part, alors que les humains, endoctrinés par le Magisterium, associent la Connaissance à la honte (par l'utilisation de mots à connotation péjorative : la Tentation, le Péché, la Chute), les Mulefas l'associent à la sagesse en utilisant une autre métaphore pour parler du Péché originel chrétien. Ainsi, au moment de la puberté, le dæmon cesse de se transformer et prend une forme définitive, et l'humain va alors attirer la Poussière de manière beaucoup plus forte et donc devenir plus conscient de sa propre existence et du monde qui l'entoure.
Enfin, tout comme dans la tradition judéo-chrétienne, la grâce qui permet à Lyra d'évoluer dans les différents mondes, c'est le pouvoir conscient de la Poussière qui reconnaît en elle l'« Élue ». Comme Adam et Ève qui vivent dans un état de grâce, Lyra est l'objet d'une bénédiction jusqu'à sa « Chute » – le péché-qui-n'en-est-pas-un, son amour pour Will. Avant cela, elle est capable de lire l'aléthiomètre de manière instinctive, avec l'innocence qui la définit, et elle vit une série d'aventures qu'aucun être n'a encore vécues : descendre dans le monde des Morts et en revenir afin d'accomplir la prophétie. Après, elle se rend compte que cette grâce a disparu et que, dans sa maturité et sa conscience d'elle-même, elle va devoir réapprendre à lire l'aléthiomètre - et à vivre sans Will. Pullman suggère qu'avec le triomphe du libre arbitre et l'anéantissement de l'Autorité et du Destin, les êtres conscients de tous les mondes vont pouvoir vivre à leur guise, mais cela implique, pour chacun d'entre eux, de passer son existence sans le soutien de la grâce ou la protection d'un quelconque pouvoir supérieur.

### Le rite de passage
La thématique du rite de passage est un élément majeur de la trilogie de Pullman : il insiste sur la nécessité de l'accession à la maturité et à la connaissance pour franchir la limite qui sépare l'enfance de l'âge adulte au moment de la puberté. La trilogie a pour thème central le passage de l'innocence de l'enfance à l'expérience de l'âge adulte, le triomphe de la connaissance sur l'ignorance. L'auteur développe l'idée que l'enfant doit traverser une série d'épreuves pour atteindre la sagesse de l'adulte, le passage de l'innocence à l'expérience ne se faisant pas sans heurts, contrairement à ce que suggère C. S. Lewis dans Le Monde de Narnia (voir la section « Pullman et Lewis : l'antithèse »). Leur quête de maturité se déroule d'ailleurs sans le secours de leurs parents respectifs, qui sont chez la plupart des enfants des guides dans ce processus. Les parents de Lyra sont deux êtres à la fois bons et mauvais qui l'ont abandonnée à sa naissance pour se consacrer uniquement à leurs projets respectifs, alors que le père de Will a disparu, laissant sa mère dans une détresse l'ayant conduite à la psychose.

« À la croisée des mondes dramatise un rite de passage vers la puberté incroyablement difficile par lequel deux enfants de douze ans venus de mondes parallèles découvrent l'amour charnel, rejouant la Chute comme une rédemption. »

— Paul Taylor, The Independent (2009).
Au cours de leur voyage, Lyra et Will vont découvrir tout ce qui détermine la vie des adultes, notamment le devoir, l'amour, l'autonomie, la sexualité et la mort. À l'origine, Pullman n'envisageait pas un changement de forme pour les dæmons, avant de décider qu'une différence symbolique ou métaphorique entre l'enfance et l'âge adulte était nécessaire : la forme définitive des dæmons en est le signe.
La trilogie évoque le refus par Lyra de l'autorité, et par conséquent sa quête d'indépendance, :
- l'autorité parentale : lutte de Lyra à l'encontre de ses parents ;
- l'autorité institutionnelle : lutte contre les institutions telles que le Magisterium ;
- l'autorité morale : les actions ne doivent pas être gouvernées par une morale, ou une doctrine, imposée de l'extérieur.

Cette autorité est personnifiée par l'Autorité, l'Être absolu usurpateur des romans. Le combat de Will et Lyra contre Ses agents symbolise l'accession à l'autonomie qui advient avec le passage à l'âge adulte.
Pour Pullman, la perte de l’innocence de l'enfance est nécessaire pour pouvoir grandir, – une autre analogie avec l'histoire d'Adam et Ève, qui sont dans un état d'innocence avant de manger de fruit de l'arbre de la connaissance du Bien et du Mal et une référence au poème de William Blake Songs of Innocence and Experience. En grandissant, les enfants perdent leur innocence, ainsi que leur vision égocentrique de la vie : ils deviennent conscients de la place qu'ils occupent dans le monde et font la différence entre le Bien et le Mal, choisissant consciemment de faire l'un ou l'autre.
Cela renvoie notamment à la pensée du psychanalyste et pédagogue américain Bruno Bettelheim pour qui l'idée de grandir nécessite d'opérer des choix selon le principe de réalité plutôt que selon le principe de plaisir, et de faire ainsi des choix raisonnables. Dans les romans, l'ultime étape de la maturité est le choix qui s'impose à Will et Lyra à la fin de la trilogie : vivre ensemble le reste de leur vie ou rendre le monde meilleur et stopper la fuite de la Poussière (donc de la connaissance). Révélation douloureuse : ils réalisent qu'ils ne peuvent rester tous les deux dans le même monde et que, pour le bien commun, ils ne pourront plus jamais se voir, toutes les fenêtres entre les mondes devant être refermées pour arrêter la fuite de la Poussière et la propagation des Spectres. En tant que jeunes adultes, ils comprennent que l'avenir des mondes est entre leurs mains, et que leurs désirs respectifs doivent céder face à l'intérêt général.
L'innocence avait cependant un avantage pour Lyra : elle était capable, dans cet état immature et innocent, de lire l'aléthiomètre, ce dont elle n'est plus capable à la fin du Miroir d'ambre. Depuis les Royaumes du Nord, le déchiffrage de l'appareil, qui requiert de tous les protagonistes adultes un temps infini et une bibliothèque de livres de modes d'emploi, était pour elle aussi simple que « descendre d'une échelle la nuit ». Elle devra désormais passer sa vie d'adulte à réapprendre à lire l'aléthiomètre : « C'était la grâce qui te permettait de le déchiffrer. Tu peux retrouver ce don en travaillant. »
Enfin, la trilogie évoque ce que Freud appelle l'« illusion religieuse » et l'acceptation du fait d'être mortel qui devrait l'emporter sur elle. Pullman, dans sa représentation de la mort et de la vie après la mort, écrit « pour nous, il n'y a pas d'ailleurs ». C'est là une critique directe de l'enseignement chrétien sur le Paradis et l'Enfer, et la croyance en une quelconque vie possible pour l'âme après la mort du corps.
Le combat de chacun des protagonistes qui luttent contre l'Autorité a également pour finalité la maturation des consciences – libérer l'humanité de sa dépendance envers Dieu – métaphore de l'indépendance acquise par les enfants vis-à-vis de leurs parents au moment de l'adolescence.

### Le Bien, le Mal et la Mort

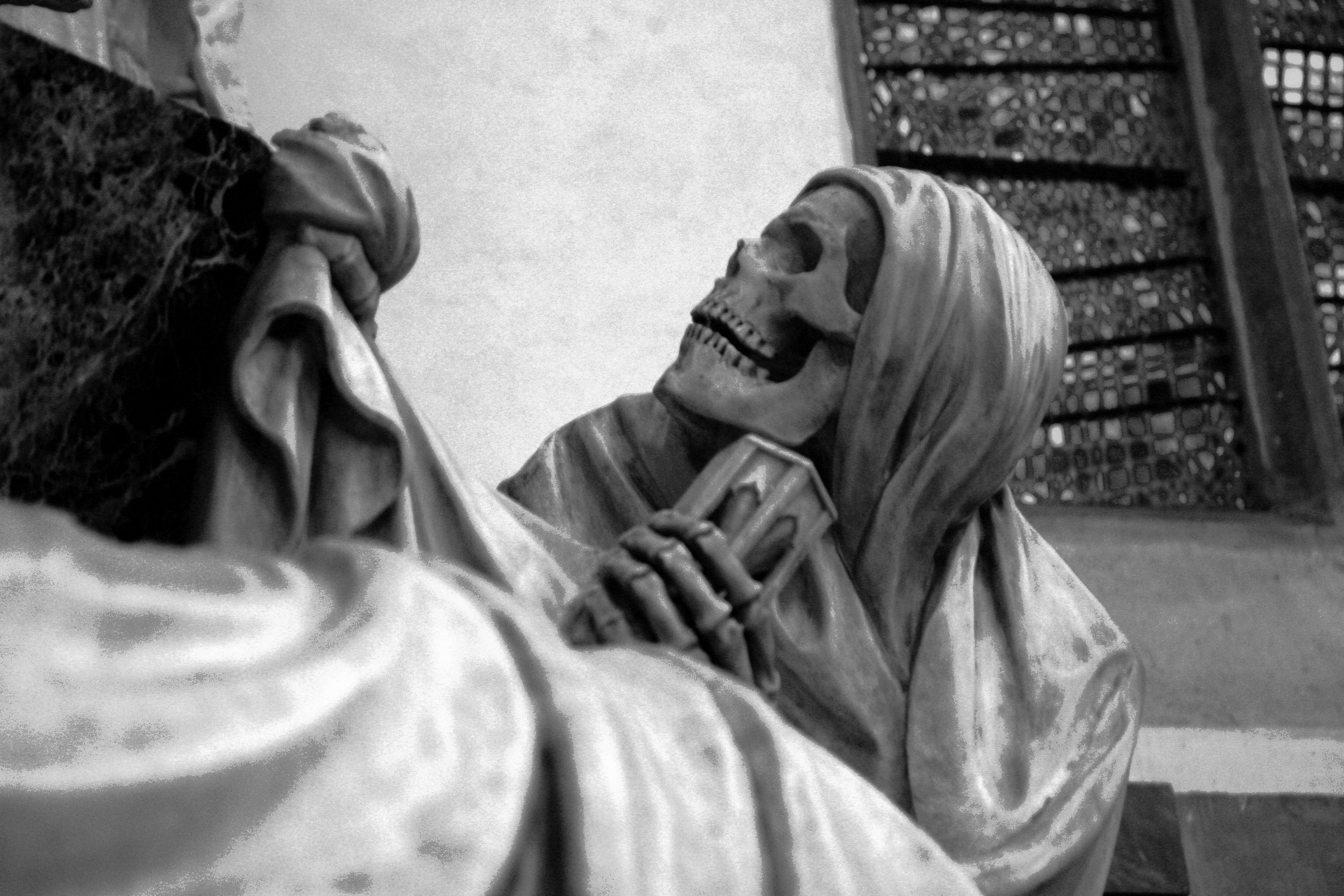
La Mort est représentée dans les romans comme une allégorie et une personnification.

L'ouvrage de Philip Pullman se veut anti-manichéen et brouille les différences entre le Bien (religieux et philosophique) et le Mal : le personnage le plus diabolique est capable de surprenants actes d'héroïsme,. Milton a précédemment étudié avec Areopagitica (pamphlet distribué en 1644 au Parlement sur la liberté de la presse) la difficulté de séparer le Bien et le Mal, affirmant que pour atteindre maturité et sagesse, l'homme a besoin de cette dichotomie.
De plus, Pullman introduit des nuances par rapport à une différenciation tranchée entre l'« innocence de l'enfance » et la « sagesse de l'adulte ». Bien que la plupart des enfants soient dans les romans des personnages innocents qui sont embarqués dans l'histoire malgré eux (Lyra et Will, les enfants de Bolvangar, etc.), certains sont nettement catégorisés comme des personnages néfastes, tels les camarades d'école de Will qui se moquent de sa mère et de lui, ou les enfants de Cittàgazze, abandonnés à eux-mêmes et prêts à tuer. De même, les adultes sont présentés comme êtres ni tout à fait corrompus ni tout à fait immaculés, en particulier les parents de Lyra, pour qui la fin justifie toujours les moyens : Lord Asriel, qui tue l'ami de Lyra pour ouvrir le pont entre les mondes ; Mme Coulter qui enlève des enfants pour que le Magisterium pratique des expériences mutilantes sur eux. De même, les « bons personnages » comme Iorek, Lee Scoresby, les gitans sont des guerriers pour qui tuer est une nécessité ou un devoir, et Will lui-même est contraint de devenir un meurtrier pour sa survie.
Lorsque Lyra dupe le roi des ours Iofur Raknison, dont le vœu le plus cher est de devenir humain, alors que les ours ne peuvent habituellement pas être trompés, Pullman évoque les faiblesses humaines. Iofur, en se comportant comme un humain, en acquiert les vices et les défauts, et il est vaincu par le « vrai » roi des ours Iorek Byrnison, car bien que sa volonté de devenir un homme soit logique, elle le mène à sa perte. Cependant, pour l'auteur, ce sont les faiblesses de l'Homme qui en font la valeur : le Magisterium attribue les vices humains à la Chute d'Adam et Ève et considère le Péché originel comme une tragédie qui a condamné le monde. Pour Lord Asriel en revanche, le « Péché » a rendu les hommes intéressants, car sans lui tous les humains ressembleraient aux infirmières intercisées de Bolvangar, dont le dæmon (âme) a été séparé de leur corps : ennuyeux, fades, incurieux et complaisants.
La mort est présente dans toute la trilogie et concerne chaque personnage, y compris les enfants. L'auteur aborde dans le dernier roman la croyance chrétienne en une vie après la mort, mais la modifie de fond en comble : d'après les évangiles, la vie éternelle est acquise à celui qui fait le bien et il ira au Paradis à l'heure du Jugement dernier, séparé des pécheurs non repentis qui iront en Enfer. Dans la trilogie, la vision de la mort est bien plus sombre : chaque être conscient qui meurt passe dans le monde des morts, un monde souterrain où bons et pécheurs sont tous rassemblés dans une sorte de camp de concentration sans limites. De ce monde sont bannis couleurs et bons sentiments, tandis que les fantômes que les morts sont devenus de pâles figures sans substance de ce qu'ils furent et condamnés à être éternellement harcelés par des harpies qui leur rappellent sans cesse leurs mauvaises actions.
Loin de l'idée chrétienne de Paradis, le monde des morts ressemble plutôt aux Enfers de la mythologie grecque. Le voyage de Lyra dans le monde des morts afin de retrouver Roger fait songer à la descente aux Enfers de Dante, à la recherche de Béatrice Portinari, dans la Divine Comédie (Divina Commedia). De plus, le passeur qui emmène Lyra dans le monde des Morts – et lui en interdit l'accès avec Pantalaimon – ressemble à Charon, le nocher des Enfers.
L'auteur personnifie La Mort dans Le Miroir d'ambre et la fait exister comme un être conscient et qui parle. Will et Lyra rencontrent des humains qui vivent en permanence avec « leur Mort » et qui leur expliquent le rôle qu'elle joue : « votre mort vous tape sur l'épaule, ou bien elle vous prend par la main, et elle vous dit : « suis-moi, l'heure a sonné. » Ça peut arriver quand vous êtes malade, ou quand vous vous étouffez avec un morceau de pain. Alors que vous souffrez, la mort vient vers vous, gentiment, et elle vous dit : « du calme, mon enfant, viens avec moi. »

### Le mensonge
Le mensonge est omniprésent dans chacun des romans. Il est caractéristique du personnage de Lyra. Parfois qualifiée d'arnaqueuse ou de tricheuse dans certaines analyses de la trilogie, la jeune fille se vante d'être « la meilleure menteuse qu'il y ait jamais eu ». La première scène où elle apparaît correspond exactement à ces paroles : elle se retrouve dans un endroit où elle n'est pas censée être, réservé aux universitaires masculins, bafouant les traditions patriarcales et défiant le narcissisme masculin à l'honneur à Jordan College. Cependant, le penchant naturel de Lyra à mentir est contrebalancé par la découverte et l'utilisation de l'aléthiomètre, qui, en plus d'être un lecteur de vérité, la pousse au contraire et souvent à la sincérité, comme lors de sa première rencontre avec Mary Malone.
Le mensonge est presque toujours considéré par l’Église chrétienne comme inacceptable. Saint Augustin le dénonce catégoriquement dans Du mensonge, alors que plusieurs textes bibliques sont encore plus virulents : « la langue qui ment est abominable devant Dieu ! » (Proverbes), « Dieu hait les menteurs ! » (Psaumes) et « la place des menteurs est dans l’étang de soufre et de feu ! » (Apocalypse).
Le mensonge et la tricherie caractérisent aussi la mère de Lyra, Madame Coulter. Alors que Lyra s'en sert pour sauvegarder son autonomie, sa mère, elle, s'en sert par malice et intérêt personnel. Illustration classique de la femme fatale, elle ment, triche et manipule les gens qui l'entourent, principalement les hommes et les enfants. Lord Asriel la décrit ainsi : « [elle] a toujours été assoiffée de pouvoir. Tout d'abord, elle a essayé de l'obtenir par la voie normale, c'est-à-dire le mariage, mais ça n'a pas marché […]. Alors, elle a été obligée de se tourner vers l'Église. Évidemment, elle ne pouvait suivre la même voie qu'un homme, c'est-à-dire la prêtrise ; il lui fallait employer une méthode non orthodoxe. Elle a bâti son propre ordre religieux, ses propres réseaux d'influence. » Est régulièrement évoqué le pouvoir de séduction qu'elle exerce sur les hommes (Lord Asriel, Lord Boreal, le roi Ogunwe, etc.) ainsi que sur les enfants (Lyra est d'abord éblouie par son charme, de même que les enfants qu'elle enlève, ainsi que Will, qui est attiré par son apparente figure maternelle couplée à une grande féminité).
Dans le dernier roman, Lyra se fait sermonner par le Chevalier Tialys, qui l'accuse d'être une « sale gamine irresponsable, écervelée et menteuse », et elle réalise alors qu'elle devient comme sa mère, monstrueuse de malhonnêteté. Or, tout au long de la trilogie, la fillette tente de trouver un équilibre entre la vérité et la tromperie, tromperie dont elle se sert pour se tirer de mauvais pas comme lors de sa fuite à Londres ou à Bolvangar. Mais les capacités de Lyra en matière de mensonge lui permettent aussi, notamment à Svalbard, de protéger son ami Iorek : elle parvient à tromper le roi usurpateur, et Iorek, reconnaissant, la surnomme « Lyra Parle d'Or » (Silvertongue en anglais, littéralement « langue d'argent »).
Elle découvre enfin le pouvoir de la vérité dans le monde des Morts, lorsqu'elle est attaquée par les harpies, les premières créatures à mettre au jour sa tricherie, alors que, parallèlement, les fantômes qu'elle rencontre lui demandent de raconter le monde qu'ils ont perdu. La vérité prend alors tout son sens et Lyra va par la suite en comprendre les bienfaits, comme elle l'explique au maître de Jordan College à son retour à Oxford à la fin de la trilogie : « vous devez promettre de me croire. Je sais que je n'ai pas toujours dit la vérité, et j'ai pu survivre dans certaines situations en racontant des mensonges et en inventant des histoires. Je sais que j'ai souvent menti, mais mon histoire vraie est trop importante pour que vous ne la croyiez qu'à moitié. Alors, je promets de dire la vérité, si vous promettez d'y croire ».

### La science(-fiction)
La science est largement mentionnée dans la trilogie et de nombreuses références sont faites tout au long des livres sur des personnages ou des expériences scientifiques, : la théorie de Barnard et Stokes sur les mondes multiples ; les particules de Rusakov (nom théorique de la Poussière dans le monde de Lyra, d'après leur découvreur Boris Mikhailovitch Rusakov) appartenant à la classe des particules élémentaires ; l'intrication quantique selon laquelle « deux particules qui ont des propriétés complémentaires et une même origine se comporteront de la même façon » ; la théorie des cordes selon laquelle il existe plus de trois dimensions spatiales ; etc.
De plus, beaucoup de personnages (Lord Asriel, Madame Coulter, Lee Scoresby, John Parry, Mary Malone…) sont des explorateurs ou des scientifiques. La différence notable avec notre monde est que dans le monde de Lyra, ces chercheurs sont appelés « théologiens expérimentaux », ce qui dénote l'influence de la religion sur l'ensemble des découvertes scientifiques.

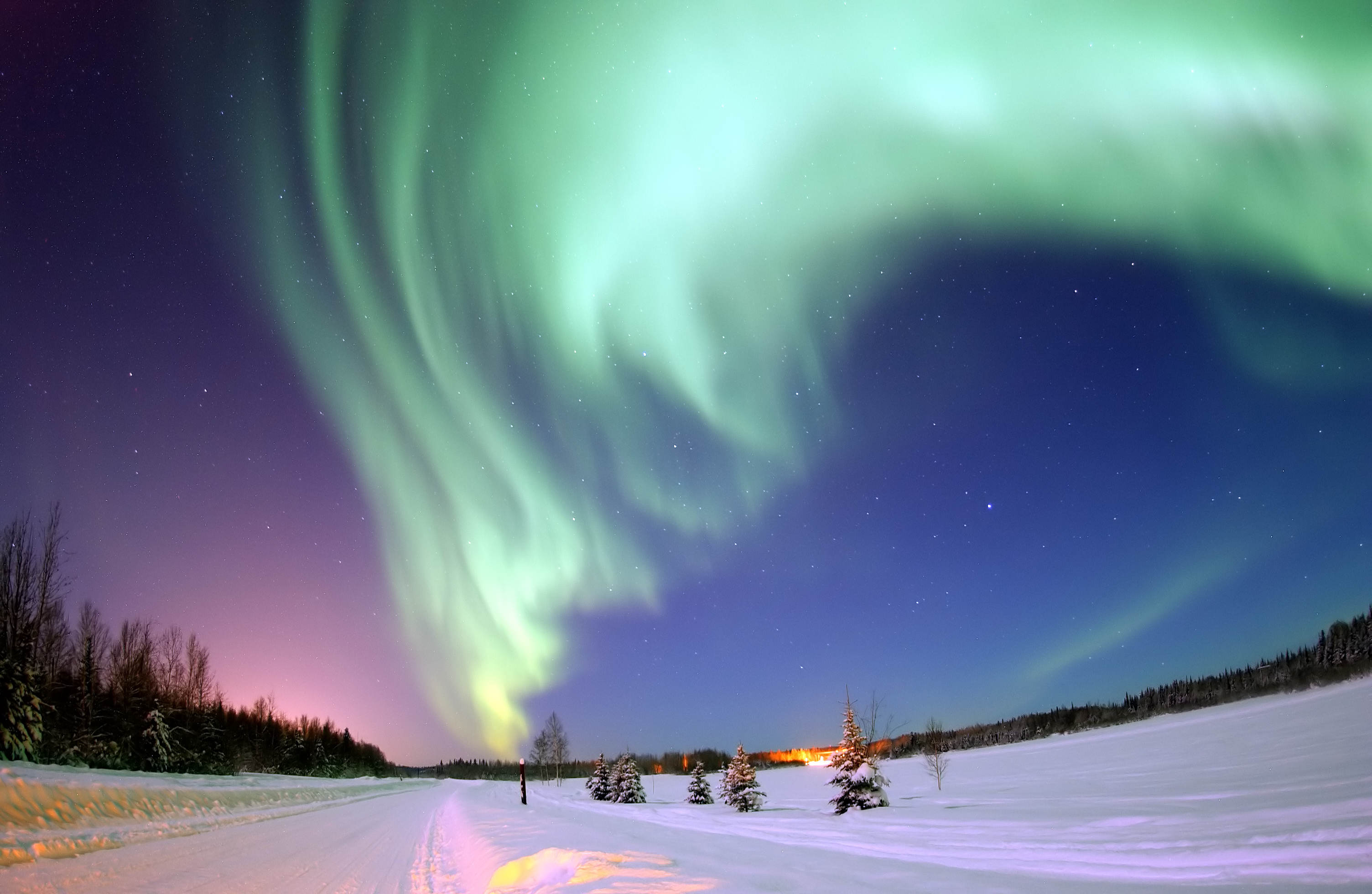
Une aurore boréale, qui permet dans la trilogie d’apercevoir d'autres mondes par la mince enveloppe qui les sépare.

Les aurores boréales sont aussi largement évoquées notamment dans le premier roman, auquel le titre anglais Northern Lights (« Les Lumières du Nord ») fait directement référence.
D'autre part, alors que Milton ne fait qu'évoquer, dans Le Paradis perdu, la possibilité des mondes multiples (« à moins que le tout-puissant Créateur n’arrange ses noirs matériaux pour former de nouveaux mondes », livre II ; « d’innombrables étoiles, qui de loin brillaient comme des astres, mais qui de près semblaient d’autres mondes », livre III),, Pullman, lui, développe cette hypothèse et imagine un « univers » constitué d'une multitude de mondes parallèles. Dans le premier roman, Kaisa (le dæmon-oie de la sorcière) explique le concept des mondes multiples à Lyra :

« [Les autres mondes] ne font pas partie de l'univers ; même les étoiles les plus lointaines font partie de l'univers, mais [les Lumières du Nord] nous font découvrir un univers totalement différent. Pourtant, il n'est pas plus éloigné ; il est parallèle au nôtre. Ici même, sur ce pont, des millions d'autres univers existent, dans une ignorance mutuelle… [Il étend ses ailes] En faisant ce simple geste, je viens de frôler dix millions d'autres mondes, sans qu'ils en soient troublés. Un cheveu nous sépare, et pourtant, nous ne pouvons pas toucher, voir, ni entendre ces autres mondes, sauf dans les Lumières du Nord. »

— Philip Pullman, Les Royaumes du Nord (1995).
Pullman cite également la physique quantique comme inspiration pour la création d'un univers aux mondes parallèles, : « la question des autres mondes apparaît être soutenue par la science moderne. Un exemple notable est l'expérience des fentes de Young, où, lorsqu'on envoie des photons un par un à travers deux fentes parallèles sur un plan opaque, ils ne semblent pas interférer de la même manière que lorsqu'ils sont bombardés tous ensemble d'un coup. Donc, soit les photons savent ce que les autres ont fait auparavant, soit, dans un autre univers, d'autres photons passent aussi à travers d'autres fentes et interfèrent avec eux. C'est l'une des curiosités de la physique quantique, ».
La Poussière (évoquée dans toute la trilogie) ou les Ombres (citées dans La Tour des anges), ainsi que les « Noirs matériaux » du titre, sont des références scientifiques à la matière noire (ou matière sombre), matière hypothétique encore non détectée et évoquée par les astrophysiciens dans l'estimation de la masse des galaxies.
Enfin, Pullman est qualifié d'« auteur darwinien » par certains critiques, notamment par son attachement à la théorie de l’Évolution développé par le naturaliste britannique, personnifié dans les romans par Mary Malone.

## Analyse
1. Thèses théologiques
2. Thèses humanistes
3. Thèses féministes
4. Pullman et Lewis : l'antithèse
5. Pullman et Milton : l'héritage

### Thèses théologiques

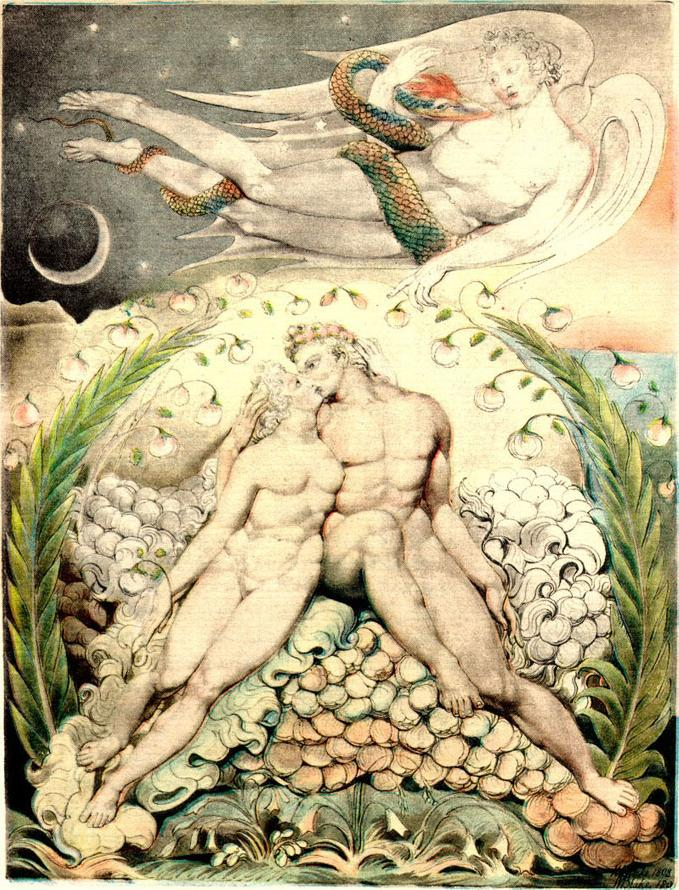
Satan regardant les caresses d'Adam et Ève (1808), illustration du Paradis perdu par William Blake.

Le thème majeur de À la croisée des mondes étant la religion et son impact sur la vie des protagonistes, la « théologie de Pullman » a été étudiée dans de nombreux ouvrages, essais et articles qui ont tenté de la décrypter (voir « Bibliographie - Sources secondaires »).

#### Une vision critique des religions organisées
À la croisée des mondes donne de la religion et plus particulièrement des agents du Magisterium, décrits comme des fanatiques, une image très négative,. Ils sont associés à la vilénie, l'oppression, la torture, le meurtre et la malveillance en général. Du coup, certains critiques comparent les serviteurs de l'Autorité à ceux de l'Inquisition, voire aux SS de Hitler sous le Troisième Reich.
Après la publication de ses romans, Pullman s'est à de nombreuses reprises exprimé sur ses opinions religieuses : il se dit agnostique plutôt qu'athée et explique que « l'athéisme requiert un certain degré de certitude que je ne suis pas sûr de posséder. Techniquement, [il faut] donc me considérer comme un agnostique, ». Il a voulu se différencier de l'auteur du Paradis perdu. Il s'inspire comme lui d'un récit de la Bible mais en inverse le sens : « à mesure que la trilogie avance, l'auteur laisse entendre que s'annonce une grande bataille entre un Dieu autoritaire et des anges rebelles déterminés à Le détruire. Dieu est le méchant de l'histoire, Satan en est le héros. Et Lyra est du côté des démons,. » Se référant à la Bible, ses mythes comme ses métaphores (Adam et Ève, le Serpent, la Poussière), à des figures de la mystique juive (Metatron, les anges) et à la tradition judéo-chrétienne en général, Pullman livre sa propre interprétation, de la Genèse en particulier. Sa vision personnelle des origines de l'Homme (l'Évolution est évoquée dans l'histoire des Mulefas) entre en contradiction avec la vision chrétienne traditionnelle,. L'auteur l'évoque plus ou moins directement, mais sa critique s'étend à toutes les religions organisées,.

« Lorsqu'on regarde les religions organisées de toutes sortes – que ce soit le christianisme dans toutes ses déclinaisons, l'islam ou certaines formes d'hindouisme extrémiste – qui associent l'organisation religieuse, les prêtrises et le pouvoir, on voit de la cruauté, de la tyrannie et de la répression. C'est presque une loi universelle. »

— Philip Pullman, The Los Angeles Times (2010).
Dans une étude comparative consacrée à la littérature pour la jeunesse, un critique a pu dire que le mythe de la Chute a deux fonctions idéologiques principales. La première est de construire un paradigme de l'autorité, un paradigme de la relation hiérarchique entre les hommes et Dieu ; la seconde est de créer un paradigme du genre,. La trilogie opère une refonte tant de l'Autorité que d'Ève, et lie la chute de la première au relèvement de la seconde. Pullman pose aussi, très directement, la question de l'existence – et donc de l'immortalité – de Dieu, citant George Eliot qui s'était déjà intéressé à ces problèmes philosophiques de même qu'à celui du devoir : « combien est inconcevable la première, combien est incroyable la seconde et pourtant combien est péremptoire et absolu le troisième ».
En faisant de Dieu un vieillard fragile, pathétique et évanescent, l'auteur annonce la fin de la croyance en une déité omnipotente, omnisciente et immortelle :

« Fou de terreur et totalement paralysé, [l'ange] ne pouvait que pleurer et marmonner pour exprimer sa peur, sa souffrance, son désespoir. [...] Il était aussi léger qu'une feuille de papier, il était privé de toute volonté et réagissait aux marques de gentillesse les plus simples comme une fleur face au soleil. Mais lorsqu'il se retrouva à l'air libre, plus rien ne pouvait empêcher le vent de provoquer en lui des ravages et son corps commença à se défaire et à se dissoudre. [...] Il avait disparu : le mystère dissous dans le mystère. »

— Le Miroir d'ambre, chapitre 31 : La Fin de l'Autorité.

#### Un auteur gnostique?
En « réécrivant » la Genèse, Pullman se positionne en auteur gnostique : il remet en cause ce qui est considéré comme l'un des fondements du christianisme et, par extension, de la culture occidentale depuis des siècles. Un journaliste du New York Times écrit que « le message radical [de Pullman] sur la religion est peut-être le plus subversif de la littérature pour enfants depuis des années,. » Le gnosticisme est un mouvement religieux dissident apparu au IIe siècle, qui parle d'un Dieu mauvais qui tient emprisonnées les âmes divines des Hommes et d'un Dieu bon en qui certains cultes gnostiques honorent Jésus-Christ, le grand absent de la trilogie de Pullman. Il n'est dès lors pas étonnant que les romans de Pullman donnent des évènements du Jardin d'Éden une interprétation très différente de celle qu'en fait la Bible.
Le terme même de gnosticisme renvoie directement à des notions centrales dans ses romans, puisque le mot gnose, du grec γνώσις / gnốsis signifie la « connaissance », qui est représentée métaphoriquement par la Poussière. Dans les tout premiers siècles de l'histoire du christianisme, à l'époque où les canons hébraïques et chrétiens n'étaient pas encore fixés, ont été écrits un grand nombre de textes relatifs à la Création et la Chute, et aucun auteur, qu'il soit juif ou chrétien, n'y raconte la même chose. Le Livre d'Hénoch par exemple, d'où sont tirés certains éléments de la trilogie, écrit au IIIe siècle av. J.-C., n'est reconnu ni par le canon hébraïque ni par la plupart des Églises chrétiennes qui le considèrent comme apocryphe.
De plus, Ève personnifie le savoir dans la plupart des thèses gnostiques et est souvent associée au Serpent, considéré comme une créature sage par opposition au tyrannique Seigneur de la Création.
Pullman conteste cependant cette lecture de son œuvre qui la rattache au courant gnostique : « le monde gnostique est platonicien, rejetant l'univers physique créé et exprimant la nostalgie d'un Dieu inconnu. Mon mythe est presque l'inverse : il considère l'univers physique comme notre vrai foyer. Nous devons accueillir l'amour et vivre nos vies dans ce monde jusqu'au bout. »

### Thèses humanistes
Pour Pullman, la valeur de l'Homme est grande : ce sont ses vices et ses faiblesses qui le rendent intéressant. La possibilité de pécher – et la capacité de ne pas le faire – est essentielle pour lui et nous distingue des zombies, des suiveurs sans libre arbitre représentés dans les romans par les serviteurs de l'Autorité.

#### Remise en cause de l'obéissance
Dans une comparaison avec l'œuvre de C. S. Lewis à propos de l'autorité et l'obéissance, un critique écrit : « Lewis et Pullman posent tous deux l'obéissance comme un problème pour les enfants, alors que chacun définit, explicitement et implicitement, l'autorité légitime et la moralité dans sa fiction. Le choix narratif de l'un et l'autre auteur débouche sur sa propre vision de l'ordre cosmique en vue de persuader ses lecteurs que l'obéissance est une question essentielle au moment du passage à la maturité ». Mais, alors que Lewis insiste sur la nécessité de l'obéissance, Pullman affirme le contraire et célèbre la désobéissance et les nombreuses et nécessaires révolutions, à commencer par le simple acte de rébellion. L'obéissance, voire l'allégeance extrême requise dans certains ordres religieux, a défini pendant des siècles la société chrétienne, justifiant l'idée d'une hiérarchie des genres et la soumission des femmes. Au contraire, Pullman fait de sa « nouvelle Ève » non plus la mère du Péché en disgrâce, mais la libératrice. Et il la présente comme une héroïne.
L'autonomie, du grec αὐτός / autos (« soi-même ») et νομος / nomos (« la loi »), est la capacité, pour un individu, de déterminer librement les règles auxquelles il se soumet : c'est l'obéissance à la loi dictée par la raison (le libre arbitre) et non la soumission aveugle aux règles (religieuses en l'occurrence) déjà établies. La raison est donc, pour Pullman, ce qui fait la différence entre le comportement d'un enfant et celui d'un adulte : il suggère l'idée que l'Église traite ses membres comme des enfants, étouffant leurs pulsions naturelles et les opprimant en leur imposant des règles strictes quant à ce qu'ils doivent ou ne doivent pas faire. Finalement, l’œuvre de Pullman parle d'une Révolution, de la nécessaire remise en question du pouvoir en place.

« Ô mon âme, ne cherche pas la vie éternelle, épuise le royaume des possibles. »

— Pindare, Pythique III
(introduction du chapitre 37 du Miroir d'ambre)

#### La «République des Cieux»
Une autre différence majeure avec les romans de C. S. Lewis, c'est le bonheur terrestre qui est pour Pullman une évidence. Il pense que les hommes doivent construire leur propre Paradis sur la Terre : « je voulais souligner la simple vérité physique des choses, la primauté absolue de la vie physique plutôt que de la vie spirituelle, ou de la vie après la mort. C'est pourquoi les anges [du roman] nous envient nos corps – parce que nos sens sont plus aigus, nos muscles plus forts. Si les anges avaient nos enveloppes charnelles, ils seraient en perpétuelle extase,. »
Pullman propose de bâtir la République des Cieux, cet idéal philosophique humaniste évoqué dans le dernier roman, bien que l'idée de sa nécessaire construction soit sous-jacente à toute la trilogie : les hommes doivent bâtir leur bonheur sur Terre, « ici et maintenant », plutôt qu'attendre et espérer l'après-vie au Paradis comme le propose l’Église chrétienne. Dans Le Miroir d'ambre, le fantôme de John Parry explique à Will et Lyra le projet de Lord Asriel : « nous devons bâtir la République des Cieux là où nous sommes, car pour nous, il n'y a pas d'ailleurs,. »
À l'origine, le terme désigne un monde parallèle inhabité dans lequel Lord Asriel construit sa forteresse et rassemble son armée révolutionnaire pour la lancer contre le Royaume des Cieux. La République des Cieux se veut, comme son nom l'indique, une société républicaine libre, sans dieu ni roi, où chaque individu a la responsabilité de créer un mode de vie idéal pour lui-même et pour les autres, sans le contrôle et l'oppression de l’Église. Le terme est l'antonyme du Royaume des Cieux avec son idée de monarchie divine, largement critiquée par Pullman. L'expression « République des Cieux » a été inventée par Gerrard Winstanley, un réformiste protestant radical anglais du XVIIe siècle, leader des Bêcheux pendant la Première révolution anglaise.
Pullman explique en quoi l'idée de Winstanley a influencé sa propre philosophie : « Le Royaume des Cieux nous a promis beaucoup de choses : le bonheur, un but, une place dans l'univers, un rôle à jouer et une destinée à la fois noble et splendide, en plus du fait que nous serions tous connectés. Nous ne sommes pas des aliénés. Mais pour moi, le Roi est mort : je pense que j'ai toujours besoin de ces choses que le Paradis m'a promis et que je ne souhaite pas vivre sans elles. Je ne pense pas que je continuerai à vivre après ma mort, donc si je doit arriver à atteindre tous ces buts, je dois essayer maintenant – et encourager les autres d'essayer aussi – ici, sur Terre, dans une république dans laquelle nous serions tous des citoyens libres et égaux – et responsables ».
À travers sa trilogie, Pullman défend ainsi les idées propres, selon lui, à rendre le monde meilleur : égalité des genres (Lyra est le prophète), tolérance en matière d'orientation sexuelle (l'amour homosexuel des deux anges accompagnant Will), affirmation du sexe (les allusions sexuelles, notamment à la fin de la trilogie, pour expliquer que l'acte de chair n'est pas une « mauvaise chose »), célébration de la force de vie (les dæmons sont des symboles de la vitalité et de l'énergie), tolérance vis-à-vis des autres ethnies (l'élaboration des mondes multiples peuplés de créatures non-humaines), anti-impérialisme (les nombreuses menaces étrangères dans les différents mondes, en particulier l'impérialisme universel de l’Église dont le but est le contrôle hégémonique de l'ensemble des mondes).
Avec sa vision relativement tragique de la vie après la mort, proche des représentations des Enfers grecs, l'auteur fait perdre tout espoir de bonheur après la mort – du moins avant l'arrivée de Lyra, présentée comme un prophète qui libère les Morts et les aide à « retourner à la poussière ». Certains voient dans ce genre de développement narratif les influences de l'éducation chrétienne de Pullman, bien qu'il ait depuis pris position contre les principes de cette éducation : ainsi, Lyra serait une personnification de Jésus-Christ. Objet de la prophétie des sorcières, elle joue un rôle de messie : elle est celle qui viendra libérer l'humanité d'un destin funeste. Il y a, dans les romans, des réminiscences d'attitudes de Jésus, en particulier la scène où Lyra raconte son séjour dans le monde des Morts, assise sous un arbre, tous les fantômes rassemblés autour d'elle et buvant ses paroles, après qu'elle se fut sacrifiée pour eux en abandonnant son dæmon bien-aimé. Lyra met ainsi fin au caractère éternel de la « vie après la mort » des fantômes (des « résidus » d'âme après la mort du corps) : avec l'aide de Will, elle les guide jusqu'à l'endroit où l'enveloppe du monde des Morts est la plus fine. Will découpe une grande fenêtre pour que les fantômes s'échappent et ils se désintègrent en milliers de particules de poussière (ou de Poussière) au moment où ils sortent à l'air libre. Pullman explique qu'il croit à la vie après la mort telle qu'il l'a décrite dans son livre (éphémère plutôt qu'éternelle, avant un retour de l'âme au niveau atomique pour faire partie de ce qui compose la nature) : « l'histoire que j'ai racontée sur la mort me satisfait à la fois émotionnellement, esthétiquement et intellectuellement,. »

#### Prééminence de la raison
Enfin, l'auteur propose une solution au problème du dualisme qui oppose William Blake et John Milton : pour Blake, le désir est le principal moteur des activités humaines, comme il l'explique dans Le Mariage du Ciel et de l'Enfer ; pour Milton, c'est la raison. En faisant triompher la raison à la fin de la trilogie (Lyra et Will décident de vivre séparément pour le Bien commun, malgré leur désir mutuel), Pullman laisse entendre que, pour lui, les idées de Milton sont plus en adéquation avec la réalité de l'existence humaine. Pour permettre au monde d'exister le plus longtemps possible, la raison doit dépasser le désir : si le désir prend le contrôle, l'homme n'accomplira jamais quoi que ce soit.

### Thèses féministes
À la croisée des mondes est souvent considéré comme un ouvrage féministe. Les romans et le personnage principal (Lyra) s'opposent nettement aux héros masculins traditionnels de la fantasy, (voir la section « Développement des personnages »). Que Lyra joue un rôle central lors de la proclamation de la République des Cieux permet de repenser complètement la vocation de la femme dans un contexte religieux.
C'est ce qui a amené les théologiens féministes à lui apporter leur soutien. Qu'il s'agisse de Dieu ou de l’Église, de l'interprétation de la Chute ou de l'espérance dans une vie après la mort, Pullman traite des réalités religieuses en féministe. Les théologiens féministes « veulent faire disparaître l'idée erronée [que l'expérience et les points de vue masculins représentent ceux de l'humanité entière] et ne comptent que sur eux-mêmes pour connaître ce Dieu dont ils ont découvert qu'il est le leur, quoique cela leur ait été transmis par une tradition religieuse hautement problématique, puisqu'elle véhicule puissamment cette idée fausse ». Ils analysent la place que tient la Femme dans les textes bibliques et de manière globale dans l'histoire de l'Église.
Lewis, comme Milton, partage les préjugés judéo-chrétiens sur la place de la femme dans la Création. Pour eux, Ève est la seule à blâmer : elle n'est qu'un joli ornement du jardin d'Éden ayant conduit l'Humanité à sa perte et qui devrait être soumise et humble, puisque issue du côté d'Adam, selon la Genèse : « Dieu dit : il n’est pas bon que l’homme soit seul ; je lui ferai une aide semblable à lui. [...] Et l’homme dit : voici celle qui est os de mes os et chair de ma chair ! on l’appellera femme, parce qu’elle a été prise de l’homme »). La glose de Milton à ce propos est nettement misogyne ; en effet, Adam dit à Ève :
| « To trust thee from my side, imagin'd wise, Constant, mature, proof against all assaults, And understood not all was but a shew Rather then solid vertu, all but a Rib Crooked by nature, bent, as now appears, More to the part sinister from me drawn, Well if thrown out, as supernumerarie To my just number found. » — John Milton, Paradise Lost (1667). Livre X. | « Te sachant issue de mon côté, je t'imaginai sage, constante, d’un esprit mûr, à l’épreuve de tous les assauts, et je ne compris pas que tout n'était qu'apparence plutôt que solide vertu, que tu n’étais qu’une côte tordue de nature, inclinée, comme on le voit maintenant, davantage vers la partie gauche d’où elle fut tirée de moi. Il eût été bon qu'elle soit rejetée, comme trouvée surnuméraire dans mon juste nombre. » — Traduction par Chateaubriand (1861). |

Pullman décide ici de se démarquer de son modèle et de présenter Ève comme le « véritable héros » de la Chute, parce qu'elle a non pas perdu mais sauvé l'Humanité en lui apportant la connaissance. Ce raisonnement, qui prend le contre-pied de la vision de Milton, voit en Ève et le Serpent les « porteurs » de sagesse : « si nous avions la tête sur les épaules, nous aurions des Églises consacrées à Ève plutôt qu'à la Vierge Marie, ». L'universitaire Carole Scott suppose que Pullman, comme elle-même, pense que la misogynie de Milton l'a amené à mal comprendre son propre texte et à tout faire pour tromper son lecteur : Lyra est le « vrai héros » de À la croisée des mondes, et Will y joue un rôle important mais subordonné, de même qu'Ève est le « vrai héros » du Paradis perdu et Adam y a la même place que Will,.
Certains considèrent cependant que le féminisme des romans n'est pas si prononcé, car, même si Lyra est l'héroïne principale, elle dépend de Will qui est plus mûr, meilleur combattant et meilleur leader en toutes occasions. Quant à Madame Coulter, même si c'est une femme puissante, elle tire la plus grande part de son attraction sexuelle.

### Pullman et Lewis: l'antithèse

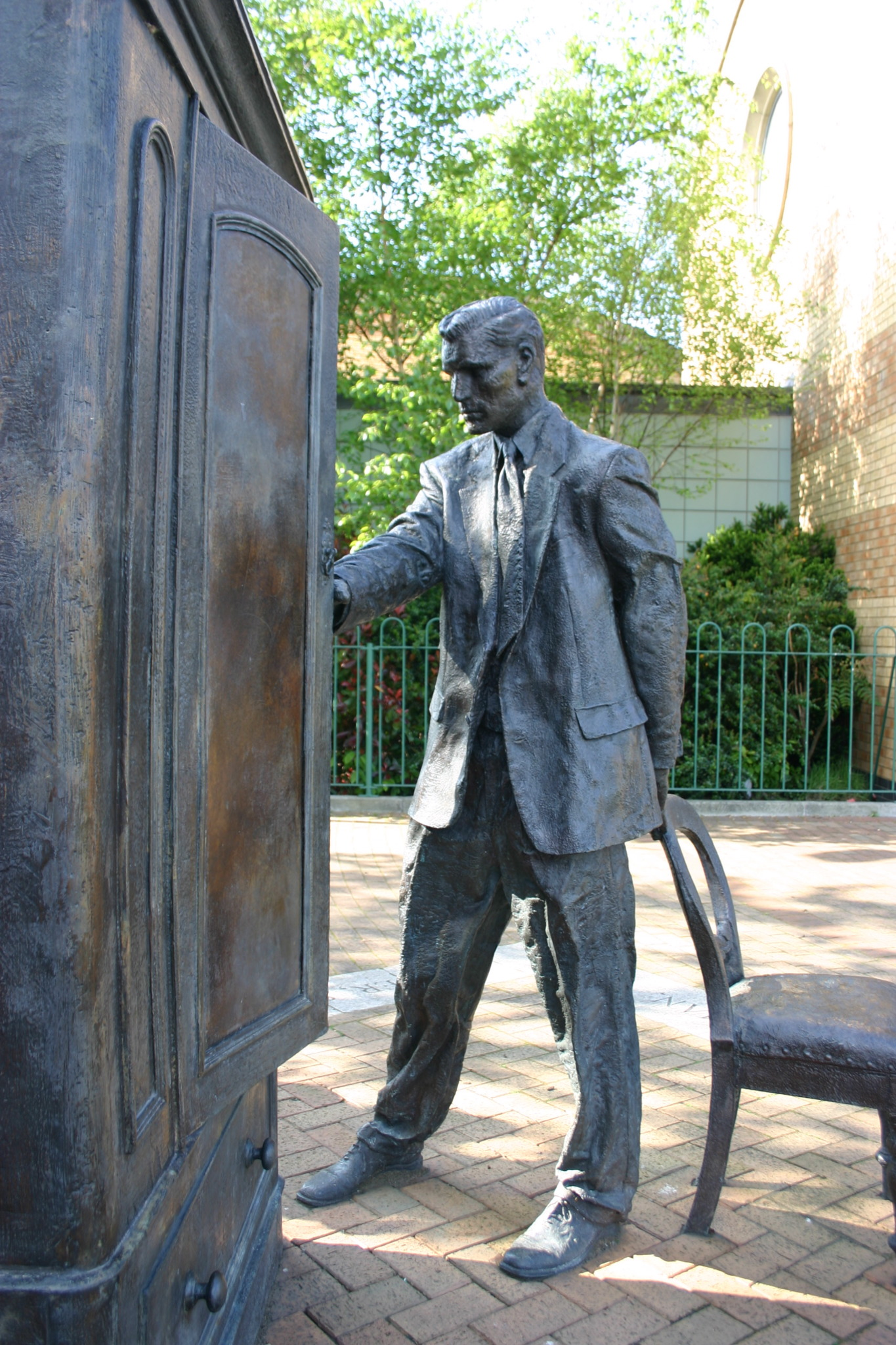
Statue de C. S. Lewis.

Depuis le succès de la trilogie de Pullman de nombreuses études la comparent avec l'œuvre de C. S. Lewis. Elles ont souligné que les deux œuvres sont différentes, bien qu'appartenant au même genre (le roman de fantasy pour enfants). Ces recherches sur l'approche différente des deux auteurs au sein de ce même type de littérature pour la jeunesse ont été publiées dans plusieurs pays, en particulier aux États-Unis : « Paradis perdu et retrouvé : obéissance, désobéissance et narration chez Lewis et Pullman », de N. Wood et « À la croisée des mondes de Pullman : un challenge aux ouvrages de fantasy de J. R. R. Tolkien et C. S. Lewis », de B. Hatlen ; au Royaume-Uni : « Fantasy, moralité et idéologie » de L. M. Cuthew et « Une exploration de l'usage de la narration biblique sur la Chute dans les séries pour enfants de C. S. Lewis et de Philip Pullman », de R. M. Fisher ; en Iran : « Changer la représentation de l'enfance dans la littérature jeunesse » de M. Serajiantehrani ; en Nouvelle-Zélande : « Ne rêve pas des autres mondes : C. S. Lewis, Philip Pullman et le fantôme de Milton », de U. S. Scherer ; en Thaïlande : « La comparaison entre Le Monde de Narnia de Lewis et À la croisée des mondes de Pullman », de J. Thongnoi ; etc. (voir la section « Bibliographie - Études comparatives »).
Le Monde de Narnia (The Chronicles of Narnia), ouvrage en sept volumes publiés de 1950 à 1956 par C. S. Lewis, emprunte thèmes et personnages au Christianisme, à la mythologie grecque, turque et romaine, ainsi qu'à des contes traditionnels britanniques et irlandais. La série des Narnia est considérée comme un classique de la littérature pour la jeunesse et plusieurs volumes ont été adaptés au cinéma et à la télévision. Avant que Philip Pullman ne conteste cette série, plusieurs controverses sur le « sexisme » et le « racisme » dans les romans à destination des enfants avaient déjà vu le jour – certaines organisations chrétiennes ont également accusé les livres de « paganisme ». Depuis les années 1990, Pullman s'est joint à ces dénonciations en rédigeant entre autres une tribune dans The Guardian intitulée « Le Côté obscur de Narnia » (1998) : il y écrit que « la mort est meilleure que la vie, les garçons sont meilleurs que les filles, les personnes à peau claire sont meilleures que celles à peau noire, et ainsi de suite. Il y a pas mal de bêtises écœurantes de ce genre dans Narnia, si vous y prenez garde,. » Pour Pullman, Lewis trompe son lecteur en abusant du Deus ex machina pour faire rebondir la narration. Il crée un monde artificiel emprunté aux mythes et aux traditions au lieu d'en imaginer un d'original, comme celui de Tolkien par exemple.
Une grande « bataille » se déroule depuis dans la presse et sur Internet entre partisans et adversaires de Narnia, chaque camp usant d'arguments d'autorité : les prises de position publiques d'universitaires ou de célébrités,,. Comme pour À la croisée des mondes, il existe de nombreuses études sur sa portée philosophique et son influence sur la littérature pour enfants.
Lewis, fervent anglican, fait l'apologie du christianisme dans chacune de ses œuvres. « Pullman fait pour l'athéisme ce que C. S. Lewis a fait pour Dieu » titrait en 2002 Telegraph. Une journaliste du New York Times écrit que « l'ouvrage de Pullman offre une parfaite alternative au Monde de Narnia et à son évident message chrétien. Dans Narnia, quoique niché à l'intérieur d'une adorable histoire d'animaux qui parlent, de prouesses héroïques et de lieux fantasques, le message est clair : les héros ne trouvent le vrai bonheur qu'après la mort quand leur supériorité sur le plan spirituel leur ouvre les portes du Paradis,. »
Dans la littérature pour enfants, en partie du fait de son rôle didactique, le problème de l'obéissance est central. Il est traité en long et en large tant par Lewis que par Pullman de manière parfois paradoxale. L'obéissance peut être à la fois réponse instinctive et naturelle à un supérieur (personne ou ordre) et violation des choix individuels par la contrainte morale et/ou la force. L'obéissance est appréciée par les ordres religieux, maçonniques, monarchiques et militaires, mais aussi par les parents. Lewis est partisan de l'obéissance, alors que Pullman la remet en cause, mais tous les deux la voient comme un problème à résoudre par l'enfant qui grandit. L'existence de Dieu, le bonheur sur la terre ou au ciel, opposent les deux écrivains,. Pullman dénonce la violence présente dans Narnia (de grandes batailles s'y déroulent). Or, sa trilogie comporte aussi des scènes de torture, des meurtres et des batailles.
C. S. Lewis et Philip Pullman s'inspirent tous les deux du poème de Milton, Le Paradis perdu, et l'analysent. Ils en donnent des interprétations opposées notamment à propos du « héros », Satan. Son éducation chrétienne pousse Lewis à écrire que Lucifer est le méchant tel que la Bible le définit, alors que Pullman cite le mot d'un vieil homme ayant reçu une éducation très simple à qui on lit le poème et qui s'exclame : « ce Lucifer est un bon gars, j'espère qu'il va gagner ».
Le Paradis perdu a donc influencé les deux auteurs. Ils relisent et ré-interprètent la Chute et c'est à partir d'elle chez eux qu'on remet le monde réel en cause. Ils ont en commun le genre littéraire qu'ils pratiquent, celui de la high fantasy et certains de leurs héros : par exemple un être naïf qui se retrouve responsable de l'avenir du monde et dont la maturité ne va finalement se gagner qu'au cours d'une lutte physique et morale en vue d'élucider les ressorts du monde des adultes. Il y a des ressemblances entre les structures narratives de leurs récits : le début des romans (Lucy dans Narnia et Lyra dans À la croisée des mondes se cachent dans une armoire) ; la présence de personnages féminins à la fois attirants et repoussants (la Sorcière blanche et Madame Coulter) ; des bêtes intelligentes puissantes (Aslan et Iorek) ; des créatures mythologiques (les harpies, les sorcières, …) etc..

### Pullman et Milton: l'héritage

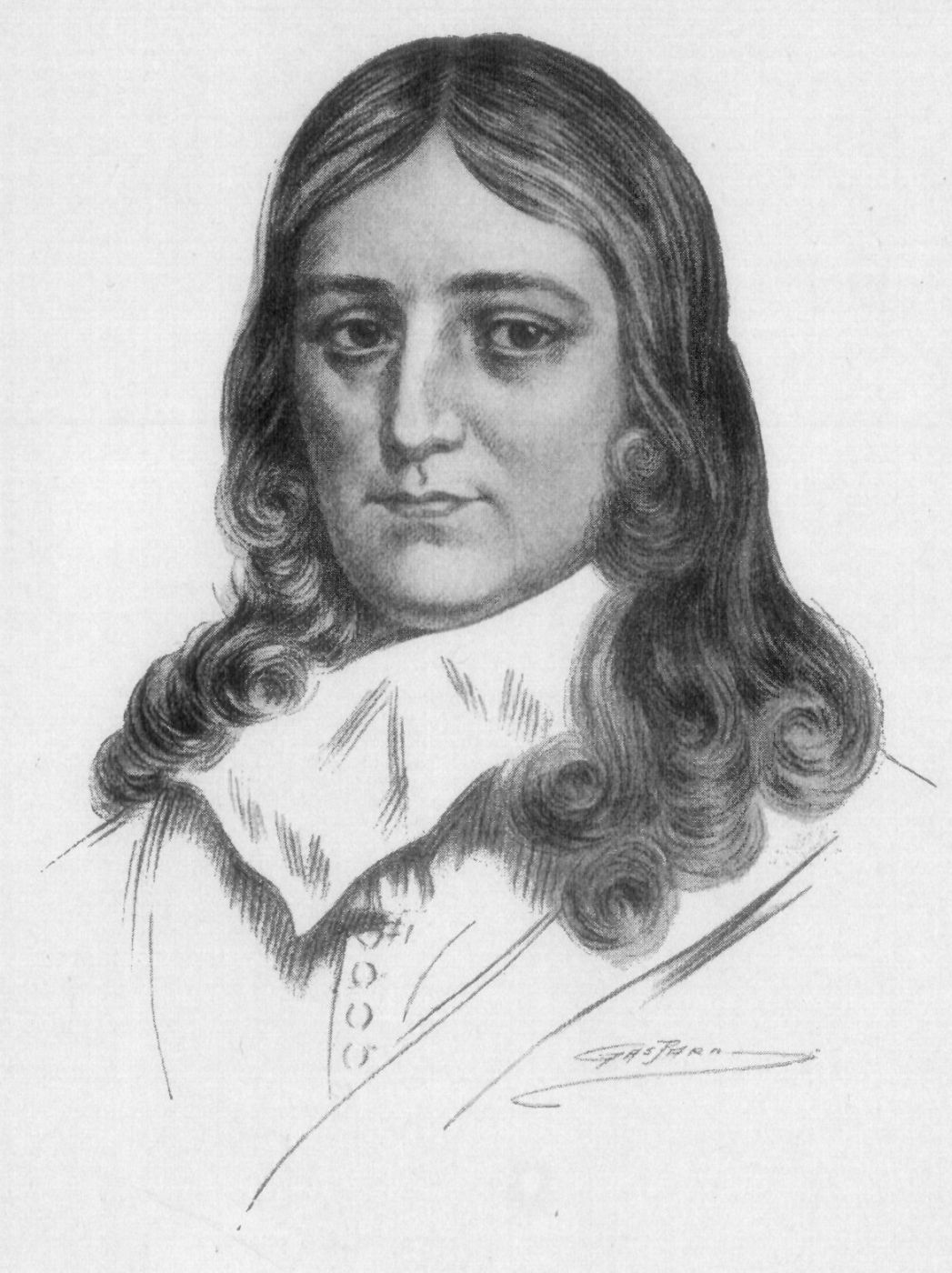
Portrait de John Milton.

Plusieurs articles et travaux universitaires, ont analysé l'influence de Milton sur Pullman et les nombreuses similitudes entre leurs deux œuvres, considérant Pullman comme l'héritier de Milton.

#### Les thèmes communs
Les œuvres de Pullman et Milton sont centrées sur la tentation de transgresser un interdit : dans Le Paradis perdu (1667), Satan, sous la forme d'un serpent, tente Ève, et dans À la croisée des mondes, Mary Malone joue le rôle du serpent et tente Lyra. Milton et Pullman sont tous deux préoccupés par les questions d'autorité et de liberté, et le rapport à Dieu et à la religion dans ces deux notions. Dans les deux œuvres, un acte de désobéissance fait advenir une nouvelle « réalité » dans le monde (le péché dans Le Paradis perdu ; la Poussière dans À la croisée des mondes).
Alors que chez Milton, le respect des principes chrétiens est la condition pour être libre, chez Pullman, Dieu est répressif et son influence néfaste. Le Dieu de Milton est un monarque, pas un tyran : il a une supériorité légitime sur ses subordonnés, et ne s'est pas injustement élevé au-dessus de ses semblables, comme le fait le Dieu de Pullman. Chez Milton, c'est Satan qui s'est auto-proclamé leader des anges déchus. L’œuvre de Milton ouvre le débat sur les « bienfaits » et les « méfaits » de Dieu, celle de Pullman rejette les termes d'un tel débat. Il affirme clairement dans l'introduction qu'à la différence de Milton, dont Blake a dit qu'il était un poète se mettant du côté du Diable sans le savoir, « je suis du côté du diable et je le sais très bien ».
Milton et Pullman se focalisent également sur la connaissance et l'ignorance, sur la façon dont elles sont utilisées pour maintenir l'autorité. Le Dieu de Pullman est soucieux de maintenir son pouvoir en empêchant les hommes d'acquérir la connaissance. Dans Le Paradis perdu, c'est Satan qui avance cet argument, suggérant que Dieu a peut-être empêché l'homme de goûter au fruit de l'arbre de la connaissance dans le seul but de le maintenir dans l'ignorance. Satan essaie de présenter Dieu comme un être répressif intellectuellement, en disant à Ève :
| « God therefore cannot hurt ye, and be just; Not just, not God; not feard then, nor obeyd: Your feare it self of Death removes the feare. Why then was this forbid? Why but to awe, Why but to keep ye low and ignorant, His worshippers; » — John Milton, Paradise Lost (1667). Livre IX. | « Dieu ne peut donc vous frapper et être juste : s’il n’est pas juste, il n’est pas Dieu ; il ne faut alors ni le craindre ni lui obéir. Votre crainte elle-même, de la mort écarte la crainte. Pourquoi donc fut cela défendu ? Pourquoi, sinon pour vous effrayer ? Pourquoi, sinon pour vous maintenir inférieurs et ignorants, vous ses adorateurs. » — Traduction par Chateaubriand (1861). |

Pullman reprend les arguments de Satan mais les développe dans une nouvelle mise en scène.
Un autre point commun est leur fascination pour la possible existence de mondes multiples. Le Paradis perdu évoque le voyage de Satan vers la Terre, à travers le Chaos : Milton a un point de vue unique sur l'origine du monde. Comme le rappelle une analyse récente, il existait auparavant trois théories pour expliquer la façon dont Dieu a créé le monde : 1. le chaos existait déjà et Dieu a pris les (noirs) matériaux existants pour créer le monde ; 2. Dieu a créé le monde à partir du néant ; 3. Dieu a créé le monde à partir de lui-même. Milton les rassemble, expliquant que Dieu a d'abord créé le chaos à partir de lui-même, puis qu'Il a séparé une partie du chaos pour former l'univers et a ensuite créé le monde sur cette partie venue du chaos, qui existerait toujours quelque part. Ainsi, il semble raisonnable de penser que si Dieu l'avait voulu, il aurait créé de nombreux mondes à partir de ce qui restait du chaos. L'idée des mondes multiples que Milton se contente d'effleurer, Pullman la développe et en fait un thème central de son œuvre. D'une manière générale, Le Paradis perdu tente de « justifier les voies de Dieu aux hommes », alors que Pullman, à l'inverse de la doctrine chrétienne, ne croit pas que Dieu a créé le monde ex nihilo, car pour lui, personne (même Dieu) ne peut créer quelque chose à partir de rien.
Enfin, leurs anges se ressemblent : tous deux mettent l'accent sur leur existence physique. Raphaël partage un repas avec Adam dans le livre V du Paradis perdu, Balthamos goûte à un gâteau à la menthe offert par Will dans Le Miroir d'ambre ; la conversation avec Raphaël sous-entend qu'il existerait un continuum entre les hommes et les anges, tandis que Baruch révèle qu'il a un jour été un homme. En raison de la description ambiguë de l'« amour angélique » par Raphaël, les anges de Milton ont été accusés d'homosexualité (thèse largement réfutée dans les travaux de C. S. Lewis), mais Pullman y va carrément en décrivant l'union fusionnelle et l'amour passionné qui lie Balthamos et Baruch. D'autre part, les anges rebelles, comme Balthamos et Baruch ou Xaphania, ne sont pas une invention de Pullman, puisqu'ils sont évoqués par Milton dans Le Paradis perdu, comme Satan (Lucifer) lui-même.

#### Les divergences
Malgré ces nombreux points communs, ces deux auteurs divergent sur d'autres, tout aussi nombreux. Par exemple, Pullman réinterprète l'histoire d'Adam et Ève que raconte Milton et en inverse le sens : les nouveaux Adam et Ève, Will et Lyra, loin d'être des bannis, font renaître l'espoir : il débouche sur un avenir plein de promesses où l'Homme doit créer son propre Paradis sur terre (la République des Cieux). Pullman se rapproche plutôt du Paradis retrouvé (Paradise Regained), l'autre poème de John Milton, écrit en 1671, qui traite de la tentation du Christ.
Le personnage de Satan, le « héros » de Milton, est très présent dans l’œuvre de Pullman, mais à travers plusieurs personnages : Lord Asriel, Madame Coulter et Mary Malone. Asriel ressemble à Satan dans sa guerre contre Dieu ; Mme Coulter lui ressemble par le fait qu'elle drogue Lyra, lui permettant de rêver, comme Satan le fait pour Ève ; Mary prend la place du Serpent mais rappelle aussi le Satan de Milton qui tente Ève/Lyra. S'il a été difficile pour les lecteurs contemporains du Paradis perdu de considérer Satan comme le héros, les personnages (surtout Asriel et Coulter) de Pullman sont, eux aussi, ambivalents et il est difficile de les faire sortir de cette ambiguïté en raison du fait qu'ils alternent actions diaboliques et héroïques.

## Accueil

### Accueil critique et public
« La trilogie de Pullman offre aux lecteurs de tous âges une histoire qui, sous couvert d'aventure, parle des plus importants dilemmes de notre temps et suggère à celui qui réfléchit non pas des réponses aux maux qui touchent chacun de nous, mais plutôt des chemins à emprunter pour leur faire face avec courage et leur survivre avec honneur. »

— Millicent Lenz, His Dark Materials Illuminated (2005).

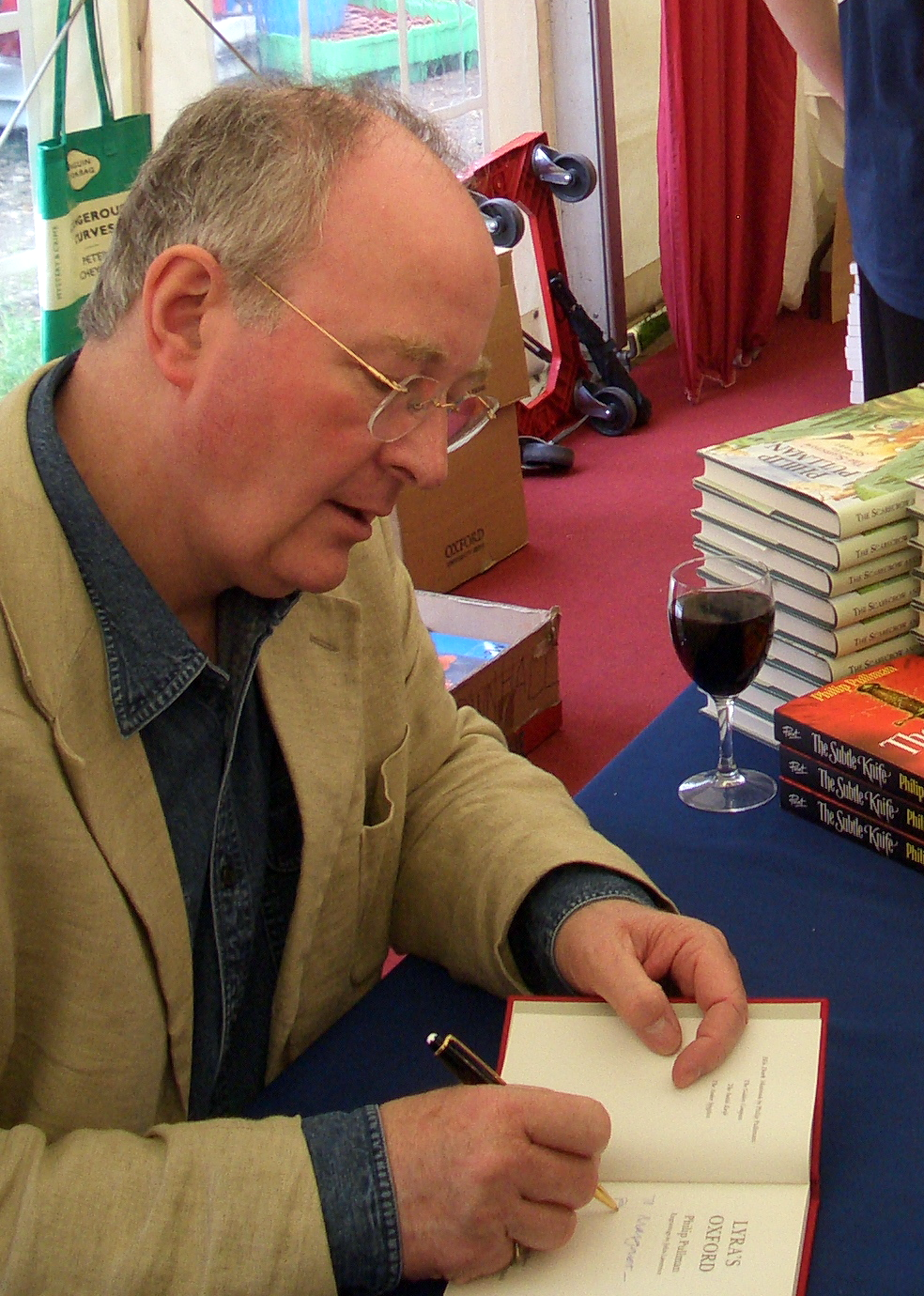
Philip Pullman en 2005.

Devenue un classique de la littérature de jeunesse, parfois qualifiée de « chef-d’œuvre » allégorique, la trilogie de Pullman a bouleversé les rapports entre la littérature pour la jeunesse et celle pour adultes,,. Au moment de sa sortie, la trilogie est comparée au livre de Madeleine L'Engle, Un raccourci dans le temps (A Wrinkle in Time, 1962), au roman Le Royaume de la rivière (Bridge to Terabithia, 1977) de Katherine Paterson, ou à la série de Diane Duane des Jeunes Sorciers (Young Wizards, 1983-2010), mais aussi, à cause des univers de fantasy créés dans les deux séries, aux sept tomes du Monde de Narnia (1950-1956), (voir la section « Pullman et Lewis : l'antithèse »).
À la croisée des mondes est aussi associée à la série des romans de Harry Potter, parue à peu près à la même époque (entre 1997 et 2007, soit légèrement après Les Royaumes du Nord), et qui relève du même genre (la fantasy). Les thèmes abordés sont vaguement similaires. Les romans présentent deux enfants, un orphelin (Harry) et une fille abandonnée (Lyra), qui vivent une série d'aventures épiques mettant leur vie en jeu, ainsi que l'avenir du monde libre, tout en gagnant par leurs actes la maturité suffisante pour passer de l'enfance à l'âge adulte et évoluer vers la sagesse. Tous deux sont embarqués dans l'histoire contre leur gré et font face à des forces bien plus puissantes qu'ils ne seraient normalement en mesure de contrer. Ils sont également aidés et conseillés par des sages ou des forces supérieures (Dumbledore pour Harry Potter ou l'aléthiomètre pour Lyra Belacqua) et jouissent de pouvoirs, certes moins puissants que ceux de leurs adversaires, mais aussi plus profonds (pour Harry, ses talents de sorcier et l'amour de sa mère qui le protège des sortilèges de Voldemort ; pour Lyra, l'aptitude à mentir et son don pour lire l'aléthiomètre). Enfin, le groupe que forment le héros et ses compagnons se fonde sur le même schéma : le trio Harry-Ron-Hermione et l'association entre Lyra-Pantalaimon et Will. Les deux séries ont bénéficié d'un formidable accueil (plus important encore pour Harry Potter) et dû toutes deux faire face à des critiques, notamment de la part de fondamentalistes religieux (voir la section « Controverses »).

« J'ai été surpris du peu de critiques que j'ai reçues. Harry Potter a été la cible de tous les tirs. Je suis un grand fan de J. K. Rowling, mais les gens – principalement issus de la Bible Belt américaine – qui se sont plaints que Harry Potter promouvait le satanisme et la sorcellerie n'avaient apparemment rien de mieux à faire. Étonnamment, je suis resté en dessous du radar, tout en disant des choses bien plus subversives que ce pauvre Harry. Mes livres parlent de tuer Dieu ! »

— Philip Pullman, The Sidney Morning Herald (2003).
Philip Pullman, parfois surnommé « le J. K. Rowling masculin », est, depuis, considéré comme un auteur incontournable de la fantasy. On le compare à J. R. R. Tolkien ou C. S. Lewis, (tous deux membres des Inklings) ainsi qu'à Lewis Carroll, l'auteur d’Alice au pays des merveilles. Cependant, alors que ces auteurs, situés entre les XIXe et XXe siècles, étaient tous les trois de confession chrétienne et professeurs à Oxford (capitale du roi Charles Ier en exil pendant la Première révolution anglaise), Pullman, bien qu'enseignant également à Oxford, n'est pas croyant et est républicain (il veut abolir la monarchie). On le compare également à des auteurs classiques tels que Milton, Tolstoï, Blake, Tchekhov ou Dickens,.
Pour beaucoup de critiques, les dæmons sont la plus belle trouvaille de Pullman, : « les dæmons sont plus qu'un outil de fiction : ils répondent à un besoin », et de nombreux lecteurs, adultes et enfants, ont exprimé le désir d'en avoir un, tandis que des sites internet proposent de deviner la forme de votre dæmon après que vous aurez fourni des réponses à des questions sur votre personnalité,,.
Un critique américain proche des mouvements chrétiens libéraux écrit que « l'écriture d’À la croisée des mondes est tellement magistrale qu'elle allume l'étincelle de l'imagination spirituelle pour quiconque la lit ». Un journaliste britannique ajoute que son sens du détail, semblable à celui qui, chez Lewis ou Tolkien, recrée la mythique vieille Angleterre, permet à Pullman de « redessiner notre monde en un autre plus violent, avec un : « et si… ? », ».
La trilogie s'est vendue à plus de 15 millions d'exemplaires dans le monde, et elle est arrivée en troisième position au concours The Big Read de la BBC (un sondage national classant les livres préférés des participants), après Le Seigneur des anneaux et Orgueil et Préjugés.

### Distinctions
Le premier tome, Les Royaumes du Nord, a remporté la Carnegie Medal pour une fiction pour enfants au Royaume-Uni en 1995. En 2007, le jury de la Canergie Medal pour la littérature de jeunesse a sélectionné le premier volume comme étant l'un des dix plus importants romans anglophones pour enfants des soixante-dix dernières années, et en juin de la même année, le public l'a désigné numéro un avec plus de 40 % des voix, lui décernant la « Carnegie des Carnegies ». Les Royaumes du Nord est cité par l'hebdomadaire britannique The Observer comme l'un des cent meilleurs romans jamais écrits (à la 98e place).
Le Miroir d'ambre a remporté en 2001 le Prix Whitbread du livre de l'année, une récompense britannique prestigieuse en littérature, décernée pour la première fois à un livre de la catégorie « littérature pour enfants », et la trilogie en entier a été distinguée par le Prix de la fiction pour enfant décerné par le quotidien britannique The Guardian.
En 2002, Philip Pullman reçoit le Prix Eleanor Farjeon récompensant les meilleurs auteurs de littérature pour la jeunesse. En 2005, il remporte le Prix commémoratif Astrid-Lindgren, dans la catégorie littérature de jeunesse (ex-æquo avec l'illustrateur japonais Ryōji Arai), décernée par le gouvernement suédois, ainsi que la somme de cinq millions de couronnes suédoises (385 000 £, soit environ 560 500 €), et il est ensuite invité à la British Library de Londres, où il est félicité « au nom du gouvernement de Sa Majesté » par la Secrétaire d’État à la Culture, Tessa Jowell. En 2011, Philip Pullman est nommé au Man Booker International Prize, l'un des plus importants prix littéraires en langue anglaise pour l'ensemble de son œuvre, À la croisée des mondes étant son travail le plus important et le plus connu.

## Controverses

### Un ouvrage antireligieux?
La trilogie a fait l'objet de nombreuses controverses, en particulier de la part de certaines organisations chrétiennes qui lui reprochent son contenu antireligieux,,.
La majorité des critiques, plus ou moins virulentes, viennent d'organisations catholiques : Pullman répond que ses arguments peuvent s'appliquer à toutes les religions institutionnelles et à toute forme de totalitarisme en général, : il explique que pour lui, les religions (monothéistes) sont les cas particuliers de la tendance naturelle des hommes à vouloir faire prévaloir une doctrine sur une autre, quelle qu'elle soit (le marxisme, le christianisme, le nazisme, l'islam, etc.), en disant « nous avons la Vérité et nous allons vous tuer parce que vous n'y croyez pas ». Il ajoute qu'il a cru en Dieu jusqu'à son adolescence (son grand-père était pasteur de l'Église d'Angleterre dans le comté de Norfolk), puis a commencé à se poser des questions sur son existence : « je n'ai trouvé aucune preuve, dans l'ensemble des choses que je sais, ni dans l'histoire, ni dans la science, de l'existence de Dieu. Je suis donc coincé entre les mots « athée » et « agnostique ». Mais je dirai que les gens qui clament qu'ils savent que Dieu existe ont trouvé dans leurs discours les plus merveilleuses excuses pour se conduire extrêmement mal. Donc croire en un Dieu ne me semble pas être synonyme de bonne conduite,. » Lorsqu'il est accusé de « détruire le Christianisme », il répond sardoniquement que « Dieu est mort depuis longtemps ».
Il dément cependant avoir écrit un ouvrage antireligieux. Il explique que lorsque l'un de ses personnages critique le Magisterium, comme Mary Malone (une ancienne nonne qui a perdu la foi) qui affirme que « la religion chrétienne n'est rien d'autre qu'une très puissante et très convaincante erreur,, », ce n'est pas nécessairement son idée à lui : « j'ai écrit une histoire, pas un traité, un sermon ou un travail philosophique » (il dit cependant le contraire dans une autre interview). Son approche des questions de spiritualité se situe entre le gnosticisme et l'athéisme, et certains croyants y voient du nihilisme.
L'antithéisme de Pullman, parfois qualifié de « misothéisme » (du grec μῖσος / misos, « haine » et θεός / theόs, « Dieu »), rappelle d'autres ouvrages subversifs tels que Le Dieu de Milton (Milton's God, 1965) de William Empson, La Nuit de l'iguane (The Night of the Iguana, 1961) de Tennessee Williams, Le Procès de Dieu (The Trial of God, 1979) d'Elie Wiesel, etc.
Certains catholiques interprètent les intentions de l'auteur en écrivant par exemple que « dans le monde de Pullman, Dieu lui-même (l'Autorité) est un tyran sans pitié, son Église est un instrument d'oppression, et le véritable héroïsme est de les renverser tous les deux, », alors que le président de la Catholic League américaine traite la trilogie d'« athéisme pour enfants » appelant au boycott du film. Cette controverse a conduit au Canada un conseil d'administration scolaire à retirer les livres de la bibliothèque de l'école.
Une polémique a vu le jour en 2002 à la suite d'un article publié dans The Catholic Herald, une revue catholique, qui aurait qualifié les livres de Pullman de « romans pour faire des cauchemars », et « bons à jeter au feu »,. Il s'avère que c'était une plaisanterie de la journaliste qui se demandait si, à la veille de la Guy Fawkes Night, les fondamentalistes n'avaient pas mieux à faire que brûler des livres tels que À la croisée des mondes ou Harry Potter,.

« Pourquoi les chrétiens n'ont-ils pas fait plus de tapage à propos de À la croisée des mondes? Voilà une histoire, publiée pour les enfants, qui tue Dieu et dépeint une Église autoritaire, diabolique, […] une cynique et cruelle bureaucratie. Elle enlève et torture des enfants pour les sauver de la Poussière, qui représente la connaissance et la sagesse des êtres humains. […] Pour comprendre cela, vous devez comprendre que les romans posent les grandes questions au centre de toutes les spiritualités : que signifie être « humain » ? Comment devons-nous vivre nos vies ? Comment faire face à la mort ? »

— Gillian Cross, Books for Keeps (2003).
Pullman a obtenu malgré tout le soutien de chrétiens plus libéraux, notamment Rowan Williams, l'archevêque de Cantorbéry (le chef spirituel de l'Église anglicane), qui réplique aux attaques des fondamentalistes que les critiques de Pullman sont centrées sur les dangers du dogmatisme et de l'usage de la religion en tant que moyen d'oppression, pas sur le christianisme lui-même. Williams a également recommandé À la croisée des mondes afin qu'elle puisse nourrir les discussions dans le cadre des cours de religion. Il s'est félicité du nombre de groupes scolaires qui ont assisté aux représentations théâtrales au National Theatre.
Plusieurs membres de la droite conservatrice et de groupes religieux voient dans l'œuvre de Pullman un texte « semi-satanique » qui sape la chrétienté. En 2002 un journaliste britannique du Daily Mail va jusqu'à écrire, que Philip Pullman est « L'auteur le plus dangereux de Grande-Bretagne » après qu'il a remporté le Whitbread Book of the Year, trouvant étrange qu'un écrivain qui clame que Dieu est mort et que l'Église est fanatique remporte un prix littéraire prestigieux. D'autres critiques qualifient l'auteur d'« antéchrist », d'« athée militant », voire d'« hérétique » à mettre dans le même panier que Blake ou Milton. À l'opposé, de nombreux critiques et journalistes l'ont qualifié d'auteur « audacieux ». De nombreux articles soutiennent la même thèse : « Le Parti du Diable », « L'Art de la noirceur »,, « L'Homme qui ose faire de la religion le méchant de l'histoire », « Une attaque contre le christianisme ou une confirmation de la valeur humaine ? », « Sympathie pour le Diable », « L'Ange rebelle d'Oxford », et certains critiques qualifient d'« hérésie audacieuse » sa réécriture de la Chute.
Le film adapté du premier livre en 2007 a supprimé la plupart des allusions anti-religieuses présentes dans le roman (bien qu'elles soient encore plus nombreuses dans les tomes suivants). Ne conservant que l'intrigue centrale, le film est allé dans le même sens que des organisations comme l'America's Christian Right,. La comparant à la polémique qui a touché Nabokov à propos de son roman controversé Lolita, un journaliste du Time Magazine écrit que « lorsqu'il s'agit de rester fidèle à une série de fantasy populaire ayant une vision caustique de la religion institutionnelle, les nababs [des sociétés de production] deviennent aussi prudents que de pieux candidats républicains à la présidentielle », et il ajoute que les cinéphiles n'auront jamais aucune idée du débat que propose le livre : « Est-ce que Dieu est mauvais ? » qu'ils soient pour ou contre.

### Un livre pour enfants?
La trilogie est publiée à la fois dans une collection pour enfants et pour adultes. Les différents niveaux de lecture en font un livre accessible à tous, bien que les thèmes abordés, comme la religion, la mort, la sexualité, etc. ont parfois donné lieu à des critiques sur son caractère « tous publics ». D'ailleurs, certains passages du dernier tome, où il est question de sexualité, ont été censurés dans l'édition américaine,,.
Néanmoins, les références religieuses (la Bible ou l'histoire de la chrétienté) et littéraires (en particulier le Paradis perdu de Milton, mais aussi les citations mises en exergue au début de chaque chapitre du troisième tome, tirées d'œuvres et de poèmes d'auteurs tels que William Blake, Emily Dickinson, Lord Byron, etc.) sont presque exclusivement destinées aux adultes. La trilogie de fantasy pose des questions complexes et reste en permanence entre le mystère et le sérieux, le fantastique et la réalité, et s'adresse aux enfants et aux adultes : Pullman, comme Milton avant lui, possède l'autorité d'un écrivain lui permettant de réécrire l'un des récits les plus forts sur l'origine de l'Homme, avec un « réalisme extrême », permettant au lecteur de se familiariser avec une critique philosophique profonde de la mythologie des Origines et de l'Évolution, de l'emprise intellectuelle de l'Église et de la vie après la mort.

« Sans aucun doute, l’imagination de Pullman est la raison pour laquelle les trois livres sont si populaires auprès des enfants. Les lecteurs adultes en revanche, sont séduits par deux autres qualités : la beauté de son écriture [...] et la profondeur de la philosophie qui sous-tend la trilogie, essentiellement la notion hérétique selon laquelle il y eut un jour une guerre au Ciel, et c'est le mauvais côté qui l'a emporté. »

— Steve Meacham, The Sidney Morning Herald (2003).
À la croisée des mondes est l'une des premières œuvres de la littérature pour la jeunesse à avoir été éditée en grand format plutôt que directement en livre de poche dans une édition jeunesse (dans la collection Folio Junior de Gallimard). Ce précédent dans l'édition Young Adult (« jeunes adultes ») a ouvert la brèche pour un grand nombre de sagas littéraires, telles que Harry Potter, Twilight (2005-2008) ou The Hunger Games (2008-2010). La création de la classe d'âge « jeunes adultes » correspond à l'habitude prise par des lecteurs adultes d'aller piocher dans la littérature pour enfants ou adolescents, et inversement, habitude dont les éditeurs ont tiré les conclusions depuis le début des années 2000.
La question de la mort (et plus généralement de la noirceur) dans les livres pour enfants est largement abordée dans les publications récentes, comme Harry Potter, The Hunger Games, L'Étrange Vie de Nobody Owens (The Graveyard Book, 2008) ou La Voleuse de livres (The Book Thief, 2005). Auparavant, des romans comme Les Aventures d'Alice au pays des merveilles (Alice’s Adventures in Wonderland, 1865) ou Peter Pan (1911) illustraient un univers fantastique où le jeune héros ne grandit pas et où le méchant est aisément identifiable selon les critères traditionnels : un « monstre » fabuleux avec une touche d'absurde (voir le Capitaine Crochet et la Dame de cœur par exemple). Ces romans se situent sur une limite ténue entre horreur et excentricité, proche du conte. Plusieurs auteurs de littérature pour la jeunesse contemporains ont cependant franchi cette limite du côté sombre, proposant à leur lecteur un monde sauvage et cruel (la barbarie des Hunger Games surpassant tous les romans évoqués ici, avec des adolescents qui s'entretuent pour un jeu télévisé) dont la noirceur est rarement atténuée par un effet comique (l'un des rares exemples est La Voleuse de livres, où le narrateur n'est autre que la Mort et où l'humour noir est très présent). Ainsi, la différence entre littérature pour la jeunesse et littérature pour adultes, de par ses thèmes, est de moins en moins claire, et Pullman explique qu' « il y a des thèmes et des sujets qui sont trop vastes pour la fiction à destination des adultes ; ils ne peuvent être traités de manière satisfaisante que dans un livre pour enfants »,.

## Adaptations

### À la radio
À la croisée des mondes a été adaptée en feuilleton-radio sur la radio britannique BBC Radio 4, avec Terence Stamp pour la voix de Lord Asriel, Lulu Popplewell pour Lyra et Daniel Anthony pour Will. Cette version radio a été diffusée en 2003, et publiée (en anglais) en CD et cassettes. La version de BBC Radio 4 a été reprise sur BBC Radio 7 en 2008 et 2009. Chaque épisode dure plus de 2h30, pour un total de 7h30 d'enregistrement sur 6 CD.

### Au théâtre
Nicholas Hytner a adapté les livres au théâtre (une pièce de 6 heures en deux parties écrites par Nicholas Wright) pour le Royal National Theatre (Oliver Theatre) de Londres, jouée de décembre 2003 à mars 2004. Anna Maxwell Martin y interprète le rôle de Lyra, Dominic Cooper celui de Will, Timothy Dalton celui de Lord Asriel, et Madame Coulter est jouée par Patricia Hodge. Les dæmons-marionnettes avaient été conçus par Michael Curry. La pièce rencontra un énorme succès et fut rejouée (avec un casting différent) de novembre 2004 à avril 2005. La pièce a remporté deux Laurence Olivier Awards des meilleurs décors et des meilleurs effets lumineux en 2005.
Le Birmingham Repertory Theater a créé en 2009 une nouvelle adaptation théâtrale de la trilogie avec le West Yorkshire Playhouse.

### Au cinéma

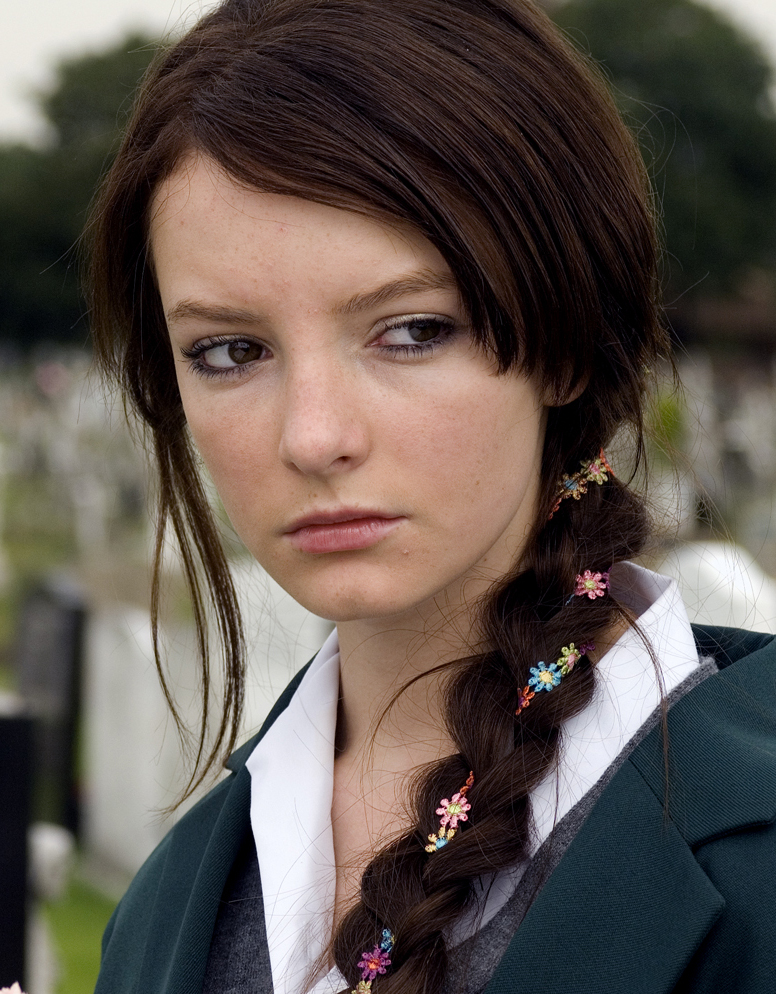
Dakota Blue Richards, interprète de Lyra dans le film de Chris Weitz (2007).

Une adaptation cinématographique du premier tome, intitulée À la croisée des mondes : La Boussole d'or (The Golden Compass), est produite par New Line Cinema et réalisée par Chris Weitz, en 2007.
Fin juin 2006, New Line a annoncé que ce serait une inconnue, Dakota Blue Richards, qui incarnerait Lyra à l'écran ; la jeune fille a été repérée à Cambridge lors d'un casting à travers le Royaume-Uni au mois de mars. Le reste de la distribution comprend Nicole Kidman dans le rôle de Marisa Coulter, Daniel Craig dans celui de Lord Asriel et Eva Green dans celui de Serafina Pekkala, ainsi que Ian McKellen et Sam Elliott.
Pullman, qui avait initialement décidé de ne pas s'investir dans le projet d'adaptation cinématographique, a cependant demandé aux producteurs de « s'en tenir au livre ». Il a également écrit certaines scènes et conseillé l'équipe du film. Ses dernières déclarations sur le projet y sont favorables, évoquent un script « véritablement excellent » et une distribution de très haute qualité.
Beaucoup de critiques (des fans des livres, des critiques littéraires et cinématographiques, des associations anti-censure et la National Secular Society) ont cependant dénoncé un « écrémage » des idées antireligieuses dans la production (certains parlent même de « castration »). New Line a répondu qu'il s'agissait d'une super-production qui s'adresse principalement aux enfants et qu'elle est classée « film familial ». L'histoire prend la forme d'un conte naïf pour enfants, aux effets spéciaux spectaculaires, et supprime la plupart des allusions du roman à une Église toute-puissante et néfaste. Une journaliste écrit dans un article intitulé « Comment Hollywood a sauvé Dieu » qu' « avec 180 millions de dollars en jeu, le studio enlève le corps du livre et le dépouille de son âme,. »
Un apologète américain signale, dans un article intitulé « Les parents ne doivent pas avoir peur de La Boussole d'or », que les enfants qui vont voir le film vont probablement être tentés de lire les romans, « où l'hostilité [de Pullman] devient explicite au fur et à mesure que la série progresse, certains des éléments les plus antichrétiens émergeant dans les derniers livres », et il résume la trilogie en disant que c'est l'histoire d'une fillette déterminée à tuer Dieu, présenté comme menteur et mortel, afin de libérer le monde de Sa tyrannie. Des organisations chrétiennes ont d'ailleurs dénoncé certaines allusions au christianisme dans le film et fait remarquer que le Magisterium faisait clairement référence à l’Église catholique romaine ; selon elles, le film est parsemé de termes religieux tels que « oblation » et « hérésie ». D'autres ont appelé au boycott du film, non pour son contenu, mais pour celui du matériau d'origine.
Le film n'ayant pas eu le succès escompté, New Line a rapidement annoncé que l'adaptation des deux tomes suivants était compromise,. Pullman écrit sur son site personnel que les chances de voir une suite produite par New Line sont quasi nulles.

### En jeu vidéo
Un jeu vidéo d'action-aventure a également vu le jour en 2008, adapté du film et édité par Sega sur les plateformes PC, PlayStation 2, PlayStation 3, PSP, Xbox 360, Wii et Nintendo DS.

### En bande dessinée
Le 11 septembre 2014 débute l'adaptation en bande dessinée de la trilogie À la croisée des mondes. Le scénario est écrit par Stéphane Melchior et dessiné par Clément Oubrerie (pour les trois tomes de l'adaptation du premier roman Les Royaumes du Nord) puis Thomas Gilbert (pour les trois tomes de l'adaptation du deuxième roman La Tour des Anges).
- 1 Les Royaumes du Nord, collection Fétiche, éditions Gallimard, 2014
Scénario : Stéphane Melchior, d'après le roman de Philip Pullman - Dessin : Clément Oubrerie - Couleurs : Clément Oubrerie, Philippe Bruno - (ISBN 978-2-07-065380-5)
- 2 Les Royaumes du Nord, collection Fétiche, éditions Gallimard, 2015
Scénario : Stéphane Melchior, d'après le roman de Philip Pullman - Dessin : Clément Oubrerie - Couleurs : Clément Oubrerie, Philippe Bruno - (ISBN 978-2-07-065574-8)
- 3 Les Royaumes du Nord, collection Fétiche, éditions Gallimard, 2016
Scénario : Stéphane Melchior, d'après le roman de Philip Pullman - Dessin : Clément Oubrerie - Couleurs : Clément Oubrerie, Philippe Bruno - (ISBN 978-2-07-065584-7)
- 1 La Tour des Anges, collection Fétiche, éditions Gallimard, 2018
Scénario : Stéphane Melchior, d'après le roman de Philip Pullman - Dessin et couleurs : Thomas Gilbert - (ISBN 978-2-07-510038-0)
- 2 La Tour des Anges, collection Fétiche, éditions Gallimard, 2020
Scénario : Stéphane Melchior, d'après le roman de Philip Pullman - Dessin et couleurs : Thomas Gilbert - (ISBN 978-2-07-510042-7)
- 3 La Tour des Anges, collection Fétiche, éditions Gallimard, 2021
Scénario : Stéphane Melchior, d'après le roman de Philip Pullman - Dessin et couleurs : Thomas Gilbert - (ISBN 978-2-07-510043-4)

### En série télévisée

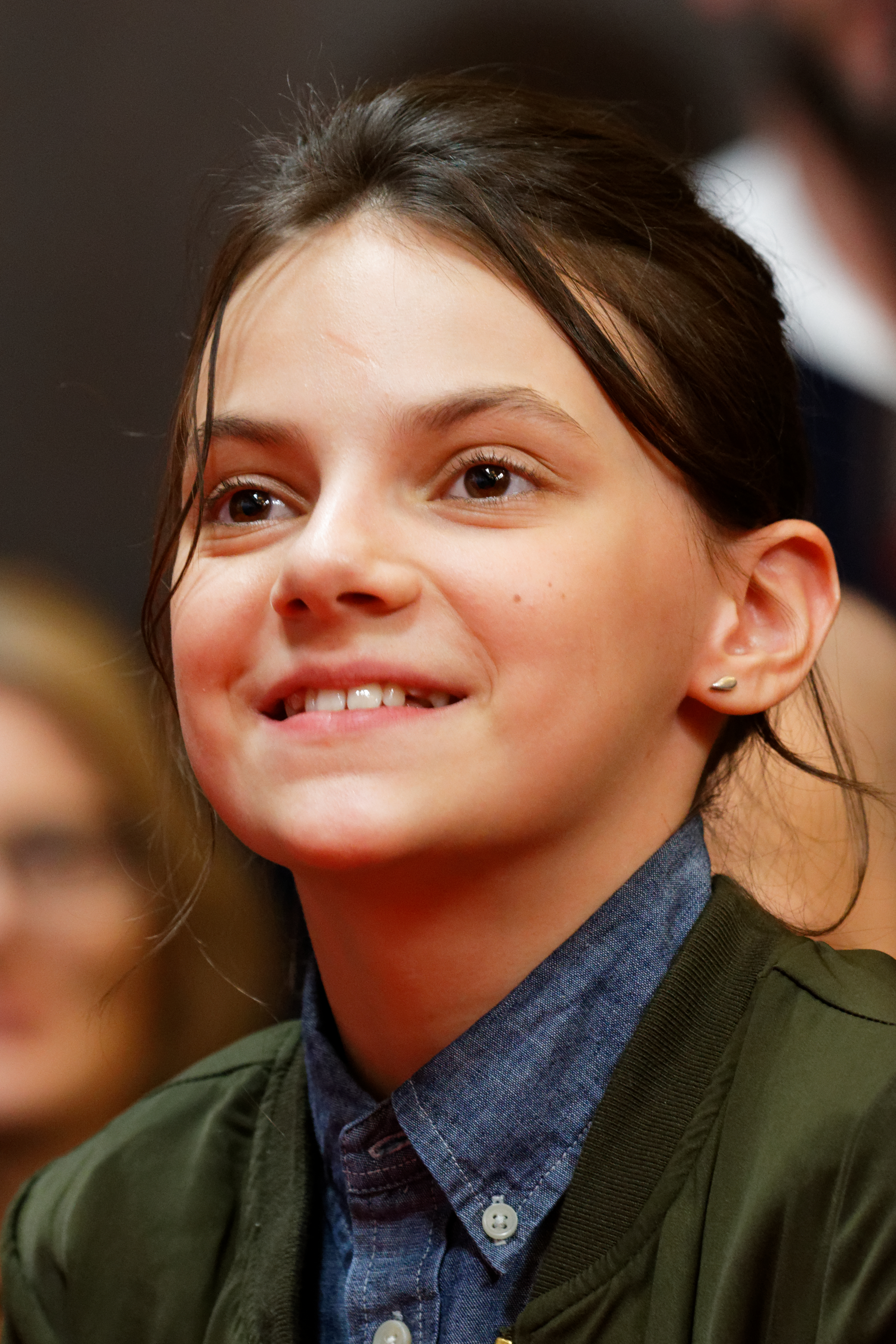
Dafne Keen, interprète de Lyra dans la série télévisée (2019).

Une adaptation télévisuelle est diffusée à partir de 2019, produite pour la BBC. Philip Pullman en est producteur tout comme New Line Cinema, qui était déjà producteur du film. Elle est adaptée par Jack Thorne.

## Postérité
L'auteur écrit après À la croisée des mondes d'autres romans situés dans le même univers.

### Livres complémentaires
- Lyra et les Oiseaux : un livre qui se situe deux ans après Le Miroir d'ambre, sorti en octobre 2003. Une sorcière qui cherche à venger son fils, mort au cours de la guerre contre l'Autorité, tend un piège à Lyra, maintenant âgée de quinze ans[241].
- Il était une fois dans le Nord : une nouvelle préquelle des Royaumes du Nord qui est sortie en avril 2008. Elle s'attarde sur le jeune aéronaute texan Lee Scoresby, alors qu'il avait vingt-quatre ans. Après avoir gagné son ballon dirigeable, Scoresby s'envole pour le Nord et atterrit sur les îles de Novy Odense dans l'Arctique, où il se retrouve mêlé à un dangereux conflit de territoire. Il rencontre au cours de cet épisode l'ours en armure Iorek Byrnison[241].
- Les Collectionneurs : un livre audio lu par l'acteur britannique Bill Nighy qui est sorti en décembre 2014[242]. Version papier publiée en septembre 2022.
- Serpentine : écrit en 2004 pour une vente aux enchères à des fins caritatives, le texte n'était pas destiné à être publié. Les événements se déroulent après ceux narrés dans Lyra et les Oiseaux. Pullman a accepté qu'il soit édité en octobre 2020[243].

### Seconde trilogie
La Trilogie de la Poussière (The Book of Dust) est une nouvelle trilogie, dont le premier tome La Belle Sauvage sort en 2017 et le deuxième tome La Communauté des esprits (The Secret Commonwealth) sort en 2019. Le troisième et dernier roman est annoncé pour le 23 octobre 2025, il aura pour titre The Rose Field, littéralement « le champ de roses ».

### Citations originales
1. ↑  Citation originale : « I am of the Devil's party and I do know it. »
2. ↑  Citation originale : « That’s why Wagner’s Ring is a republican work of art, and Tolkien’s isn’t. Wagner’s gods and heroes are exactly like human beings, on a grand scale: every human virtue and every human temptation is there. Tolkien leaves a good half of them out. No one in Middle-earth has any sexual relations at all; how children arrive must be a complete mystery to them. »
3. ↑  Citation originale : « "blatantly racist", "monumentally disparaging of women", "immoral", and "evil" »
4. ↑  Citation originale : « The story has been coming to me for a long time, the idea of a very big story that would be free from the constraints of superficial realism. But when you tell a story, there's got to be a worldview that's consistent throughout, and this is mine. I dare say there might be a certain amount of controversy, which places me in a slightly difficult position because I have not written a sermon or a treatise or a book of philosophy -- I have written a novel. »
5. ↑  Citation originale : « There are many ways of telling the same story […]. Inevitably, the storyteller's own preoccupations become visible in the emphasis and the colouring they give to this or that aspect of the tale. »
6. ↑  Citation originale : « I began with the idea of a little girl hiding somewhere she shouldn't be, overhearing something she shouldn't hear. I didn't know then who she was, where she was, or what she overheard. I just started writing. Before too long I realised I was telling a story which would serve as a vehicle for exploring things which I had been thinking about over the years. Lyra came to me at the right stage of my life. »
7. ↑  Citation originale : « Byronic hero: A man proud, moody, cynical, with defiance on his brow, and misery in his heart, a scorner of his kind, implacable in revenge, yet capable of deep and strong affection. »
8. ↑  Citation originale : « […] that we are dust,
And thither must return and be no more. »
9. ↑  Citation originale : « Shew you all Alive the World, Where Every Particle of Dust Breathes Forth its Joy.. ».
10. ↑  Citation originale : « For me the story is the paramount and the actual literary texture is secondary. »
11. ↑  Citation originale : « Capable of being in mysteries, uncertainties, doubts, without any irritable reaching after fact and reason. »
12. ↑  Citation originale : « Sin, or what churches have called sin, is in fact a very important stage in human development. »
13. ↑  Citation originale : « Dust is only the name for what happens when matter begins to understand itself. »
14. ↑  Citation originale : « His Dark Materials dramatised a colossally arduous rite-of-passage into puberty whereby two 12 year olds from parallel universes embraced sexual love in a way that redemptively re-enacted the Fall. »
15. ↑  Citation originale : « My story resolves itself into an account of the necessity of growing up, and a refusal to lament the loss of innocence. […] If we are going to do any good in the world, we have to leave childhood behind. »
16. ↑  Citation originale : « For one thing, the lines between good and evil are muddy and shifting, so that the most wicked characters are capable of startling acts of heroism and sacrifice. »
17. ↑  Citation originale : « "They [other worlds] aren't part of this universe at all; even the furthest stars are part of this universe, but the lights [Northern Lights] show us a different universe entirely. Not further away, but interpenetrating with this one. Here, on this deck, millions of other universes exist, unaware of one another […]" He raised his wings and spread them wide before folding them again. "There," he said, "I have just brushed ten million other worlds, and they knew nothing of it. We are as close as a heartbeat, but we can never touch or see or hear these other worlds except in the Northern Lights. »
18. ↑  Citation originale : « The other worlds business appears to be supported by modern science. A notable example is the double-slit experiment where, if you are firing photons one at a time through parallel slits in a piece of cardboard, they nevertheless seem to interfere with each other as if there were lots of them going through at once. So, either the photons know what the other ones have done or, in another universe, there are other ones going through the other slits and interfering with them. That is one of the oddnesses in the little corners of quantum physics… »
19. ↑  Citation originale : « Atheism suggests a degree of certainty that I'm not quite willing to accede to. I suppose technically you'd have to put me down as an agnostic. But if there is a God and he is as the Christians describe him, then he deserves to be put down and rebelled against. »
20. ↑  Citation originale : « As the trilogy progresses the author reveals a battle between a dictatorial deity and the rebel angels determined to defeat Him. God is the villain of the piece, Satan the hero. And Lyra's on the side of the devils. »
21. ↑  Citation originale : « When you look at organized religion of whatever sort - whether it's Christianity in all its variants, or whether it's Islam or some forms of extreme Hinduism - wherever you see organized religion and priesthoods and power, you see cruelty and tyranny and repression. It's almost a universal law. »
22. ↑  Citation originale : « The myth of the Fall has had two primary ideological functions. First, it constructs an authority paradigm, that is a paradigm for hierarchical relation betweed individuals and God… Second, the Fall sets up a gender paradigm. »
23. ↑  Citation originale : « How inconceivable was the first, how unbelievable the second, and yet how peremptory and absolute the third. »
24. ↑  Citation originale : « He has produced a thrillingly ambitious tale inspired by Milton's Paradise Lost, a radical view of religion that may well hold the most subversive message in children's literature in years. »
25. ↑  Citation originale : « I wanted to emphasize the simple physical truth of things, the absolute primacy of the material life, rather than the spiritual or the afterlife, he said. That's why the angels envy our bodies -- because our senses are keener, our muscles are stronger. If the angels had our bodies and our nerves, they'd be in a perpetual state of ecstasy. »
26. ↑  Citation originale : « We have to build the Republic of Heaven where we are, because for us there is no elsewhere. »
27. ↑  Citation originale : « I think I have told a story about death and what happens afterwards, which satisfies me both emotionally and aesthetically and intellectually. What happens when we die is that we are sort of recycled. I mean, our bodies are clearly recycled and the different little bits, atoms, constituent parts, motes of dust that make up our consciousness, are also recycled. Nothing's lost. »
28. ↑  Citation originale : « Feminist theologians want to eliminate the androcentric fallacy, and rely on themselves for understanding the God they have found to be theirs, tough mediated to them by a religious tradition which causes them profound problems as one powerful form of mediating that fallacy. »
29. ↑  Citation originale : « If we had our heads straight on this issue, we would have churches dedicated to Eve instead of the Virgin Mary. »
30. ↑  Citation originale : « Pullman’s hero is Lyra, not her father, with Will in an important ancillary role and [...] Pullman probably shares my belief that the ‘true hero’ of Milton’s poem is Eve, with Adam in an important ancillary role. »
31. ↑  Citation originale : « Death is better than life; boys are better than girls; light-coloured people are better than dark-coloured people; and so on. There is no shortage of such nauseating drivel in Narnia, if you can face it. »
32. ↑  Citation originale : « In this way, Mr. Pullman's book offers an explicit alternative to C. S. Lewis's Chronicles of Narnia, with their pervasive Christian message. In the Narnia books, nestled inside the delightful stories of talking animals, heroic challenges and whimsical scenes, the meaning is clear: the heroes find true happiness only after death, when their spiritual superiority buys them passage to heaven. »
33. ↑  Citation originale : « Blake said Milton was a true poet and of the Devil's party without knowing it. I am of the Devil's party and know it. »
34. ↑  Citation originale : « Philip Pullman's trilogy offers readers of all ages an adventure-packed story that speaks to some of the most urgent dilemmas of our time and suggests, for the thoughtful reader, not answers to the ills that presently beset us but rather ways of meeting them with courage and surviving them with grace. »
35. ↑  Citation originale : « I've been surprised by how little criticism I've got. Harry Potter's been taking all the flak. I'm a great fan of J. K. Rowling, but the people - mainly from America's Bible Belt - who complain that Harry Potter promotes Satanism or witchcraft obviously haven't got enough in their lives. Meanwhile, I've been flying under the radar, saying things that are far more subversive than anything poor old Harry has said. My books are about killing God! »
36. ↑  Citation originale : « Dæmons are more than a good fiction devise: they answer a need in us, though not always a positive one. »
37. ↑  Citation originale : « The writing of His Dark Materials is so masterful that it is bound to spark the spiritual imagination of anyone who reads it. »
38. ↑  Citation originale : « Similarly, where Lewis was heavily influenced by the smell and detail of Englishness, rather like his friend Tolkien, populating a fabulous countryside with the trees, lamp-posts, armour and architecture of old England, so Pullman also redraws our world in wilder, "what-if?" guise. »
39. ↑  Citation originale : « I can see no evidence in that circle of things I do know, in history, or in science or anywhere else, no evidence of the existence of God. So I'm caught between the words 'atheistic' and 'agnostic'. I've got no evidence whatever for believing in a God. But I know that all the things I do know are very small compared with the things that I don't know. But going further than that, I would say that those people who claim that they do know that there is a God have found this claim of theirs the most wonderful excuse for behaving extremely badly. So belief in a God does not seem to me to result automatically in behaving very well. »
40. ↑  Citation originale : « Nonsense! God died a long time ago. »
41. ↑  Citation originale : « A very powerful and convincing mistake, that's all. »
42. ↑  Citation originale : « It's a story, not a treatise, not a sermon or a work of philosophy. »
43. ↑  Citation originale : « In the world of Pullman, God Himself (the Authority) is a merciless tyrant. His Church is an instrument of oppression, and true heroism consists of overthrowing both. »
44. ↑  Citation originale : « Why haven’t Christians made more fuss about ‘His Dark Materials’? Here’s a story, published for children, which kills off God and portrays the Church as totally authoritarian and evil. […] His fictional Church is a cynical, cruel bureaucracy. It kidnaps and tortures children to save them from the Dust which represents the accumulated wisdom and knowledge of human beings. […] To understand that, you have to understand how the books address the big questions at the centre of all spirituality: What does it mean to be human? How should we live? How can we face death? »
45. ↑  Citation originale : « When the notion is raised of being faithful to a popular fantasy series that takes a caustic view of organized religion, the moguls become as cautious and pious as Republican presidential candidates. »
46. ↑  Citation originale : « No doubt Pullman's imagination is the reason why the three books are so popular with children. Adult readers, however, are drawn by two other qualities. The beauty of his writing (he won the 2001 Whitbread Prize for The Amber Spyglass after the rules were altered to allow "children's fiction" in an "adult" competition); and the profundity of the philosophy that underpins the trilogy: essentially, the heretical notion that there was once a war in Heaven, and the wrong side won. »
47. ↑  Citation originale : « There are some themes, some subjects, too large for adult fiction. They can only be dealt with adequately in a children’s book. »
48. ↑  Citation originale : « Stick to the book! »
49. ↑  Citation originale : « With $180 million at stake, the studio opted to kidnap the book’s body and leave behind its soul. »
50. ↑  Citation originale : « Pullman's stories are vehicles to communicate what he thinks of the Christian church, Christian doctrines, and Christian morals. His hostility becomes explicit as the series progresses, with some of the more anti-Christian elements emerging in the later books. This is not a series we want to take laying down ».